# الانتداب البريطاني على فلسطين
فلسطين الانتدابية أو الانتداب البريطاني على فلسطين أو الاحتلال البريطاني لفلسطين هو كيان جيوسياسي سابق نشأ في منطقة فلسطين عام 1920 وضُمَّت إليها شرق الأردن عام 1921 قبل أن تُفصل عنها مجدّدا بعد سنتين عام 1923. واستمر هذا الكيان لما يزيد عن عقدين ونصف (1920-1948)، وذلك ضمن الحدود التي قررتها بريطانيا وفرنسا بعد سقوط الدولة العثمانية إثر الحرب العالمية الأولى وبموجب معاهدة سيفر.
في 11 سبتمبر 1922 أقرّت عصبة الأمم الإنتداب رسميا، وذلك بإصدار صك يعهد بإدارة فلسطين لبريطانيا، وذلك بناء على إتفاق دول الحلفاء على تنفيذ تصريح ملكي بريطاني صدر عام 1917 والمعروف باسم وعد بلفور، وورد في أكثر من موضع في إعلان عصبة الأمم تأكيد على عدم الإتيان بعمل من شانه أن الإضرار بالحقوق المدنية والدينية للسكان الأصليين لفلسطين وصيانة حقوقهم عطفا على تشجيع التعاون مع الجمعية الصهيونية لتسهيل هجرة اليهود لفلسطين واكساب الجنسية الفلسطينية لأولئك المهاجرين، ضمانا لإنشاء وطن قومي يهودي لهم، بحسب نص القرار. عرّف القرار منطقة الإنتداب على فلسطين شاملاً معها شرق الأردن، إلا أن المادة 25 منه سمحت بإرجاء أو توقف تطبيق النصوص عليها، وفعلا تم استثنائها من الانتداب في عام 1921 طبقا لمذكرة شرق الأردن، فتمتعت إمارة شرق الأردن بحكم ذاتي ولم تخضع لمبادئ الإنتداب أو لوعد بلفور. إستقلت إمارة شرق الأردن عن سلطة بريطانيا عام 1946 لتصبح المملكة الأردنية، وبالتالي إستثنيت بحكم الواقع من حدود الإنتداب على فلسطين، فبقي الإنتداب على فلسطين بين نهر الأردن والمتوسط حتى نهاية الإنتداب عام 1948، وتلك هي حدود فلسطين التي تقع فيها اليوم كل من دولة إسرائيل والضفة الغربية وقطاع غزة.
كانت مدينة القدس عاصمة الانتداب حيث سكن الحاكم البريطاني ومؤسسات حكومة الانتداب. عند بداية فترة الانتداب أعلنت بريطانيا هدفا له تحقيق وعد بلفور، أي فتح الباب أمام اليهود الراغبين في الهجرة إلى فلسطين وإقامة «بيت وطني» يهودي فيها. أما في منتصف ثلاثينات القرن العشرين فغيرت بريطانيا سياستها وحاولت وقف توافد اليهود على فلسطين ومنع شراء الأراضي من قبل اليهود.

## علم أصول الكلمات
كان الاسم الذي أُطلق على أراضي الانتداب هو "فلسطين" وفقًا للاستخدام المحلي العربي الفلسطيني والعثماني والتقاليد الأوروبية
نصت وثيقة الانتداب على أن فلسطين الانتدابية سيكون لها ثلاث لغات رسمية : الإنجليزية والعربية والعبرية.
في عام 1926 قررت السلطات البريطانية رسميًا استخدام المعادل العربي التقليدي للاسم الإنجليزي ونسخته العبرية أي فلسطين (فلسطين) و فلسطين (فلشتينا) على التوالي. اقترحت القيادة اليهودية أن يكون الاسم العبري الصحيح هو إسرائيل(أرز يشرفال أرض إسرائيل ). كان الحل الوسط النهائي هو إضافة الأحرف الأولى من الاسم العبري المقترح، ألف - يود بين قوسين (أي) بعد كلمة فلسطين كلما ذكر اسم الانتداب باللغة العبرية في الوثائق الرسمية. وقد اعتبرت القيادة العربية هذه التسوية انتهاكا لبنود الانتداب. اقترح بعض السياسيين العرب " جنوب سوريا " (سوريا الجنوبية) كاسم عربي بدلاً من ذلك. رفضت السلطات البريطانية هذا الاقتراح وفقًا لمحاضر الدورة التاسعة للجنة الانتدابات الدائمة التابعة لعصبة الأمم :
وأوضح العقيد سايمز أن البلاد وصفت بأنها "فلسطين" من قبل الأوروبيين وبأنها "فلسطين"من قِبل العرب. كان الاسم العبري للبلاد هو "أرض إسرائيل"، وقد وافقت الحكومة، تلبيةً لرغبات اليهود، على أن تُتبع كلمة "فلسطين" بالأحرف العبرية في جميع الوثائق الرسمية بالأحرف الأولى التي تُشير إلى هذا الاسم. واستطرادًا، اقترح بعض السياسيين العرب تسمية البلاد "سوريا الجنوبية" للتأكيد على صلتها الوثيقة بدولة عربية أخرى

تشير صفة " إلزامي" إلى أن الوضع القانوني للكيان مشتق من تفويض عصبة الأمم ولا علاقة لها بالاستخدام الأكثر شيوعًا للكلمة كمرادف لكلمة "إلزامي" أو "ضروري".

## التاريخ

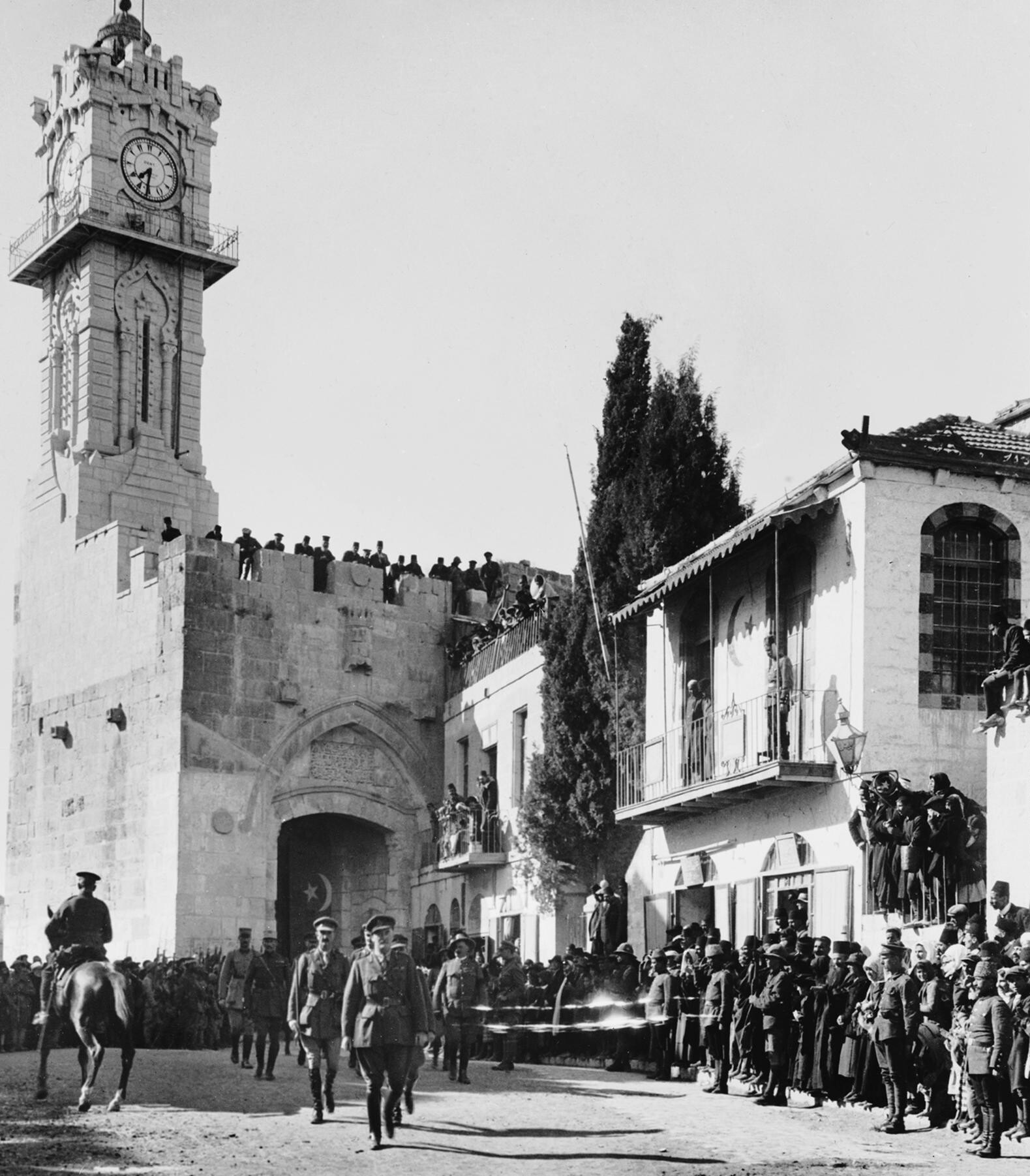
دخول الجنرال إدموند ألنبي القدس عام 1917.

في عام 1917 احتلت القوات البريطانية القادمة من مصر القسم الجنوبي من فلسطين من الدولة العثمانية، وفرضت عليها حكماً عسكرياً. في 9 نوفمبر/تشرين الثاني 1917 دخل قائد القوات البريطانية الجنرال إدموند ألنبي مدينة القدس من باب يافا. أثار ذلك مشاعر الابتهاج في أوروبا وأمريكا إذ وقعت القدس لأول مرةٍ تحت سيطرة الأوروبيين منذ أكتوبر/تشرين الأول 1187 بعد تحريرها من الصليبيين على يد صلاح الدين الأيوبي. كانت بريطانيا وفرنسا وروسيا القيصرية قد اتفقت على تقسيم بلاد الشام بينها في اتفاقية سايكس-بيكو السرية في 16 مايو/أيار 1916 بين الأطراف الثلاثة. جرى الاتفاق على أن تكون منطقة فلسطين (من بئر السبع جنوباً إلى عكا شمالاً تقريباً) منطقةً دوليةً مراعاةً لروسيا، ولكن بعد انتهاء الحرب عَدَلَتْ بريطانيا عن هذا البند من الاتفاقية فقد أرادت إنشاء معبرٍ أرضيٍّ متصلٍ بين الخليج العربي وميناء حيفا، فضلاً عن هدفها تأسيسَ دولةٍ صهيونيةٍ في فلسطين.
في أبريل/نيسان 1920 اجتمع مندوبو «دول الاتفاق» (أي فرنسا وبريطانيا بعد خروج روسيا منه) المنتصرة في الحرب العالمية الأولى في مدينة سان ريمو الإيطالية فيما سُمّيَ مؤتمر سان ريمو لتعديل اتفاقية سايكس-بيكو وتقرير الشكل النهائي لتقسيم الأراضي التي احْتُلت من الدولة العثمانية. في هذا المؤتمر اتفق الطرفان على منح فلسطين لبريطانيا وتعديل المتفق عليه سابقاً.
كان التعامل التجاري يتم بالجنيه المصري في بداية الانتداب، لكن سُرعان ما تم تشكيلُ مجلسٍ يقوم بدور مصرفٍ مركزي لإصدار العملة المحلية سُمّي بمجلس فلسطين للنقد، والذي بدوره قام بإصدار أول عملةٍ فلسطينيةٍ عام 1927 وهي الجنيه الفلسطيني.
أصرّت الحكومة البريطانية (وكان ونستون تشرشل فيها وزيراً للمستعمرات) على عصبة الأمم على إدراج تصريح بلفور في صك الانتداب على فلسطين لتصبحَ السياسةُ البريطانيةُ في فلسطين الداعمةُ للهجرةِ اليهوديةِ تحت غطاءٍ دولي، وعيّنت أول مندوبٍ سامٍ لها هربرت صموئيل الوزير البريطاني السابق واليهودي الذي دخل ابنه القدس متطوعاً مع الفيلق اليهودي في حملة الجنرال اللنبي. لاحظ رونالد ستورس أولُ حاكمٍ للقدسِ (ما بين 17-1926) هذا التحيز الواضح وكتب في مذكراته:
«لقد خرقت الإدارة العسكرية مبدأ «الوضع الراهن» في المسألة الصهيونية. كانت فلسطين ولاية تابعة للدولة العثمانية المسلمة وكانت غالبية سكانها من العرب، وفي ظل سياسة «الوضع الراهن» كان علينا -بل كنا نتلقى تعليماتٍ- أن نقول للراغبين في إدخال تغييراتٍ سريعةٍ إننا مجرد «إدارةٍ عسكريةٍ» ولسنا منظمين مدنيين، وكان علينا أن ندير البلاد كما نفعل في مصر أو غيرها من البلاد ذات الأقليات المهمة مستخدمين الإنجليزية كلغةٍ رسميةٍ وتقديم ترجمةٍ عربيةٍ مع معاملة المقيمين اليهود والأوربيين والأرمن وغيرهم على النحو الذي نعاملهم به في مصر.
كان موقف «إدارة أراضي العدو المحتلة» مختلفاً تماماً عن هذا المفهوم، فقد طُبع الإعلان الأول للجنرال اللنبي بالإنجليزية والعبرية والعربية، وكذلك الأوامر الصادرة مني، واستخدمتْ العبرية في لافتات الإدارة الحكومية، ومالبثت أن أضيفت على عجلٍ على إيصالات البلدية والإيصالات الرسمية الأخرى، وقمنا بتعيين موظفين ومترجمين يهود في مكاتبنا. وقد واجهت «إدارة أراضي العدو المحتلة» نقداً شديداً على هذا الخرق الواضح للوضع الراهن داخل وخارج فلسطين... رغم أن عصبة الأمم لم تكن قد أنشئت، ولم يكن نظام الانتداب قد أقيم حتى يكون هدف الحكومة متطابقاً مع هدف الصهيونية».

### عشرينيات القرن العشرين

فلسطينيون في يافا في عشرينيات القرن العشرين

وبعد وصول البريطانيين أنشأ السكان العرب جمعيات إسلامية مسيحية في جميع المدن الكبرى. وفي عام 1919 انضموا إلى عقد المؤتمر العربي الفلسطيني الأول في القدس. كان الهدف الأساسي من ذلك هو إقامة حكومة تمثيلية ومعارضة إعلان بلفور. وفي الوقت نفسه تشكلت اللجنة الصهيونية في مارس/آذار 1918 وعملت بشكل نشط على تعزيز الأهداف الصهيونية في فلسطين. في 19 أبريل 1920 جرت انتخابات مجلس ممثلي الجالية اليهودية الفلسطينية.
في إبريل/نيسان 1920 أدت أعمال الشغب في القدس إلى مقتل خمسة يهود وأربعة عرب.
في يوليو 1920 حلت إدارة مدنية بريطانية برئاسة المفوض السامي محل الإدارة العسكرية. وصل المفوض السامي الأول السير هربرت صموئيل الصهيوني ووزير الحكومة البريطانية الحديث إلى فلسطين في 20 يونيو/حزيران 1920 لتولي منصبه اعتباراً من الأول من يوليو/تموز. أنشأ صموئيل مقره الرئيسي وإقامته الرسمية في جزء من مجمع مستشفى أوغستا فيكتوريا على جبل المشارف في ما كان يُعرف آنذاك بالطرف الشمالي الشرقي للقدس وهو مبنى تم بناؤه للألمان حوالي عام 1910. تضرر هذا المبنى بسبب زلزال في عام 1927 وكان بمثابة المقر والمقر الرسمي للمفوضين السامين البريطانيين حتى عام 1933. في ذلك العام قاموا بالانتهاء من بناء مقر جديد ومقر إقامة رسمي للمفوض السامي على ما كان يُعرف آنذاك بالطرف الجنوبي الشرقي لمدينة القدس. يُشار إلى هذا المبنى الذي يقع على "تلة المشورة الشريرة" على سلسلة جبال المكبر باسم أرمون هانتسيف من قبل السكان اليهود وظل قيد الاستخدام كمقر ومقر إقامة رسمي للمفوضين السامين البريطانيين حتى نهاية الحكم البريطاني في عام 1948.

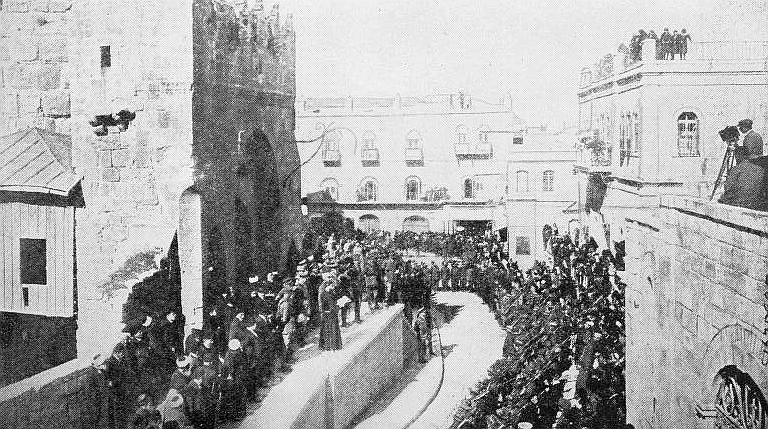
نقل القدس رسميًا إلى الحكم البريطاني مع قيام "كاهن أصلي" بقراءة الإعلان من على درجات برج داود

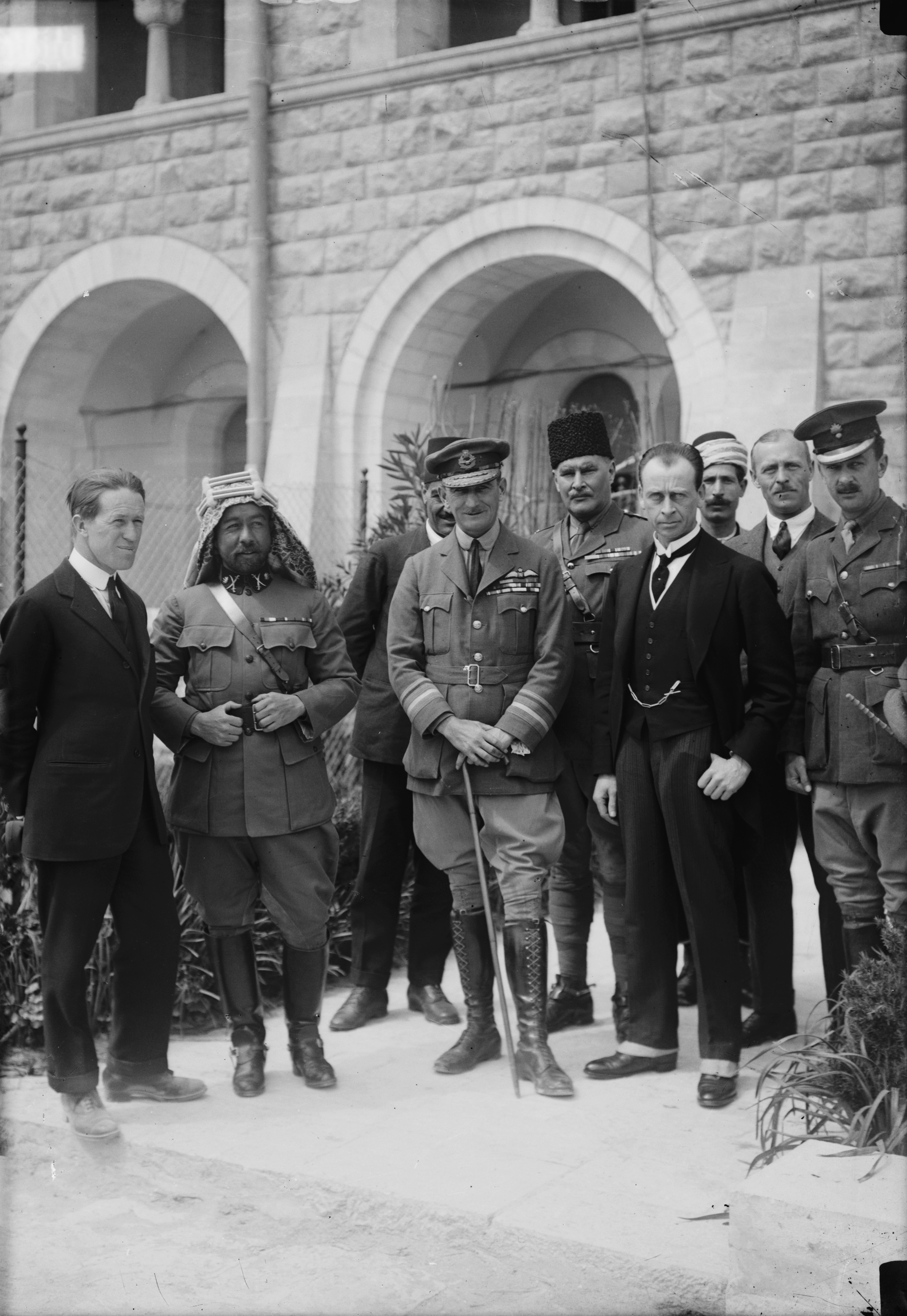
وصول السير هربرت صموئيل. من اليسار إلى اليمين : تي إي لورانس والأمير عبد الله والمارشال الجوي السير جيفري سالموند والسير ويندهام ديديس وآخرون

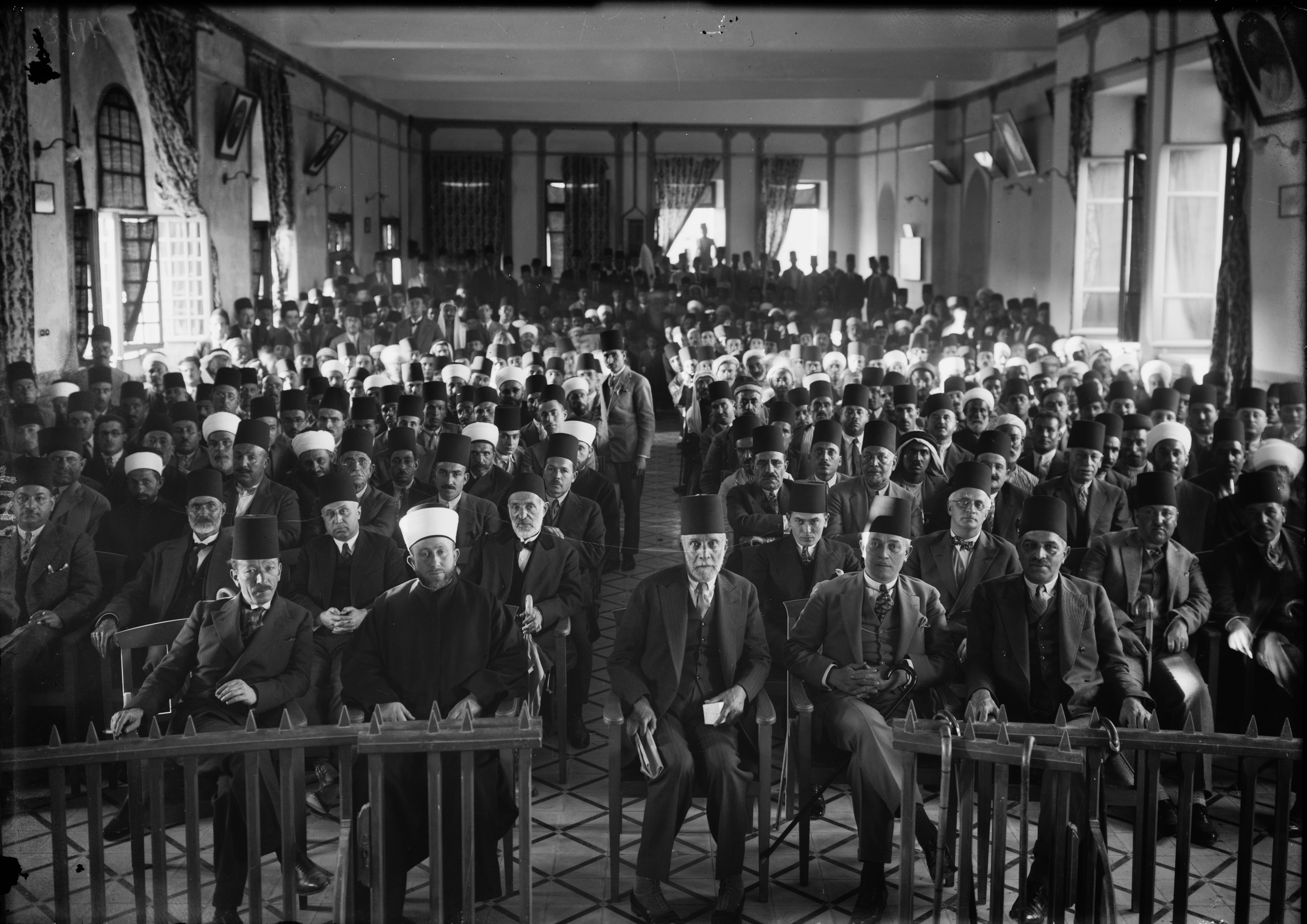
تجمع احتجاجي عربي في قاعة روضة المعارف 1929. من اليسار إلى اليمين : غير معروف – أمين الحسيني – موسى الحسيني – راغب النشاشيبي – غير معروف

كان أحد الإجراءات الأولى التي اتخذتها الإدارة المدنية الجديدة هو البدء في منح التنازلات من الحكومة الانتدابية بشأن الأصول الاقتصادية الرئيسية. في عام 1921 منحت الحكومة بينهاس روتنبرغ رجل الأعمال اليهودي امتيازات لإنتاج وتوزيع الطاقة الكهربائية. وسرعان ما أنشأ روتنبرغ شركة كهربائية كان المساهمون فيها منظمات صهيونية ومستثمرين وفاعلي خير. ورأى العرب الفلسطينيون في ذلك دليلاً على أن البريطانيين ينوون تفضيل الصهيونية. وزعمت الإدارة البريطانية أن الكهرباء من شأنها أن تعزز التنمية الاقتصادية للبلاد ككل وفي الوقت نفسه تضمن التزامها بتسهيل إقامة وطن قومي يهودي من خلال التنمية الاقتصادية. بدلا من السياسية يعني.
حاول المفوض السامي صموئيل إنشاء مؤسسات للحكم الذاتي في فلسطين كما هو مطلوب بموجب الانتداب لكن القيادة العربية رفضت التعاون مع أي مؤسسة تتضمن مشاركة يهودية. وعندما توفي كامل الحسيني مفتي القدس في مارس/آذار 1921 عيّن المندوب السامي صموئيل أخاه غير الشقيق محمد أمين الحسيني في المنصب. أمين الحسيني أحد أفراد عشيرة الحسيني في القدس كان قومياً عربياً وزعيماً مسلماً. وباعتباره المفتي العام وكذلك في المناصب المؤثرة الأخرى التي شغلها خلال هذه الفترة لعب الحسيني دوراً رئيسياً في المعارضة العنيفة للصهيونية. وفي عام 1922 انتخب الحسيني رئيسًا للمجلس الإسلامي الأعلى الذي أنشأه صموئيل في ديسمبر 1921. كان المجلس يسيطر على أموال الأوقاف والتي تبلغ قيمتها سنويًا عشرات الآلاف من الجنيهات وأموال الأيتام والتي تبلغ قيمتها سنويًا حوالي 50 ألف جنيه إسترليني مقارنة بـ 600 ألف جنيه إسترليني في الميزانية السنوية للوكالة اليهودية. بالإضافة إلى ذلك كان يسيطر على المحاكم الإسلامية في فلسطين. ومن بين الوظائف الأخرى كانت لهذه المحاكم سلطة تعيين المعلمين والوعاظ.
أنشأ أمر المجلس الفلسطيني لعام 1922 مجلسًا تشريعيًا وكان من المقرر أن يتكون من 23 عضوًا : 12 منتخبًا و10 معينين والمفوض السامي. ومن بين الأعضاء المنتخبين الاثني عشر كان من المقرر أن يكون ثمانية منهم من العرب المسلمين واثنين من العرب المسيحيين واثنين من اليهود. احتج العرب على توزيع المقاعد زاعمين أنه بما أنهم يشكلون 88% من السكان فإن حصولهم على 43% فقط من المقاعد أمر غير عادل. أجريت الانتخابات في شهري فبراير ومارس 1923 ولكن بسبب المقاطعة العربية إلغي النتائج وقاموا بإنشاء مجلس استشاري مكون من 12 عضوًا.
في المؤتمر العالمي الأول للنساء اليهوديات الذي عقد في فيينا النمسا عام 1923 تقرر أنه: "يبدو ثم أن من واجب جميع اليهود التعاون في إعادة بناء فلسطين اجتماعيًا واقتصاديًا والمساعدة في توطين اليهود في ذلك البلد".
في أكتوبر 1923 قدمت بريطانيا إلى عصبة الأمم تقريراً عن إدارة فلسطين للفترة 1920-1922 والذي غطى الفترة التي سبقت الانتداب.
في أغسطس 1929 اندلعت أعمال شغب أدت إلى مقتل 250 شخصًا.

### ثلاثينيات القرن العشرين: التمرد العربي المسلح
في عام 1930 وصل الشيخ عز الدين القسام إلى فلسطين من سوريا التي كانت آنذاك جزءاً من الانتداب الفرنسي على سوريا ولبنان ونظم وأسس منظمة اليد السوداء وهي منظمة مسلحة مناهضة للصهيونية والبريطانيين. قام بتجنيد وتنظيم التدريب العسكري للفلاحين وبحلول عام 1935 كان قد جند ما بين 200 و800 رجل. استخدموا القنابل والأسلحة النارية ضد المستوطنين الصهاينة وقاموا بتخريب بساتين المستوطنين وخطوط السكك الحديدية التي بناها البريطانيون. في نوفمبر 1935 اشتبك اثنان من رجاله في تبادل لإطلاق النار مع دورية للشرطة الفلسطينية كانت تطارد لصوص الفاكهة وقُتل شرطي. وفي أعقاب الحادثة أطلقت الشرطة الاستعمارية البريطانية حملة بحث وحاصرت القسام في كهف بالقرب من يعبد. وفي المعركة التي تلت ذلك قُتل القسام.

### الثورة العربية

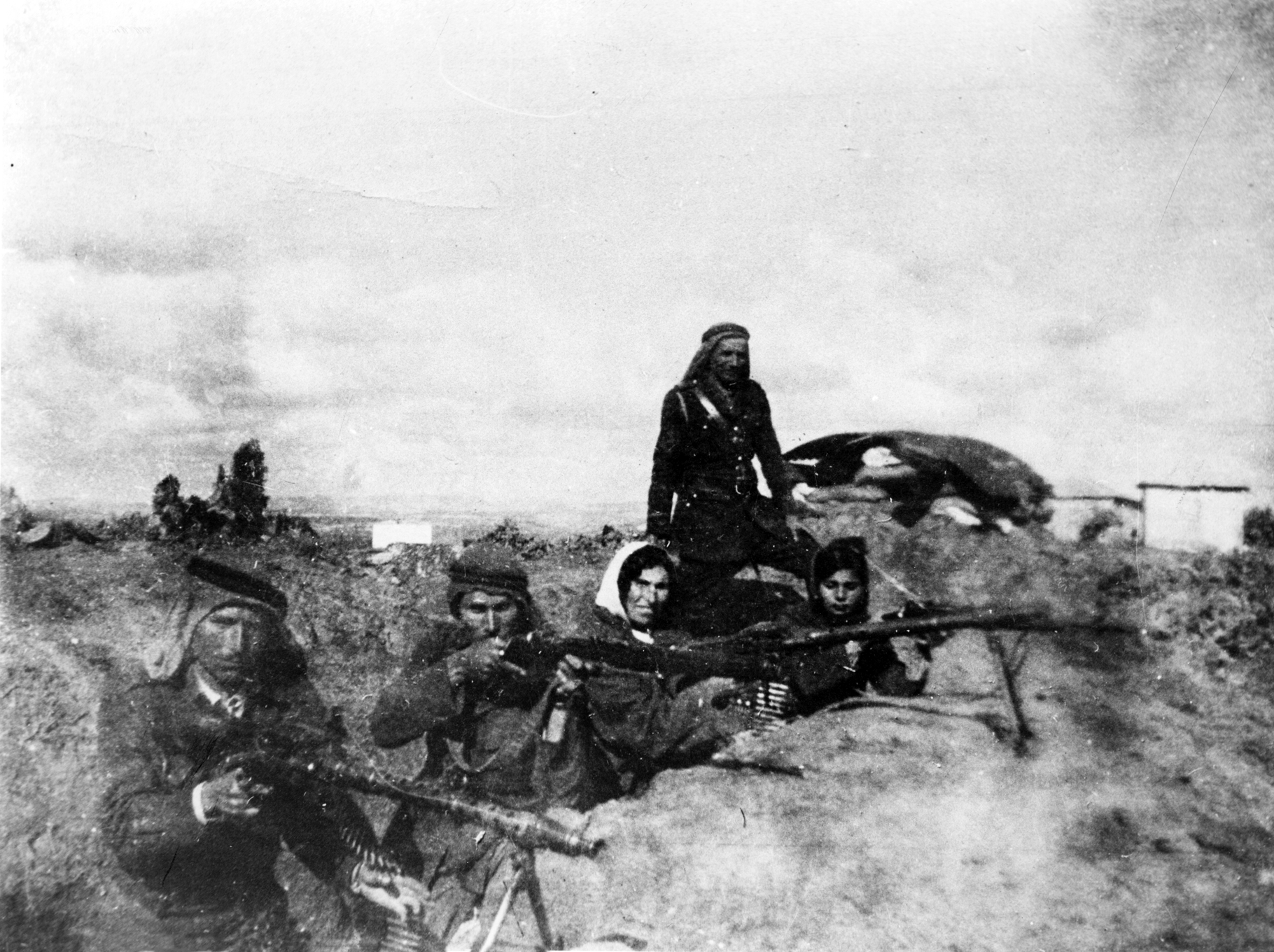
الثورة العربية ضد البريطانيين

وقد أثار مقتل القسام في 20 نوفمبر/تشرين الثاني 1935 غضباً واسع النطاق في المجتمع العربي. حشود غفيرة شيعت جثمان القسام إلى مثواه الأخير في حيفا. وبعد أشهر قليلة في نيسان/أبريل 1936 اندلع الإضراب الوطني العربي العام. واستمر الإضراب حتى أكتوبر 1936 بتحريض من اللجنة العربية العليا برئاسة أمين الحسيني. خلال صيف ذلك العام دمر آلاف الأفدنة والبساتين التي يملكها اليهود. وتعرض المدنيون اليهود للهجوم والقتل كما فرت بعض المجتمعات اليهودية مثل تلك الموجودة في بيسان ( بيت شان ) وعكا إلى مناطق أكثر أمانًا. هدأت أعمال العنف لمدة عام تقريبًا بينما أرسل البريطانيون لجنة بيل للتحقيق.
خلال المراحل الأولى من الثورة العربية وبسبب التنافس بين عشيرتي الحسيني والنشاشيبي بين العرب الفلسطينيين اضطر راغب النشاشيبي إلى الفرار إلى مصر بعد عدة محاولات اغتيال أمر بها أمين الحسيني.
وبعد الرفض العربي لتوصيات لجنة بيل استؤنفت الثورة في خريف عام 1937. وعلى مدى الثمانية عشر شهرًا التالية خسر البريطانيون مدينتي نابلس والخليل. تمكنت القوات البريطانية بدعم من 6000 من رجال الشرطة المساعدين اليهود المسلحين من قمع أعمال الشغب الواسعة النطاق باستخدام القوة الساحقة. قام الضابط البريطاني تشارلز أورد وينجيت (الذي دعم الصحوة الصهيونية لأسباب دينية) بتنظيم فرق ليلية خاصة من الجنود البريطانيين والمتطوعين اليهود مثل ييجال ألون وقد "حققوا نجاحات كبيرة ضد المتمردين العرب في الجليل السفلي وفي وادي يزرعيل" من خلال شن غارات على القرى العربية. كما استخدمت منظمة إرجون وهي جماعة ميليشيا يهودية العنف ضد المدنيين العرب أيضًا كـ"أعمال انتقامية" فهاجمت الأسواق والحافلات.
وبحلول الوقت الذي انتهت فيه الثورة في مارس/آذار 1939 كان قد قُتل أكثر من 5,000 عربي و400 يهودي و200 بريطاني وجُرح ما لا يقل عن 15,000 عربي. وفي المجمل قُتل أو جُرح أو سُجن أو نُفي 10% من الذكور العرب البالغين. من عام 1936 إلى عام 1945 أثناء إقامة ترتيبات أمنية تعاونية مع الوكالة اليهودية صادرت بريطانيا 13,200 سلاح ناري من العرب و521 سلاحًا من اليهود.
لقد خلفت الهجمات التي شنها العرب على السكان اليهود ثلاثة آثار دائمة : أولاً أدت إلى تشكيل وتطوير الميليشيات اليهودية السرية، وفي مقدمتها الهاجاناه والتي أثبتت أنها حاسمة في عام 1948. وثانياً أصبح من الواضح أنه لا يمكن التوفيق بين المجتمعين ومن هنا ولدت فكرة التقسيم. ثالثا رد البريطانيون على المعارضة العربية بإصدار الكتاب الأبيض عام 1939 والذي فرض قيودا شديدة على شراء الأراضي والهجرة اليهودية. ومع ذلك ومع اندلاع الحرب العالمية الثانية لم نتمكن حتى من الوصول إلى حصة الهجرة المخفضة هذه. وقد أدت سياسة الكتاب الأبيض في حد ذاتها إلى تطرف قطاعات من السكان اليهود الذين توقفوا بعد الحرب عن التعاون مع البريطانيين.
كان للثورة أيضًا تأثير سلبي على القيادة العربية الفلسطينية والتماسك الاجتماعي والقدرات العسكرية وساهمت في نتائج حرب ١٩٤٨ لأنه "عندما واجه الفلسطينيون أخطر تحدياتهم في الفترة ١٩٤٧-١٩٤٩ كانوا لا يزالون يعانون من القمع البريطاني في الفترة ١٩٣٦-١٩٣٩ وكانوا عمليًا بلا قيادة موحدة. بل يمكن القول إنهم كانوا عمليًا بلا قيادة على الإطلاق".

#### مقترحات التقسيم

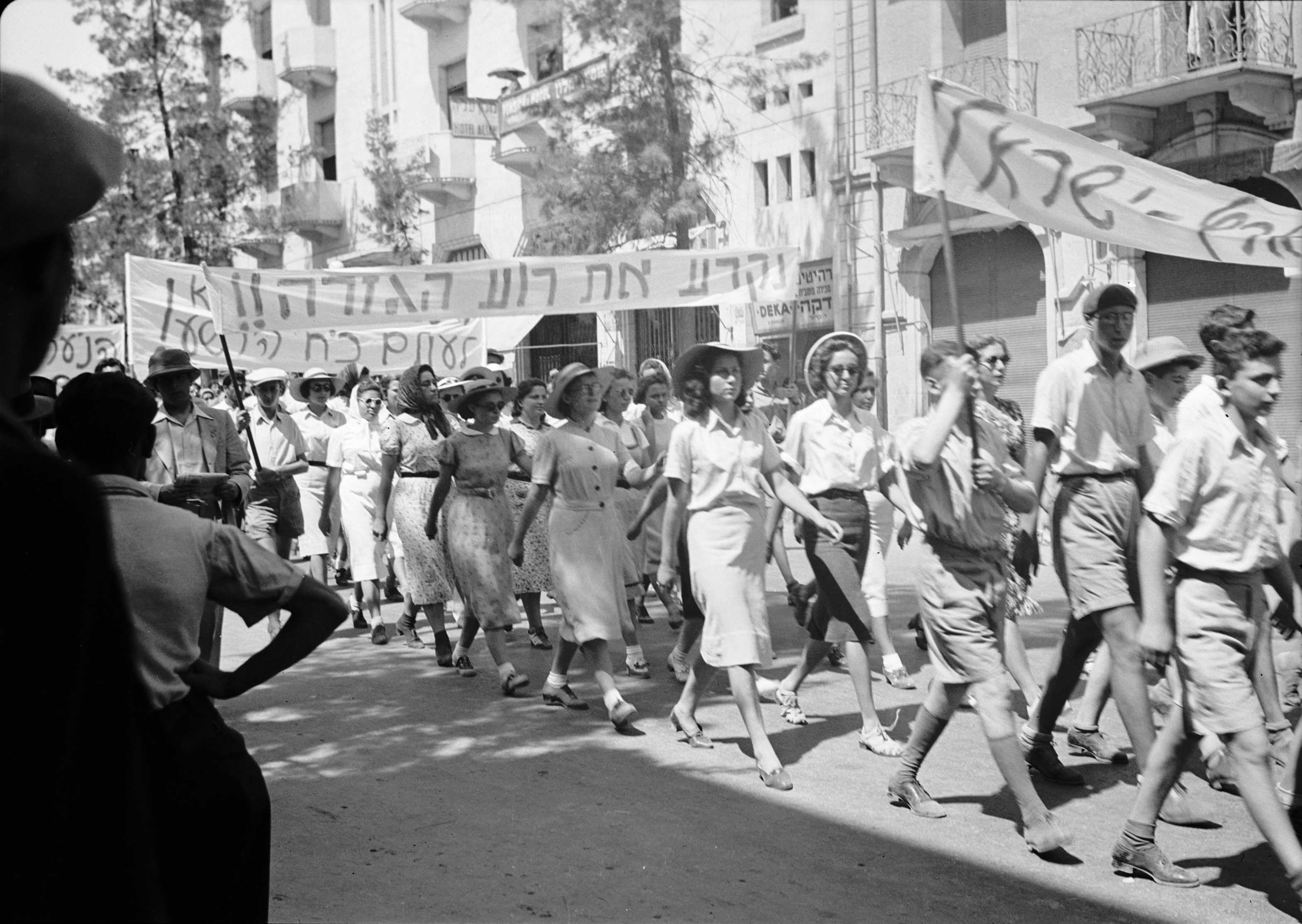
مظاهرة يهودية ضد الكتاب الأبيض في القدس عام 1939

في عام 1937 اقترحت لجنة بيل تقسيمًا بين دولة يهودية صغيرة يتوجب نقل سكانها العرب إليها ودولة عربية تنضم إلى إمارة شرق الأردن حيث كانت هذه الإمارة أيضًا جزءًا من الانتداب الأوسع على فلسطين. وقد رفض العرب هذا الاقتراح رفضا قاطعا. كان الزعيمان اليهوديان الرئيسيان حاييم وايزمان وديفيد بن جوريون قد أقنعا المؤتمر الصهيوني بالموافقة بشكل غامض على توصيات بيل كأساس لمزيد من المفاوضات. في رسالة إلى ابنه في أكتوبر 1937 أوضح بن جوريون أن التقسيم سيكون بمثابة الخطوة الأولى نحو "الاستيلاء على الأرض ككل". وقد سجل بن جوريون نفس المشاعر في مناسبات أخرى مثل اجتماع اللجنة التنفيذية للوكالة اليهودية في يونيو/حزيران 1938 وكذلك حاييم وايزمان.
وفي أعقاب مؤتمر لندن الذي عقد في فبراير/شباط ومارس/آذار 1939 نشرت الحكومة البريطانية كتاباً أبيض اقترحت فيه الحد من الهجرة اليهودية من أوروبا وفرض قيود على شراء الأراضي اليهودية وبرنامجاً لإنشاء دولة مستقلة تحل محل الانتداب في غضون عشر سنوات. وقد اعتبر الييشوف هذا الأمر بمثابة خيانة للشروط الإلزامية خاصة في ضوء الاضطهاد المتزايد لليهود في أوروبا. وردًا على ذلك نظم الصهاينة برنامج الهجرة غير الشرعية إلى فلسطين. شنت منظمة ليحي وهي مجموعة صغيرة من الصهاينة المتطرفين، هجمات مسلحة على السلطات البريطانية في فلسطين. ومع ذلك فإن الوكالة اليهودية التي كانت تمثل القيادة الصهيونية السائدة ومعظم السكان اليهود كانت لا تزال تأمل في إقناع بريطانيا بالسماح باستئناف الهجرة اليهودية وتعاونت مع بريطانيا خلال الحرب العالمية الثانية.

### الحرب العالمية الثانية

#### نشاط الحلفاء ودول المحور
في 10 يونيو من عام 1940، أعلنت إيطاليا الحرب على الكومنولث البريطاني وانحازت إلى جانب ألمانيا. في غضون شهر، هاجم الإيطاليون فلسطين جوًا وقصفوا تل أبيب وحيفا، ما أدى إلى وقوع العديد من الإصابات.
في عام 1942، كانت هناك فترة من القلق الشديد داخل مجتمعات يشوف، عندما تقدمت قوات الجنرال الألماني إرفين روميل شرقًا عبر شمال أفريقيا نحو قناة السويس وكان هناك خوف متزايد من أن تغزو فلسطين. وقد أشير إلى هذه الفترة باسم «200 يوم من الرهبة». اعتُبر هذا الحدث السبب المباشر وراء تأسيس جماعة بلماح، بدعم بريطاني - وهي وحدة نظامية مدربة تدريبًا خاصًا تابعة للهاجاناه (وهي مجموعة شبه عسكرية تتألف في معظمها من قوات احتياطية).
مثلما هو الحال في أغلب أنحاء العالم العربي، لم يكن ثمّة إجماع بين العرب الفلسطينيين على موقفهم من المتحاربين في الحرب العالمية الثانية. فقد رأى عدد من الزعماء والشخصيات العامة أن انتصار المحور هو النتيجة المرجحة والطريقة لتأمين عودة فلسطين من الصهاينة والبريطانيين. على الرغم من أن العرب لم يحظو بتقدير كبير من قبل النازية والعِرق، إلا أن النازيون قد شجعوا الدعم العربي باعتباره معاكسًا للهيمنة البريطانية. في الذكرى السنوية لإعلان بلفور في عام 1943، أرسل هاينريش هيملر ووزير الخارجية يواخيم فون ريبنتروب برقيات دعم لمفتي القدس الكبير، محمد أمين الحسيني، ليقرأ في بث إذاعي على حشد من المؤيدين في برلين.

#### التجنيد
في 3 يوليو من عام 1944، وافقت الحكومة البريطانية على إنشاء اللواء اليهودي، مع كبار الضباط الذين تم اختيارهم بشكل شخصي وأيضًا من غير اليهود. في 20 سبتمبر من عام 1944، أعلن بلاغ رسمي صادر عن مكتب الحرب تشكيل مجموعة اللواء اليهودي في الجيش البريطاني. ثم تمركزت الفرقة اليهودية في تارفيزيو، بالقرب من مثلث الحدود بين إيطاليا ويوغوسلافيا والنمسا، حيث لعبت دورًا رئيسيًا في جهود بريخا السرية لمساعدة اليهود على الهروب من أوروبا إلى فلسطين، واستمر العديد من أعضائها بعد حلّ اللواء. من بين مشاريعها تعليم أطفال سلفينو ورعايتهم. في وقت لاحق، أصبح قدماء اللواء اليهودي مشاركين رئيسيين في الجيش الإسرائيلي الجديد التابع لدولة إسرائيل.
من فوج فلسطين، تم إرسال فصيلتين، واحدة يهودية، تحت قيادة العميد إرنست بنجامين، وأخرى عربية للانضمام إلى قوات الحلفاء إلى جانب الحملة الإيطالية، بعد أن شاركت في حملة ربيع عام 1945 في إيطاليا.
إلى جانب اليهود والعرب من فلسطين، كان البريطانيون قد جمعوا بحلول منتصف عام 1944 قوة متعددة الأعراق تتألف من اللاجئين اليهود الأوروبيين المتطوعين (من البلدان التي تحتلها ألمانيا) ويهود اليمن وبيتا إسرائيل.

### التعبئة

مقر اللواء اليهودي تحت علم الاتحاد والعلم اليهودي

في 3 يوليو 1944 وافقت الحكومة البريطانية على إنشاء لواء يهودي داخل الجيش البريطاني مع ضباط كبار مختارين من اليهود وغير اليهود. في 20 سبتمبر 1944 أعلن بيان رسمي صادر عن وزارة الحرب (المملكة المتحدة) عن تشكيل مجموعة اللواء اليهودي في الجيش البريطاني. نقل اللواء اليهودي إلى إيطاليا حيث انضم إلى الجيش البريطاني الثامن تحت قيادة مجموعة الجيش الخامس عشر وقاتل في الهجوم الربيعي للحملة الإيطالية. كان اللواء اليهودي متمركزًا بعد ذلك في تارفيسيو بالقرب من مثلث الحدود بين إيطاليا ويوغوسلافيا والنمسا حيث لعب دورًا رئيسيًا في جهود البريها لمساعدة اليهود على الهروب من أوروبا إلى فلسطين وهو الدور الذي سيستمر العديد من أعضائه في القيام به بعد حل اللواء. ومن بين مشاريعها تعليم ورعاية أطفال سيلفينو. وفي وقت لاحق لعب قدامى المحاربين في اللواء اليهودي دورًا رئيسيًا في تأسيس قوات الدفاع الإسرائيلية.
من فوج فلسطين إرسلت فصيلتين واحدة يهودية تحت قيادة العميد إرنست بنيامين والأخرى عربية للانضمام إلى قوات الحلفاء على الجبهة الإيطالية بعد أن شاركوا في الهجوم النهائي هناك.
بالإضافة إلى اليهود والعرب من فلسطين فقد نجح البريطانيون بحلول منتصف عام 1944 في تجميع قوة متعددة الأعراق تتألف من متطوعين يهود أوروبيين لاجئين (من البلدان التي احتلتها ألمانيا) ويهود اليمن ويهود الحبشة.

#### الهولوكوست وحصص الهجرة
في عام 1939، ونتيجة لما جاء في الكتاب الأبيض عام 1939، خفض البريطانيون عدد المهاجرين المسموح لهم بدخول فلسطين. بدأت الحرب العالمية الثانية وتلاها الهولوكوست بعد ذلك بوقت قصير وبمجرد تجاوز الحصة السنوية لأكثر من 15,000 تم احتجاز اليهود الفارين من الاضطهاد النازي في معسكرات الاعتقال وترحيلهم إلى مناطق مثل موريشيوس.
ابتداءًا من عام 1939، ترأس الموساد منظمة تُشرف على الهجرة السرية لليهود تدعى عليا بت. فرّ عشرات الآلاف من اليهود الأوروبيين من النازيين في قوارب وسفن صغيرة متوجهة إلى فلسطين. اعترضت البحرية المَلَكية العديد من السفن؛ والبعض الآخر كان غير صالحًا للإبحار أو محطمًا؛ أطلقت قوات هاجاناه قنبلة على سفينة إس إس باتريا وأغرقتها، ما أسفر عن مقتل 267 شخصًا؛ ثم أغرقت الغواصات السوفييتية سفينتين: وقد قامت سكونة سوفيتية تُدعى ستروما في فبراير من عام 1942 بتحطيم سفينة وإغراقها في البحر الأسود مع فقدان ما يقرب من 800 شخص. آخر قوارب اللاجئين التي حاولت الوصول إلى فلسطين خلال الحرب كانت بولبول وميفكور ومورينا في أغسطس عام 1944. أغرقت غواصة سوفيتية سفينة ميفكور بقذيفة نارية ثم هاجمت الناجين بالرشاشات في الماء، ما أسفر عن مقتل ما بين 300 و 400 لاجئ. استؤنفت الهجرة غير الشرعية بعد الحرب العالمية الثانية.
بعد الحرب، تقطعت السبل أمام ما يقارب 250,000 من اللاجئين اليهود في مخيمات المشردين (دي بي) في أوروبا. على الرغم من ضغوط الرأي العام العالمي، وخاصة الطلبات المتكررة من الرئيس الأمريكي هاري ترومان وتوصيات لجنة التحقيق الأنجلو أمريكية بمنح 100,000 يهودي حق الدخول إلى فلسطين على الفور، وقد حافظ البريطانيون على الحظر المفروض على الهجرة.

#### بداية العصيان الصهيوني
بدأت حركة شتيرن اليهودية (المقاتلون من أجل حرية إسرائيل) إلى جانب حركة إرجون (المنظمة العسكرية القومية في إسرائيل) بالتمرد اليهودي في فلسطين الانتدابية ضد الانتداب البريطاني في أربعينيات القرن العشرين. في 6 نوفمبر من عام 1944، قام إلياهو حكيم وإلياهو بيت زوري (أعضاء حركة شتيرن) باغتيال اللورد إدوارد غينيس (بارون موين الأول) في القاهرة. كان موين وزير الدولة البريطاني للشرق الأوسط، ويقول البعض أن عملية الاغتيال هذه قد حوّلت رئيس الوزراء البريطاني ونستون تشرشل ضد القضية الصهيونية. بعد اغتيال اللورد موين، اختطفت قوات هاجاناه العديد من أعضاء حركة إرجون (في ما يُعرف باسم «موسم الصيد») وسلمتهم لبريطانيا، ثم قررت الهيئة التنفيذية للوكالة اليهودية اتخاذ سلسلة من التدابير ضد «المنظمات الإرهابية» في فلسطين. أمرت حركة إرجون أعضائها بعدم المقاومة أو الانتقام بالعنف وذلك لمنع نشوب حرب أهلية.

### بعد الحرب العالمية الثانية: التمرد وخطة التقسيم
وفي وقت لاحق اتحدت القوى اليهودية الرئيسية الثلاث لتشكيل حركة المقاومة اليهودية ‏ ونفذت العديد من الهجمات والتفجيرات ضد الإدارة البريطانية. في عام 1946 فجرت منظمة الإرجون فندق الملك داود في القدس الذي كان جناحه الجنوبي مقراً للإدارة البريطانية مما أدى إلى مقتل 92 شخصاً. بعد القصف بدأت الحكومة البريطانية باحتجاز المهاجرين اليهود غير الشرعيين في قبرص. في عام 1948 قامت منظمة ليحي باغتيال الكونت برنادوت وسيط الأمم المتحدة في القدس. وكان إسحاق شامير رئيس وزراء إسرائيل المستقبلي أحد المتآمرين.

خطة التقسيم للأمم المتحدة

لقد أدت الدعاية السلبية الناجمة عن الوضع في فلسطين إلى جعل الانتداب غير مرغوب فيه على نطاق واسع في بريطانيا نفسها وتسببت في تأخير الكونجرس الأمريكي لمنح القروض الحيوية البريطانية لإعادة الإعمار. وكان حزب العمال البريطاني قد وعد قبل انتخابه في عام 1945 بالسماح بالهجرة الجماعية لليهود إلى فلسطين لكنه تراجع عن هذا الوعد بعد توليه السلطة. وتزايدت النزعة العدائية اليهودية ضد البريطانيين وتطلب الوضع وجود أكثر من مائة ألف جندي بريطاني في البلاد. في أعقاب هروب سجن عكا وإعدام الرقباء البريطانيين انتقامًا على يد منظمة إرجون أعلن البريطانيون رغبتهم في إنهاء الانتداب والانسحاب في موعد لا يتجاوز بداية أغسطس/آب 1948.
كانت لجنة التحقيق الأنجلو أمريكية في عام 1946 محاولة مشتركة بين بريطانيا والولايات المتحدة للاتفاق على سياسة بشأن قبول اليهود في فلسطين. وفي شهر أبريل/نيسان أفادت اللجنة أن أعضاءها توصلوا إلى قرار بالإجماع. وافقت اللجنة على التوصية الأمريكية بقبول 100 ألف لاجئ يهودي من أوروبا إلى فلسطين فوراً. وأوصت أيضاً بعدم وجود دولة عربية أو يهودية. وذكرت اللجنة أنه "من أجل التخلص نهائياً من المطالبات الحصرية لليهود والعرب بفلسطين فإننا نعتبر من الضروري إصدار بيان واضح من حيث المبدأ مفاده أن اليهود لا يجوز لهم أن يسيطروا على العرب وأن العرب لا يجوز لهم أن يسيطروا على اليهود في فلسطين". أثار الرئيس الأمريكي هاري إس ترومان غضب الحكومة البريطانية بإصداره بيانًا يؤيد فيه استقبال 100 ألف لاجئ لكنه رفض الاعتراف ببقية النتائج التي توصلت إليها اللجنة. وطلبت بريطانيا المساعدة من الولايات المتحدة في تنفيذ التوصيات. وكانت وزارة الحرب الأميركية قد قالت في وقت سابق إن مساعدة بريطانيا في الحفاظ على النظام ضد الثورة العربية تتطلب التزاماً أميركياً مفتوحاً بإرسال 300 ألف جندي. من المؤكد تقريبًا أن القبول الفوري لـ 100 ألف مهاجر يهودي جديد كان من شأنه أن يؤدي إلى اندلاع انتفاضة عربية.
وكانت هذه الأحداث بمثابة العوامل الحاسمة التي أجبرت بريطانيا على إعلان رغبتها في إنهاء الانتداب على فلسطين ووضع القضية الفلسطينية أمام الأمم المتحدة خليفة عصبة الأمم. أنشأت الأمم المتحدة لجنة الأمم المتحدة الخاصة بفلسطين ( اللجنة الخاصة الخاصة بالأمم المتحدة ) في 15 مايو 1947 وتضم ممثلين من 11 دولة. وقد أجرت اللجنة الخاصة للأمم المتحدة في فلسطين جلسات استماع وأجرت مسحاً عاماً للوضع في فلسطين وأصدرت تقريرها في 31 آب/أغسطس. وأوصى سبعة أعضاء (كندا، وتشيكوسلوفاكيا وغواتيمالا وهولندا وبيرو والسويد وأوروغواي) بإنشاء دولتين عربيتين ويهوديتين مستقلتين مع وضع القدس تحت الإدارة الدولية. وقد أيد ثلاثة أعضاء (الهند وإيران ويوغوسلافيا ) إنشاء دولة اتحادية واحدة تضم الدولتين اليهودية والعربية. امتنعت أستراليا عن التصويت.
في 29 نوفمبر 1947 اعتمدت الجمعية العامة للأمم المتحدة بأغلبية 33 صوتًا مقابل 13 صوتًا وامتناع 10 عن التصويت قرارًا يوصي بتبني وتنفيذ خطة التقسيم مع الاتحاد الاقتصادي باعتبارها القرار 181 (2) مع إجراء بعض التعديلات على الحدود بين الدولتين التي اقترحتها. وكان من المقرر أن يدخل التقسيم حيز التنفيذ في تاريخ الانسحاب البريطاني. تطلبت خطة التقسيم أن تمنح الولايات المقترحة الحقوق المدنية الكاملة لجميع الأشخاص داخل حدودها بغض النظر عن العرق أو الدين أو الجنس. لا تملك الجمعية العامة للأمم المتحدة سوى سلطة تقديم التوصيات وبالتالي فإن القرار 181 للجمعية العامة للأمم المتحدة لم يكن ملزماً قانوناً. وقد أيدت كل من الولايات المتحدة والاتحاد السوفييتي هذا القرار. وقد غيرت هايتي وليبيريا والفلبين أصواتها في اللحظة الأخيرة بعد ضغوط متضافرة من الولايات المتحدة والمنظمات الصهيونية. وقد صوتت الدول الخمس الأعضاء في جامعة الدول العربية والتي كانت أعضاء مصوتين في ذلك الوقت ضد الخطة.
وقد قبلت الوكالة اليهودية التي كانت بمثابة الدولة اليهودية في طور التأسيس الخطة وفرح جميع اليهود تقريبا في فلسطين بهذا الخبر.
وقد رفضت القيادة العربية الفلسطينية وأغلبية السكان العرب خطة التقسيم.
وفي اجتماعها بالقاهرة في نوفمبر/تشرين الثاني وديسمبر/كانون الأول 1947 اعتمدت جامعة الدول العربية سلسلة من القرارات التي تؤيد الحل العسكري للصراع.
وأعلنت بريطانيا أنها ستقبل خطة التقسيم لكنها رفضت تطبيقها بحجة أنها غير مقبولة من قبل العرب. ورفضت بريطانيا أيضًا تقاسم إدارة فلسطين مع لجنة فلسطين التابعة للأمم المتحدة خلال الفترة الانتقالية. في سبتمبر 1947 أعلنت الحكومة البريطانية أن الانتداب على فلسطين سينتهي عند منتصف ليل 14 مايو 1948.
وعارضت بعض المنظمات اليهودية أيضًا هذا الاقتراح. أعلن مناحيم بيغن زعيم منظمة إرغون أن "تقسيم الوطن غير قانوني. ولن يُعترف به أبدًا. وتوقيع المؤسسات والأفراد على اتفاق التقسيم باطل. ولن يُلزم الشعب اليهودي. كانت القدس وستظل عاصمتنا إلى الأبد. وستُعاد أرض إسرائيل إلى شعب إسرائيل كلها وإلى الأبد."

### إنهاء التفويض

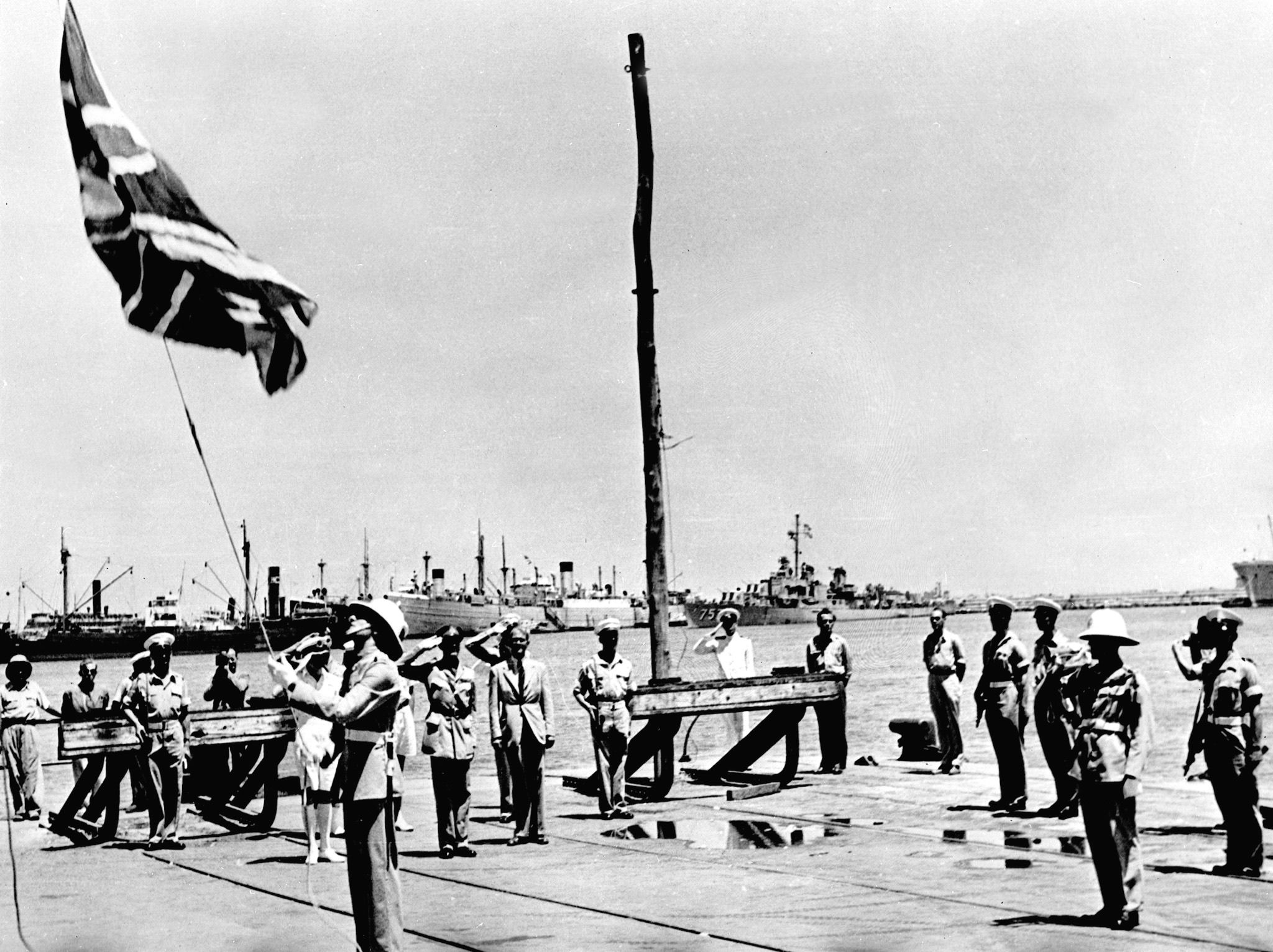
القوات البريطانية تغادر حيفا عام 1948

عندما أعلنت المملكة المتحدة استقلال إمارة شرق الأردن باعتبارها المملكة الهاشمية الأردنية في عام 1946 اعتمدت الجمعية النهائية لعصبة الأمم والجمعية العامة قرارات ترحب بهذا الخبر. اعترضت الوكالة اليهودية مدعية أن شرق الأردن كان جزءًا لا يتجزأ من فلسطين وأنه وفقًا للمادة 80 من ميثاق الأمم المتحدة فإن الشعب اليهودي كان له مصلحة مضمونة في أراضيه.
خلال مداولات الجمعية العامة بشأن فلسطين كانت هناك اقتراحات مفادها أنه سيكون من المرغوب فيه دمج جزء من أراضي شرق الأردن في الدولة اليهودية المقترحة. قبل أيام قليلة من اعتماد القرار 181 (2) في 29 نوفمبر 1947 لاحظ وزير الخارجية الأمريكي مارشال أن اللجنة المخصصة أشارت بشكل متكرر إلى مدى استصواب أن يكون للدولة اليهودية كل من النقب و"منفذ إلى البحر الأحمر وميناء العقبة". وفقًا لجون سنيتسينجر زار حاييم وايزمان الرئيس ترومان في 19 نوفمبر 1947 وقال إنه من الضروري أن تكون النقب وميناء العقبة ضمن الدولة اليهودية. اتصل ترومان هاتفيا بالوفد الأمريكي لدى الأمم المتحدة وأخبرهم أنه يؤيد موقف وايزمان. ومع ذلك استبعدت مذكرة شرق الأردن أراضي إمارة شرق الأردن من أي مستوطنة يهودية.
وبعد قرار الأمم المتحدة مباشرة اندلعت حرب أهلية بين المجتمعين العربي واليهودي وبدأت السلطة البريطانية تنهار. في 16 ديسمبر 1947، انسحبت قوة شرطة فلسطين من منطقة تل أبيب موطن أكثر من نصف السكان اليهود وسلمت مسؤولية الحفاظ على القانون والنظام إلى الشرطة اليهودية. ومع استمرار الحرب الأهلية انسحبت القوات العسكرية البريطانية تدريجيا من فلسطين مع أنها تدخلت في بعض الأحيان لصالح أي من الجانبين. وأصبحت العديد من هذه المناطق مناطق حرب. حافظ البريطانيون على وجود قوي في القدس وحيفا حتى عندما وقعت القدس تحت حصار القوات العربية وأصبحت مسرحًا لقتال عنيف مع أن البريطانيين تدخلوا أحيانًا في القتال إلى حد كبير لتأمين طرق إجلائهم بما في ذلك إعلان الأحكام العرفية وإنفاذ الهدن. وكانت قوة الشرطة الفلسطينية غير قادرة على العمل إلى حد كبير و سحبت الخدمات الحكومية مثل الرعاية الاجتماعية وإمدادات المياه والخدمات البريدية. في مارس 1948 إرسلت جميع القضاة البريطانيين في فلسطين إلى بريطانيا. في أبريل 1948 انسحب البريطانيون من معظم حيفا لكنهم احتفظوا بجيب في منطقة الميناء لاستخدامه في إجلاء القوات البريطانية كما احتفظوا بقاعدة رامات ديفيد الجوية القريبة من حيفا لتغطية انسحابهم وتركوا وراءهم قوة شرطة متطوعة للحفاظ على النظام. قاموا بالاستيلاء على المدينة بسرعة من قبل الهاجاناه في معركة حيفا. بعد النصر أعلنت القوات البريطانية في القدس أنها لا تنوي الإشراف على أي إدارة محلية ولكنها أيضًا لن تسمح بأي أعمال من شأنها أن تعيق الانسحاب الآمن والمنظم لقواتها وستحاكم المحاكم العسكرية أي شخص يتدخل. بحلول هذا الوقت انهارت السلطة البريطانية في معظم فلسطين مع سقوط معظم البلاد في أيدي اليهود أو العرب لكن الحصار الجوي والبحري البريطاني لفلسطين ظل قائما. ومع أن المتطوعين العرب تمكنوا من عبور الحدود بين فلسطين والدول العربية المحيطة للانضمام إلى القتال إلا أن البريطانيين لم يسمحوا للجيوش النظامية للدول العربية المحيطة بالعبور إلى فلسطين.
وقد أبلغ البريطانيون الأمم المتحدة بنيتهم إنهاء الانتداب في موعد لا يتجاوز الأول من أغسطس/آب 1948. ومع ذلك في أوائل عام ١٩٤٨ أعلنت المملكة المتحدة عزمها القاطع على إنهاء انتدابها على فلسطين في ١٥ مايو. وردًا على ذلك أدلى الرئيس هاري إس. ترومان ببيان في ٢٥ مارس اقترح فيه وصاية الأمم المتحدة بدلًا من التقسيم قائلاً : "للأسف اتضح جليًا أن خطة التقسيم لا يمكن تنفيذها في هذا الوقت بالوسائل السلمية... ما لم تُتخذ إجراءات طارئة فلن تكون هناك سلطة عامة في فلسطين في ذلك التاريخ قادرة على حفظ القانون والنظام. سيحل العنف وإراقة الدماء على الأرض المقدسة. وستكون النتيجة الحتمية قتالًا واسع النطاق بين سكان ذلك البلد". وقد أقر البرلمان البريطاني التشريع اللازم لإنهاء الانتداب من خلال مشروع قانون فلسطين الذي حصل على الموافقة الملكية في 29 أبريل 1948.

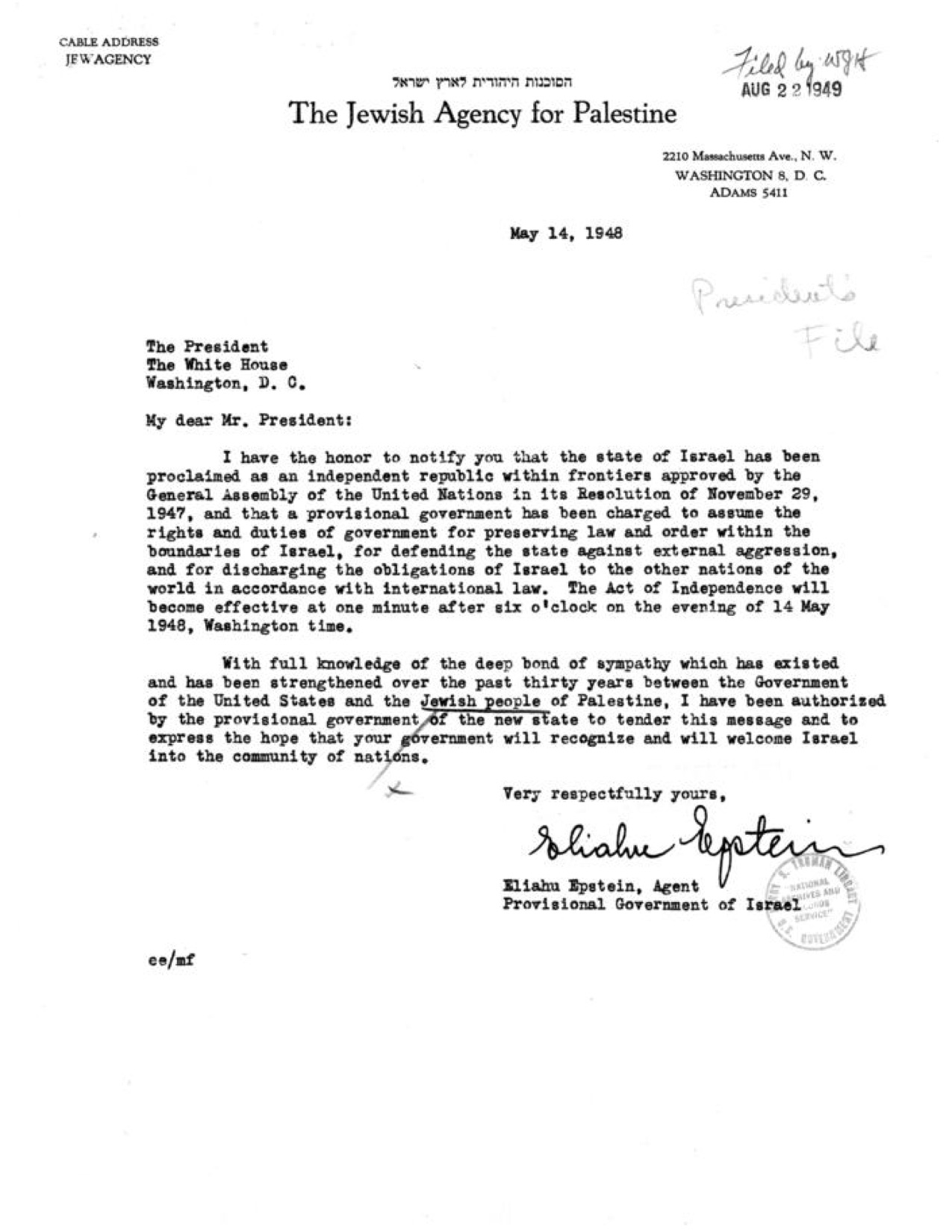
وفي يوم إعلانها كتب إلياهو إبستاين إلى هاري إس. ترومان أن الدولة أُعلنت "ضمن الحدود التي وافقت عليها الجمعية العامة للأمم المتحدة في قرارها الصادر في 29 نوفمبر/تشرين الثاني 1947".

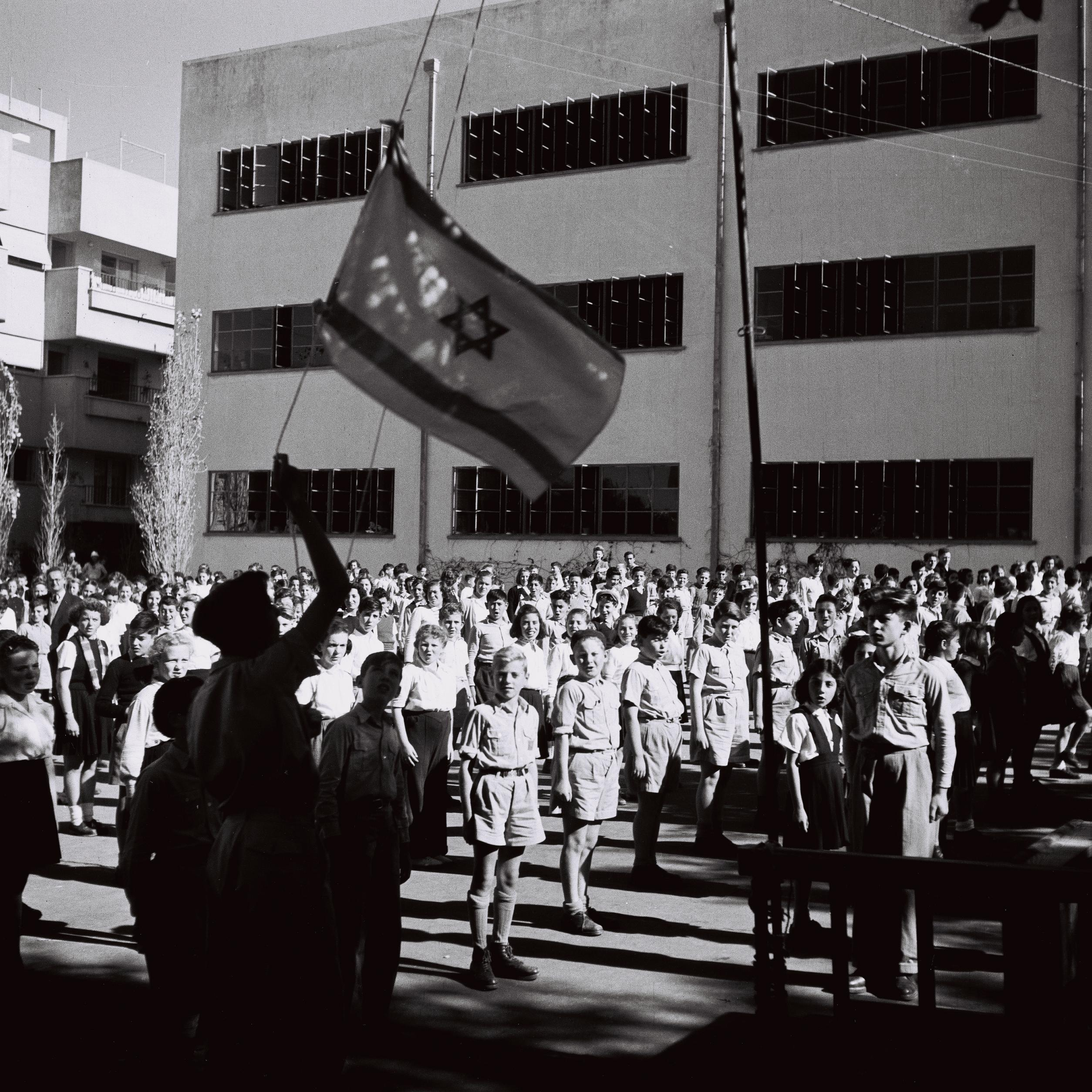
رفع علم اليشوف في تل أبيب 1 يناير 1948

بحلول 14 مايو/أيار 1948 كانت القوات البريطانية الوحيدة المتبقية في فلسطين متمركزة في منطقة حيفا والقدس. وفي نفس اليوم انسحبت الحامية البريطانية من القدس وغادر المفوض السامي الأخير الجنرال السير آلان كانينغهام المدينة إلى حيفا حيث كان من المقرر أن يغادر البلاد عن طريق البحر. أعلنت القيادة اليهودية، بقيادة رئيس الوزراء المستقبلي، ديفيد بن جوريون، عن إنشاء دولة يهودية في أرض إسرائيل والمعروفة باسم دولة إسرائيل  بعد ظهر يوم 14 مايو 1948 (5 أيار 5708 في التقويم العبري ) لتدخل حيز التنفيذ في لحظة انتهاء الانتداب في منتصف الليل. وفي الرابع عشر من الشهر نفسه طلبت الحكومة المؤقتة لإسرائيل من حكومة الولايات المتحدة الاعتراف بها على الحدود المحددة في خطة الأمم المتحدة للتقسيم. وردت الولايات المتحدة على الفور معترفة "بالحكومة المؤقتة باعتبارها السلطة الفعلية".
في منتصف ليل 14/15 مايو 1948 انتهت مدة الانتداب على فلسطين وظهرت دولة إسرائيل. توقفت حكومة فلسطين رسميًا عن الوجود وتغير وضع القوات البريطانية التي كانت لا تزال في طور الانسحاب من حيفا إلى محتلين لأراضٍ أجنبية و حلت قوة شرطة فلسطين رسميًا وقاموا بإجلاء الموظفين المتبقين إلى جانب القوات العسكرية البريطانية ورفع الحصار البريطاني عن فلسطين وتوقف كل من كان مواطنًا فلسطينيًا عن كونه شخصًا محميًا من قبل بريطانيا ولم تعد جوازات السفر الفلسطينية الانتدابية توفر الحماية البريطانية. لقد حدث الطرد والهروب الفلسطيني عام 1948 قبل نهاية الانتداب وبعدها.
وعلى مدى الأيام القليلة التالية عبر ما يقرب من 700 جندي لبناني و1876 جندي سوري و4000 جندي عراقي و2800 جندي مصري الحدود إلى فلسطين مما أدى إلى اندلاع الحرب العربية الإسرائيلية عام 1948 دخل حوالي 4500 جندي أردني بقيادة جزئية من 38 ضابطًا بريطانيًا استقالوا من مناصبهم في الجيش البريطاني قبل أسابيع فقط بما في ذلك القائد العام الجنرال جون باجوت جلوب إلى منطقة الكيان المنفصل التي تضم القدس ومحيطها (ردًا على عملية كيلشون التي نفذتها الهاجاناه) وانتقلوا إلى المناطق التي حددها كجزء من الدولة العربية بموجب خطة التقسيم التي وضعتها الأمم المتحدة. وقد استمرت الحرب حتى عام 1949 وشهدت توسع إسرائيل لتشمل نحو 78% من أراضي الانتداب البريطاني السابق مع استيلاء الأردن على الضفة الغربية وضمها إليها واستيلاء المملكة المصرية على قطاع غزة . ومع نهاية الانتداب تركزت القوات البريطانية المتبقية في إسرائيل في جيب في منطقة ميناء حيفا والتي سحبت من خلالها وفي قاعدة رامات ديفيد الجوية التي قاموا بالاحتفاظ بها لتغطية الانسحاب. سلم البريطانيون قاعدة رامات ديفيد الجوية إلى الإسرائيليين في 26 مايو وفي 30 يونيو قاموا بإجلاء آخر القوات البريطانية من حيفا. أنزل العلم البريطاني من المبنى الإداري لميناء حيفا ورفع العلم الإسرائيلي مكانه وسلمت منطقة ميناء حيفا رسميًا إلى السلطات الإسرائيلية في حفل رسمي.

## السياسة
كانت إدارة الانتداب رسميًا تحت إدارة الحكومة البريطانية إلا أن لجنة بيل لاحظت أن هذه الإدارة غير موثوقة وتعاني من نقص الموظفين ومركزية مفرطة وأن العداء العنصري بين اليهود والعرب بدأ يؤثر على الإدارة بأكملها. لقد تطورت الوكالة اليهودية واللجنة العربية العليا اللتان تمثلان اليهود والعرب على التوالي حتى أصبحتا حكومتين متوازيتين وهي حالة من إمبراطورية داخل إمبراطورية.

### المجتمع العربي الفلسطيني
وقد تضمن قرار مؤتمر سان ريمو بنداً يحمي الحقوق القائمة للمجتمعات غير اليهودية. وقد قبل المؤتمر شروط الانتداب فيما يتعلق بفلسطين على أساس أن المذكرة تضمنت تعهدًا قانونيًا من جانب القوة المنتدبة بأنها لن تنطوي على التنازل عن الحقوق التي كانت تتمتع بها حتى ذلك الحين المجتمعات غير اليهودية في فلسطين. وقد تضمنت مشاريع القرارات الخاصة ببلاد ما بين النهرين وفلسطين وجميع معاهدات السلام التي أبرمت بعد الحرب بنودا لحماية الجماعات الدينية والأقليات. وقد نصت هذه التفويضات على الاختصاص الإلزامي للمحكمة الدائمة للعدل الدولي في حالة نشوء أي نزاعات.
المادة 62 (الثاني والستون) من معاهدة برلين الموقعة في 13 يوليو 1878 تتناول الحرية الدينية والحقوق المدنية والسياسية في جميع أنحاء الإمبراطورية العثمانية. وكثيراً ما أُشير إلى هذه الضمانات باعتبارها "حقوقاً دينية" أو "حقوق الأقليات". ومع ذلك تضمنت الضمانات حظر التمييز في المسائل المدنية والسياسية. لا يجوز ادعاء اختلاف الدين ضد أي شخص كسبب للاستبعاد أو عدم الأهلية في الأمور المتعلقة بالتمتع بالحقوق المدنية أو السياسية أو القبول في الوظائف العامة أو الوظائف أو الشرف أو ممارسة المهن والصناعات المختلفة "في أي مكان كان".
وأشار تحليل قانوني أجرته محكمة العدل الدولية إلى أن ميثاق عصبة الأمم اعترف مؤقتاً بمجتمعات فلسطين كدول مستقلة. كانت الانتدابية بمثابة فترة انتقالية بكل بساطة وكان الهدف والغرض منها هو قيادة الإقليم المنتدب إلى دولة مستقلة تتمتع بالحكم الذاتي. وأوضح القاضي هيغينز أن الشعب الفلسطيني له الحق في أراضيه وممارسة حق تقرير المصير وإقامة دولته الخاصة. " وقالت المحكمة إن الضمانات المحددة فيما يتعلق بحرية التنقل والوصول إلى الأماكن المقدسة الواردة في معاهدة برلين (1878) قد حفظ عليها بموجب شروط انتداب فلسطين وفصل من خطة الأمم المتحدة لتقسيم فلسطين.
وبحسب المؤرخ رشيد الخالدي فإن الانتداب تجاهل الحقوق السياسية للعرب. لقد ضغطت القيادة العربية مرارا وتكرارا على البريطانيين لمنحهم حقوقا وطنية وسياسية مثل الحكومة التمثيلية على الحقوق الوطنية والسياسية لليهود في الـ 23% المتبقية من الانتداب البريطاني على فلسطين والتي خصصها البريطانيون للوطن اليهودي. ذكّر العرب البريطانيين بمبادئ الرئيس ويلسون الأربعة عشر والوعود البريطانية خلال الحرب العالمية الأولى. ولكن البريطانيين جعلوا قبول شروط الانتداب شرطاً مسبقاً لأي تغيير في الوضع الدستوري للعرب. وقد أقترح إنشاء مجلس تشريعي في مرسوم فلسطين لعام 1922 والذي نفذ شروط الانتداب. نصّ القرار على أنه : "لا يجوز إصدار أي مرسوم يتعارض بأي شكل من الأشكال مع أحكام الانتداب أو يتعارض معها". بالنسبة للعرب كان هذا المرسوم مرفوضًا ويشبه "الانتحار". ونتيجة لذلك قاطع العرب انتخابات المجلس التي عقدت عام 1923 والتي قاموا بإلغاؤها فيما بعد. خلال فترة ما بين الحربين العالميتين رفض البريطانيون مبدأ حكم الأغلبية أو أي إجراء آخر من شأنه أن يمنح العرب السيطرة على الحكومة.
وقد نصت شروط الانتداب على إنشاء مؤسسات للحكم الذاتي في كل من فلسطين والأردن. في عام 1947 اعترف وزير الخارجية إرنست بيفين بأنه خلال السنوات الخمس والعشرين الماضية بذل البريطانيون قصارى جهدهم لتعزيز التطلعات المشروعة للمجتمعات اليهودية دون المساس بمصالح العرب لكنهم فشلوا في "تأمين تطوير مؤسسات الحكم الذاتي" وفقًا لشروط الانتداب.

### القيادة العربية الفلسطينية والتطلعات الوطنية

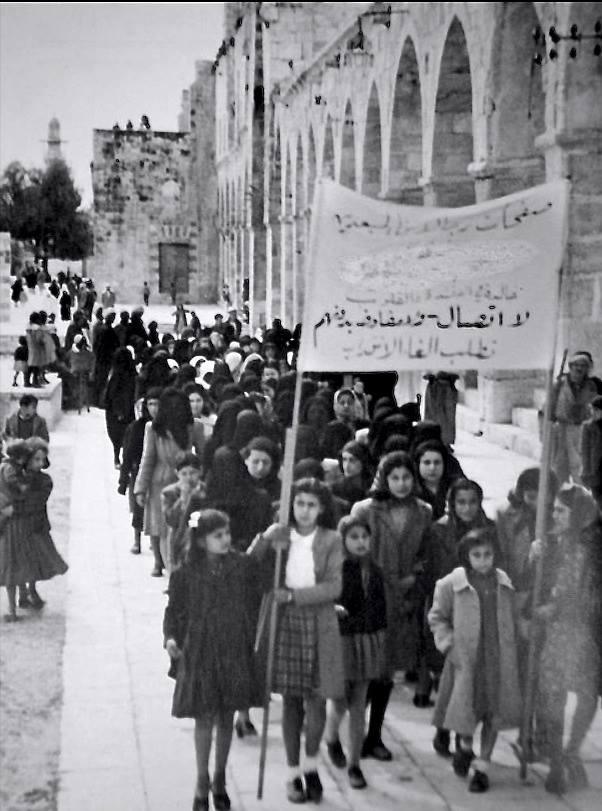
احتجاج في القدس عام 1930 ضد الانتداب البريطاني قامت به نساء عربيات. اللافتة تقول "لا حوار ولا مفاوضات حتى انتهاء الانتداب".

في ظل الانتداب البريطاني أعدة تشكيل منصب "مفتي القدس" الذي كان تقليديا محدودا في سلطته ونطاقه الجغرافي إلى منصب "المفتي العام لفلسطين". علاوة على ذلك أنشئ المجلس الإسلامي الأعلى وأعطيت له مهام مختلفة مثل إدارة الأوقاف الدينية وتعيين القضاة الدينيين والمفتين المحليين. في العصر العثماني كانت البيروقراطية الإمبراطورية في القسطنطينية (إسطنبول) تؤدي هذه الواجبات. وفي تعاملها مع العرب الفلسطينيين تفاوضت بريطانيا مع النخبة وليس مع الطبقات المتوسطة أو الدنيا. واختاروا الحاج أمين الحسيني ليكون مفتيًا عامًا مع أنه صغير في سن وحصوله على أقل عدد من الأصوات من زعماء القدس الإسلاميين. وكان أحد منافسي المفتي راغب بك النشاشيبي قد عينه بالفعل رئيسًا لبلدية القدس في عام 1920 ليحل محل موسى كاظم الذي عزله البريطانيون بعد أعمال شغب النبي موسى عام 1920 والتي حث خلالها الحشود على التبرع بدمائهم من أجل فلسطين. خلال فترة الانتداب بأكملها ولكن بشكل خاص خلال النصف الثاني منها هيمن التنافس بين المفتي والنشاشيبي على السياسة الفلسطينية. ويعزو الخالدي فشل الزعماء الفلسطينيين في حشد الدعم الجماهيري إلى كونهم جزءاً من النخبة الحاكمة واعتادوا على طاعة أوامرهم وبالتالي فإن فكرة تعبئة الجماهير كانت غير معروفة لديهم.
وفي مقال افتتاحي بجريدة فلسطين الصادرة باللغة العربية في عشرينيات القرن العشرين علقت إحدى الصحف على التنافس بين الحسيني والنشاشيبي قائلة :
لقد تغلغلت روح النزعة الفئوية في معظم مستويات المجتمع ويمكن للمرء أن يرى ذلك
بين الصحفيين والمتدربين وعامة الناس. لو سألتَ أحدًا : من يدعم؟ سيجيب بفخر : الحسيني أو النشاشيبي، أو... سيبدأ في صبّ غضبه على المعسكر الآخر بطريقةٍ سلبية

وكانت هناك بالفعل أعمال شغب وهجمات ومذابح ضد اليهود في عامي 1921 و1929. خلال ثلاثينيات القرن العشرين تزايد الاستياء الشعبي العربي الفلسطيني من الهجرة اليهودية. في أواخر عشرينيات وأوائل ثلاثينيات القرن العشرين أصبحت عدة فصائل من المجتمع الفلسطيني وخاصة من الجيل الأصغر سنا، غير صبورة إزاء الانقسامات الداخلية وعدم فعالية النخبة الفلسطينية وانخرطت في نشاط شعبي مناهض للبريطانيين والصهيونية نظمته مجموعات مثل جمعية الشبان المسلمين. وكان هناك أيضًا دعم لحزب الاستقلال القومي المتطرف ( حزب الاستقلال ) الذي دعا إلى مقاطعة البريطانيين على غرار حزب المؤتمر الهندي. وذهب بعضهم إلى التلال لمحاربة البريطانيين واليهود. وقد قاموا باحتواء معظم هذه المبادرات وإحباطها على يد الشخصيات المرموقة التي كانت تتلقى رواتبها من الإدارة الانتدابية وخاصة المفتي وابن عمه جمال الحسيني. كان الإضراب العام الذي استمر ستة أشهر في عام 1936 بمثابة بداية الثورة العربية الكبرى.

### الصحافة العربية الفلسطينية

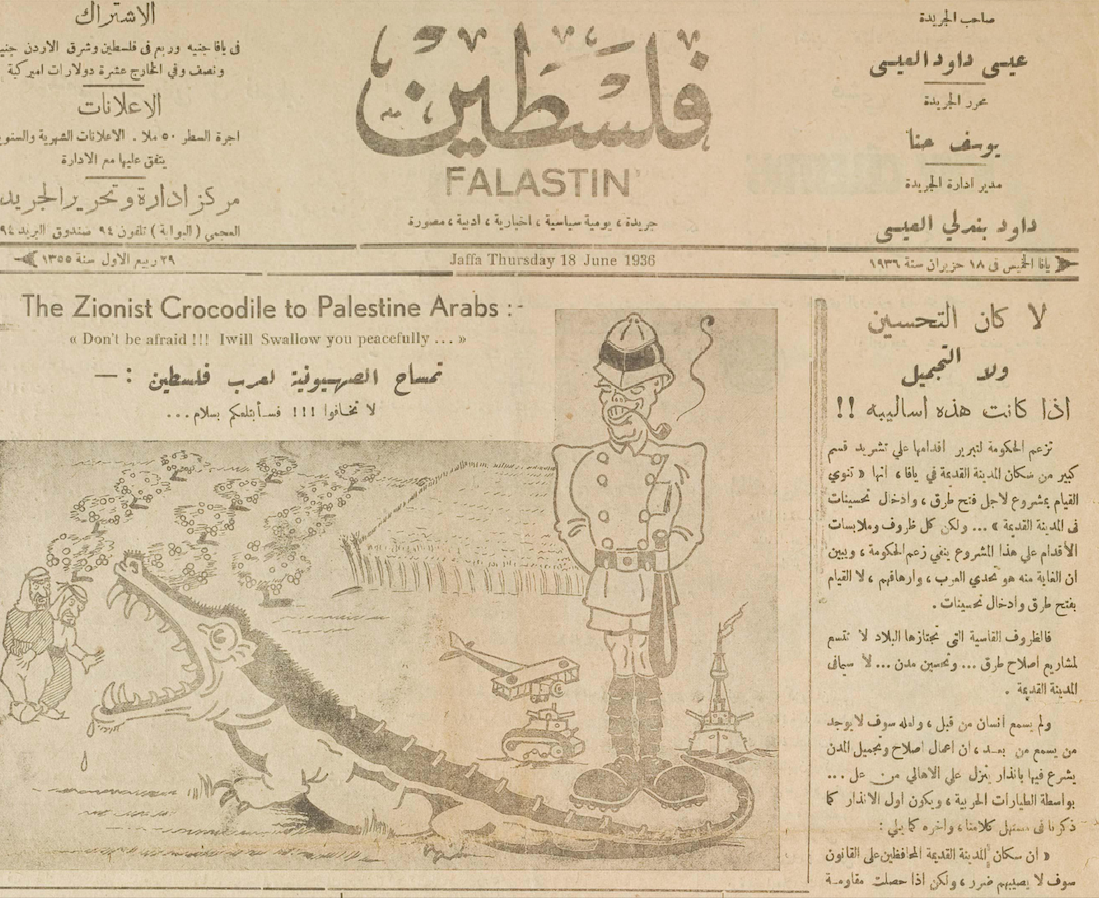
صحيفة فلسطين المملوكة للمسيحيين العرب الفلسطينيين، نشرت رسمًا كاريكاتوريًا في عددها الصادر في 18 يونيو 1936 يظهر الصهيونية على شكل تمساح تحت حماية ضابط بريطاني يقول للعرب الفلسطينيين : "لا تخافوا!!! سأبتلعكم بسلام...."

وبعد أن تعرضت الصحافة العربية الفلسطينية خلال العهد العثماني للقمع بسبب اندلاع الحرب العالمية الأولى عام 1914 لم يعد إلى الصدور خلال فترة الانتداب إلا اثنتان من الصحف الثلاث الرائدة في العهد العثماني وهما الكرمل وفلسطين. خلال هذه الفترة أصبحت الصحافة أكثر تنوعًا وعكست بشكل متزايد الفصائل السياسية المختلفة والوعي الوطني. وبحسب إحدى الدراسات الاستقصائية التي أجريت في منتصف ثلاثينيات القرن العشرين كان هناك أكثر من 250 صحيفة عربية و65 صحيفة بلغات أخرى متداولة في فلسطين الانتدابية. تأسست عشرون صحيفة في القدس وستة في يافا واثنتا عشرة في حيفا وأخرى في بيت لحم وغزة وطولكرم.
وقد اعتمد البريطانيون قانون الصحافة العثماني الذي فرض الترخيص وتقديم الترجمات إلى السلطات الحكومية ولكنهم نادراً ما تدخلوا حتى أحداث الشغب في فلسطين عام 1929 التي شهدت مواجهات عنيفة بين العرب والصهاينة وأدت إلى تطرف الصحف العربية. تأسست صحيفة صريحة في يافا عام 1934 تسمى "الدفاع " وكانت مرتبطة بحزب الاستقلال. وأصبحت صحيفتا فلسطين والدفاع أبرز صحيفتين يوميتين خلال فترة الانتداب ونشأ التنافس بينهما مما أدى إلى تحسين نوعيتهما.
وكان العديد من المحررين وأصحاب الصحف أعضاء في منظمات سياسية واستخدموا منشوراتهم لتعبئة الجمهور. كان موقف السلطات البريطانية تجاه الصحافة الفلسطينية متسامحاً في البداية نظراً لأنها كانت تعتقد أن تأثيرها على الحياة العامة كان ضئيلاً ولكن سرعان ما فرضت تدابير تقييدية بشكل متزايد. وفي عام 1933 صدر قانون جديد للمطبوعات أعطى السلطات البريطانية سلطة إلغاء تصاريح النشر وتعليق الصحف ومعاقبة الصحفيين. وصدرت لوائح تفرض المزيد من القيود على حرية الصحافة. أيقفت العديد من المطبوعات الرئيسية لفترات طويلة بين عامي 1937 و1938 بما في ذلك فلسطين والدفاع واللواء. بعد اندلاع الحرب العالمية الثانية صدرت قوانين الطوارئ وأغلق البريطانيون كل الصحف تقريبًا باستثناء صحيفتي فلسطين والدفاع بسبب اعتدال نبرتها ونشر الأخبار الخاضعة للرقابة.

### المجتمع اليهودي
أدى غزو القوات البريطانية لسوريا العثمانية في عام 1917 إلى ظهور مجتمع مختلط في المنطقة حيث تضم فلسطين الجزء الجنوبي من سوريا العثمانية سكانًا مختلطين من المسلمين والمسيحيين واليهود والدروز. في هذه الفترة كان المجتمع اليهودي ( اليشوف ) في فلسطين يتألف من المجتمعات اليهودية التقليدية في المدن (اليشوف القديم) والتي كانت موجودة منذ قرون والمجتمعات الزراعية الصهيونية التي تأسست حديثًا ( اليشوف الجديد ) والتي تأسست منذ سبعينيات القرن التاسع عشر. ومع تأسيس الانتداب البريطاني شكلت الجالية اليهودية في فلسطين اللجنة الصهيونية لتمثيل مصالحها.
في عام 1929 تولت الوكالة اليهودية لفلسطين من اللجنة الصهيونية مهامها التمثيلية وإدارة المجتمع اليهودي. خلال فترة الانتداب كانت الوكالة اليهودية منظمة شبه حكومية تخدم الاحتياجات الإدارية للمجتمع اليهودي. قاموا بانتخاب قيادتها من قبل اليهود من جميع أنحاء العالم عن طريق التمثيل النسبي. كانت الوكالة اليهودية مكلفة بتسهيل الهجرة اليهودية إلى فلسطين وشراء الأراضي وتخطيط السياسات العامة للقيادة الصهيونية. لقد قامت بإدارة المدارس والمستشفيات وتشكيل الهاجاناه. وقد عرضت السلطات البريطانية إنشاء وكالة عربية مماثلة لكن القادة العرب رفضوا هذا العرض.
ردًا على الهجمات العربية العديدة على المجتمعات اليهودية شكلت الهاجاناه وهي منظمة شبه عسكرية يهودية في 15 يونيو 1920 للدفاع عن السكان اليهود. أدت التوترات إلى اضطرابات عنيفة واسعة النطاق في عدة مناسبات ولا سيما في عام 1921 (انظر أعمال الشغب في يافا ) و1929 (هجمات عنيفة من قبل العرب على اليهود في المقام الأول).(انظر مذبحة الخليل عام 1929) و1936-1939. ابتداءً من عام 1936 شنت جماعات يهودية مثل إيتسيل (إرجون) وليحي (عصابة شتيرن) حملات عنف ضد الجيش البريطاني والأهداف العربية.

### الهجرة اليهودية

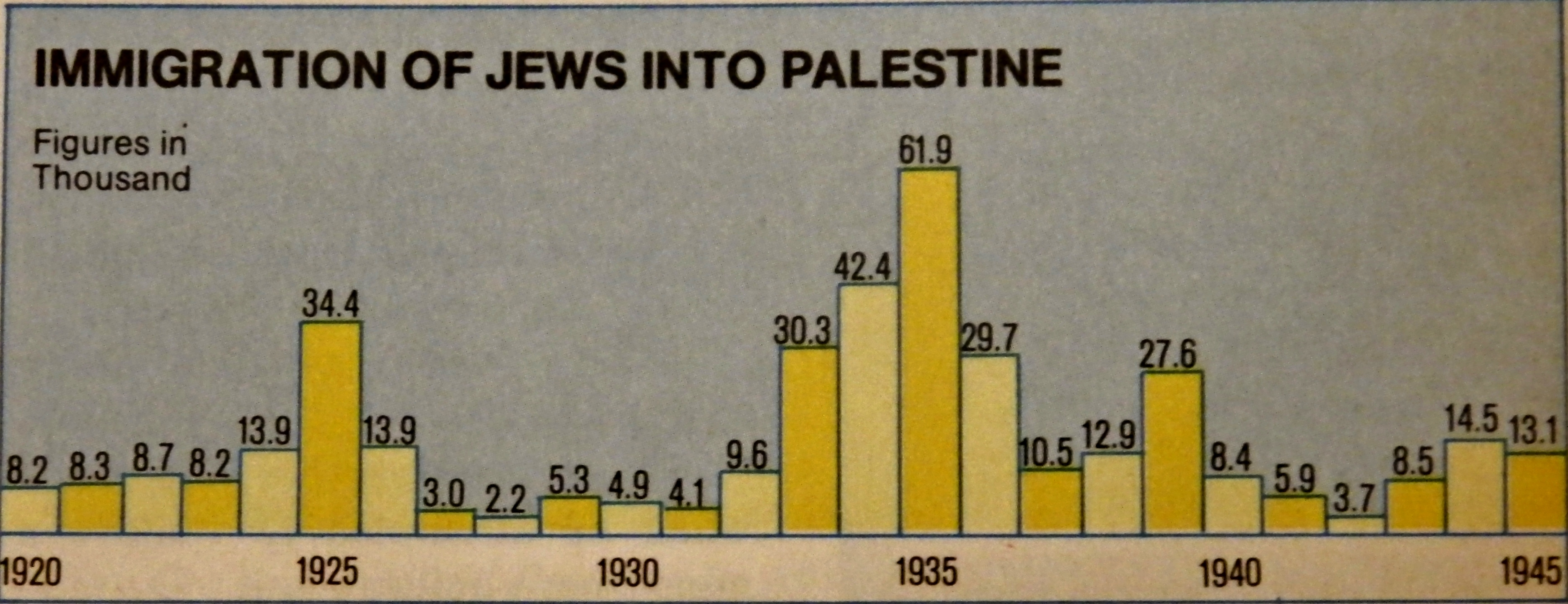
الهجرة اليهودية إلى فلسطين الانتدابية من عام 1920 إلى عام 1945

خلال فترة الانتداب البريطاني زاد عدد سكان اليشوف من سدس السكان إلى ما يقرب من ثلثهم. وفقًا للسجلات الرسمية هاجر 367,845 يهوديًا و33,304 غير يهودي بشكل قانوني بين عامي 1920 و1945. وقد قُدِّر أن ما بين 50 إلى 60 ألف يهودي وعدد ضئيل من العرب معظمهم على أساس موسمي هاجروا بشكل غير قانوني خلال هذه الفترة. كانت الهجرة مسؤولة عن معظم الزيادة في عدد السكان اليهود في حين كانت الزيادة في عدد السكان غير اليهود طبيعية إلى حد كبير. من بين المهاجرين اليهود في عام 1939 جاء معظمهم من ألمانيا وتشيكوسلوفاكيا ولكن في الفترة 1940-1944 جاء معظمهم من رومانيا وبولندا مع وصول 3530 مهاجرًا إضافيًا من اليمن خلال نفس الفترة.
في البداية لم تواجه الهجرة اليهودية إلى فلسطين معارضة كبيرة من جانب العرب الفلسطينيين. ومع ذلك ومع تنامي معاداة السامية في أوروبا خلال أواخر القرن التاسع عشر وأوائل القرن العشرين بدأت الهجرة اليهودية (معظمها من أوروبا) إلى فلسطين في الازدياد بشكل ملحوظ. وبالإضافة إلى نمو القومية العربية في المنطقة وتزايد المشاعر المعادية لليهود أدى نمو السكان اليهود إلى خلق قدر كبير من الاستياء العربي. فرضت الحكومة البريطانية قيوداً على الهجرة اليهودية إلى فلسطين. كانت هذه الحصص مثيرة للجدل وخاصة في السنوات الأخيرة من الحكم البريطاني وكان العرب واليهود على حد سواء يكرهون هذه السياسة كل لأسبابه الخاصة.
كان من المقرر أن يحصل المهاجرون اليهود على الجنسية الفلسطينية :

### المادة 7. تكون إدارة فلسطين مسؤولة عن وضعقانون الجنسية. يجب أن يتضمن هذا القانون أحكامًا تهدف إلى تسهيل اكتساب الجنسية الفلسطينية لليهود الذين يقيمون بشكل دائم في فلسطين.[135]الوطن القومي اليهودي
في عام 1919 نشر الأمين العام (والرئيس المستقبلي) للمنظمة الصهيونية ناحوم سوكولوف، كتاب "تاريخ الصهيونية (1600-1918)". كما مثل المنظمة الصهيونية في مؤتمر باريس للسلام.
| ” | ناحوم سوكولوف، تاريخ الصهيونية | “ |
|   |                                |   |

وكان أحد أهداف الإدارة البريطانية هو تنفيذ وعد بلفور والذي حدده أيضًا في ديباجة الانتداب على النحو التالي :
وبما أن القوى المتحالفة الرئيسية قد اتفقت أيضًا على أن "الانتداب"يجب أن تكون مسؤولة عن تنفيذ الإعلان الصادر أصلاً في الثاني من نوفمبر 1917، من قبل حكومة صاحب الجلالة البريطانية، واعتمدته القوى المذكورة، لصالح إنشاء وطن قومي للشعب اليهودي في فلسطين، على أن يكون مفهوماً بوضوح أنه لا ينبغي القيام بأي شيء من شأنه أن يضر بالحقوق المدنية والدينية للطوائف غير اليهودية الموجودة في فلسطين، أو الحقوق والوضع السياسي الذي يتمتع به اليهود في أي بلد آخر.

وقالت اللجنة الخاصة للأمم المتحدة بشأن فلسطين إن الوطن القومي اليهودي الذي انبثق من صياغة التطلعات الصهيونية في برنامج بازل عام 1897 أثار العديد من المناقشات بشأن معناه ونطاقه وطبيعته القانونية خاصة وأنه لا يحمل أي دلالة قانونية معروفة ولا توجد سوابق في القانون الدولي لتفسيره. وقد إستخدمها في وعد بلفور وفي صك الانتداب وكلاهما وعد بإنشاء "الوطن القومي اليهودي" دون تحديد معناه. أصدر مكتب المستعمرات بيانًا في 3 يونيو 1922 بعنوان "السياسة البريطانية في فلسطين" وضع تفسيرًا تقييديًا لوعد بلفور. وجاء في البيان أن الحكومة البريطانية لم تفكر في "اختفاء أو إخضاع السكان العرب أو اللغة أو العادات في فلسطين" أو "فرض الجنسية اليهودية على سكان فلسطين ككل" وأوضحت أنه في نظر القوة المنتدبة كان من المقرر تأسيس الوطن القومي اليهودي في فلسطين وليس تحويل فلسطين ككل إلى وطن قومي يهودي. ولاحظت اللجنة أن البناء الذي قيد بشكل كبير نطاق الوطن القومي حصل قبل تأكيد الانتداب من قبل مجلس عصبة الأمم وقبل رسميًا في ذلك الوقت من قبل اللجنة التنفيذية للمنظمة الصهيونية.
في مارس 1930 كتب اللورد باسفيلد وزير الدولة للمستعمرات ورقة لمجلس الوزراء جاء فيها :
لا يتضمن وعد بلفور أي إشارة إلى منح اليهود وضعًا خاصًا أو مفضلًا في فلسطين مقارنةً بالسكان العرب في البلاد، أو إلى ضرورة تقليص مطالب الفلسطينيين بالتمتع بالحكم الذاتي (رهناً بتقديم المشورة والمساعدة الإدارية من قبل دولة الانتداب كما هو منصوص عليه في المادة الثانية والعشرون من العهد) من أجل تسهيل إنشاء وطن قومي للشعب اليهودي في فلسطين. "... لم يُخفِ القادة الصهاينة ولا يُخفون معارضتهم لمنح أي قدر من الحكم الذاتي لشعب فلسطين سواء الآن أو لسنوات عديدة قادمة. بل إن بعضهم يذهب إلى حد الادعاء بأن هذا البند من المادة الثانية من صك الانتداب يُشكل عائقًا أمام الامتثال لمطلب العرب بأي قدر من الحكم الذاتي. وبالنظر إلى أحكام المادة الثانية والعشرون من العهد والوعود التي قُطعت للعرب في مناسبات عديدة، فإن هذا الادعاء غير مقبول.

وقد اتخذت لجنة الانتدابات الدائمة التابعة لعصبة الأمم موقفاً مفاده أن الانتداب يتضمن التزاماً مزدوجاً. وفي عام 1932 وجهت لجنة الانتدابات أسئلة إلى ممثل الدولة المنتدبة بشأن مطالب السكان العرب فيما يتصل بإنشاء مؤسسات الحكم الذاتي وفقاً لمواد مختلفة من صك الانتداب وخاصة المادة الثانية منه. وأشار الرئيس إلى أنه "بموجب أحكام نفس المادة أنشأت القوة المنتدبة منذ فترة طويلة الوطن القومي اليهودي".
في عام 1937 اقترحت لجنة بيل وهي لجنة ملكية بريطانية برئاسة إيرل بيل حل الصراع العربي اليهودي عن طريق تقسيم فلسطين إلى دولتين. كان الزعيمان اليهوديان الرئيسيان حاييم وايزمان وديفيد بن جوريون قد أقنعا المؤتمر الصهيوني بالموافقة بشكل قاطع على توصيات بيل كأساس لمزيد من المفاوضات. وقال القنصل العام الأميركي في القدس لوزارة الخارجية إن المفتي رفض مبدأ التقسيم وأحجم عن النظر فيه. وقال القنصل إن الأمير عبد الله حث على القبول على أساس ضرورة مواجهة الحقائق لكنه أراد تعديل الحدود المقترحة والإدارات العربية في الجيب المحايد. وأشار القنصل أيضًا إلى أن النشاشيبي تجاوز المبدأ لكنه كان على استعداد للتفاوض بشأن التعديلات الملائمة.
تحتوي مجموعة من المراسلات الخاصة التي نشرها ديفيد بن جوريون على رسالة كتبها في عام 1937 أوضح فيها أنه كان يؤيد التقسيم لأنه لم يكن يتصور دولة يهودية جزئية كنهاية لهذه العملية. كتب بن غوريون : "ما نريده ليس أن تكون البلاد موحدة وكاملة بل أن تكون البلاد الموحدة وكاملة يهودية". وأوضح أن جيشًا يهوديًا من الطراز الأول سيسمح للصهاينة بالاستقرار في بقية البلاد سواء بموافقة العرب أو بدونها. قال بيني موريس إن كلا من حاييم وايزمان وديفيد بن جوريون اعتبرا التقسيم بمثابة حجر الأساس لمزيد من التوسع والاستيلاء في نهاية المطاف على كامل فلسطين. يكتب وزير الخارجية الإسرائيلي الأسبق والمؤرخ شلومو بن عامي أن عام ١٩٣٧ كان العام نفسه الذي وضعت فيه "الكتائب الميدانية" بقيادة إسحاق ساديه "خطة أفنر" التي استبقت وأرست الأساس لما سيصبح في عام ١٩٤٨ الخطة "د". وقد تصورت الخطة تجاوز أي حدود واردة في مقترحات التقسيم القائمة وخططت لغزو الجليل والضفة الغربية والقدس.
في عام 1942 قاموا باعتماد برنامج بيلتمور كمنصة للمنظمة الصهيونية العالمية. وطالبت "بإنشاء فلسطين ككومنولث يهودي".
في عام 1946 لاحظت لجنة التحقيق الأنجلو أمريكية أن الطلب على الدولة اليهودية يتجاوز الالتزامات التي يفرضها إعلان بلفور أو صك الانتداب وقد رفضه رئيس الوكالة اليهودية صراحةً في عام 1932. ورفضت الوكالة اليهودية بعد ذلك قبول خطة موريسون-جرادي اللاحقة كأساس للمناقشة. وقال المتحدث باسم الوكالة إلياهو إبستاين لوزارة الخارجية الأميركية إن الوكالة لن تتمكن من حضور مؤتمر لندن إذا كان اقتراح غرادي-موريسون مدرجا على جدول الأعمال. وأوضح أن الوكالة غير راغبة في أن توضع في موقف قد يضطرها إلى التنازل بين مقترحات غرادي-موريسون من جهة وخطة التقسيم الخاصة بها من جهة أخرى. وأوضح أن الوكالة قبلت التقسيم باعتباره الحل الأمثل لفلسطين والذي تفضله.

## ملكية الأرض

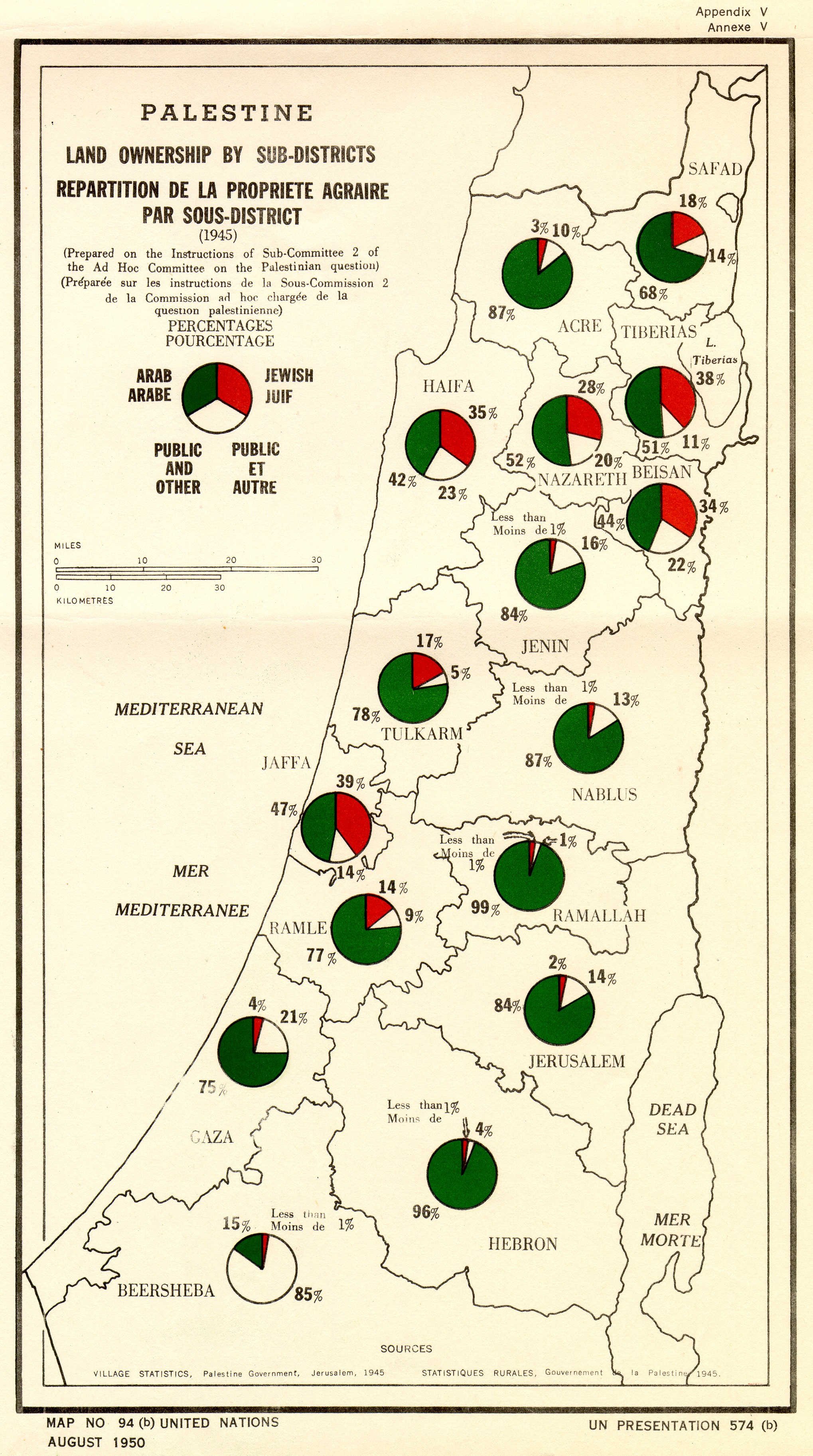
خريطة ملكية الأراضي الفلسطينية حسب المنطقة الفرعية (1945) نُشرت أصلاً في إحصاءات القرى، 1945

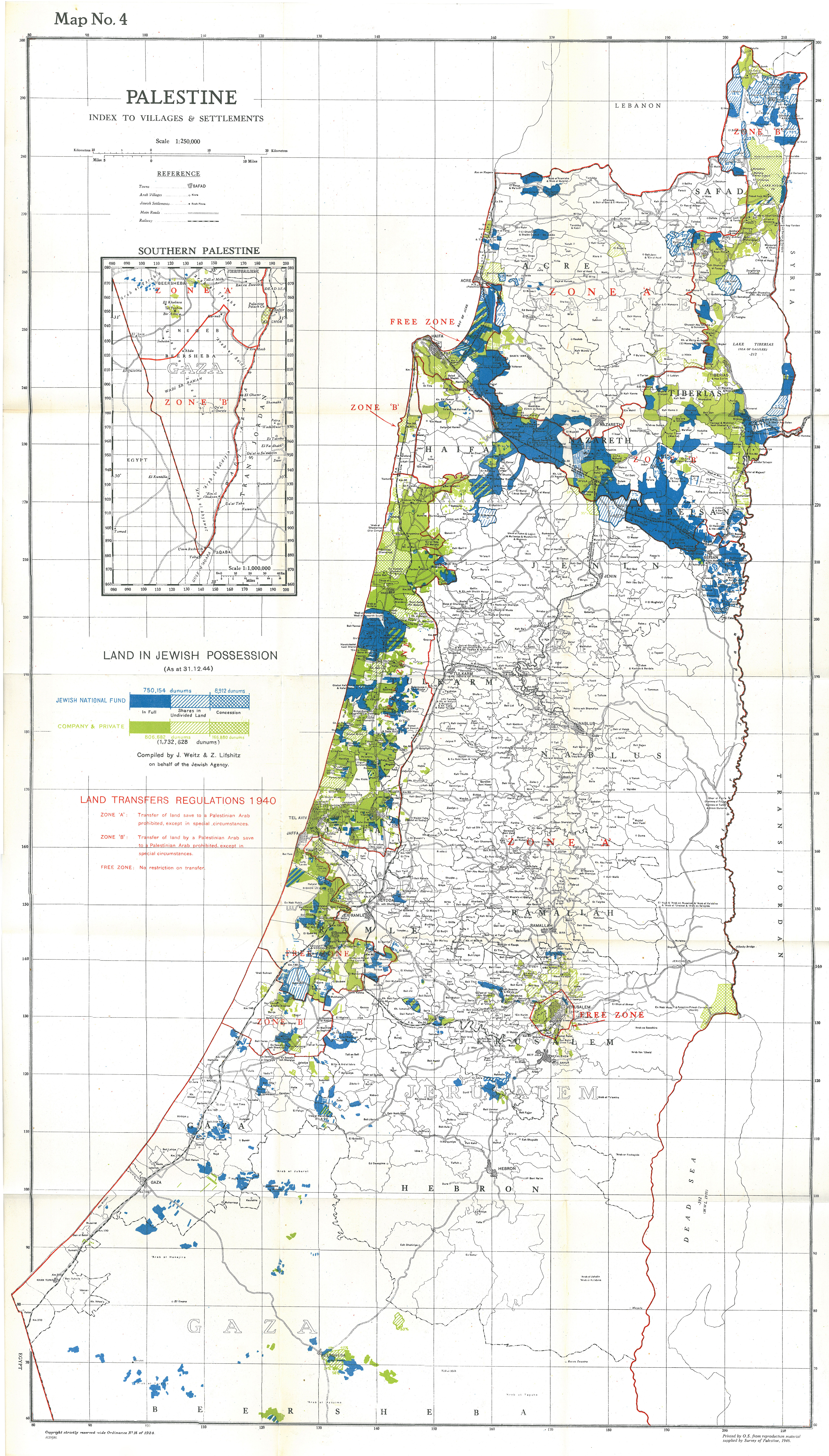
الفهرس الفلسطيني للقرى والمستوطنات الذي يوضح الأراضي المملوكة لليهود اعتبارًا من 31 ديسمبر 1944

بعد انتقال فلسطين إلى الحكم البريطاني ظلت معظم الأراضي الزراعية في فلسطين (حوالي ثلث المساحة الكلية) مملوكة لنفس ملاك الأراضي الذين كانوا تحت الحكم العثماني ومعظمهم من العشائر العربية القوية والشيوخ المسلمين المحليين. وكانت أراضٍ أخرى تحت سيطرة منظمات مسيحية أجنبية (أبرزها الكنيسة الأرثوذكسية اليونانية) فضلاً عن المنظمات اليهودية الخاصة والصهيونية وبدرجة أقل تحت سيطرة أقليات صغيرة من البهائيين والسامريين والشركس.
اعتبارًا من عام 1931 كانت مساحة فلسطين تحت الانتداب البريطاني 26,625,600 دونم (26,625.6 كـم2) متر مربع). منها 8,252,900 دونم (8,252.9 كـم2) أو 33% كانت صالحة للزراعة. تشير الإحصاءات الرسمية إلى أن اليهود يمتلكون بشكل خاص وجماعي 1,393,531 دونم (1,393.53 كـم2) أو 5.23% من إجمالي مساحة فلسطين عام 1945. كانت الأراضي الزراعية المملوكة لليهود تقع في معظمها في الجليل وعلى طول السهل الساحلي. إن تقديرات إجمالي حجم الأراضي التي اشتراها اليهود حتى 15 مايو/أيار 1948 معقدة بسبب عمليات نقل الأراضي غير القانونية وغير المسجلة فضلاً عن الافتقار إلى البيانات المتعلقة بالامتيازات العقارية من جانب إدارة فلسطين بعد 31 مارس/آذار 1936. وبحسب أفنيري كان اليهود يمتلكون 1,850,000 دونم (1,850 كـم2) من الأرض في عام 1947 أو 6.94% من الإجمالي. ويقدر شتاين المساحة بحوالي 2,000,000 دونم (2,000 كـم2) اعتبارًا من مايو 1948 أو 7.51% من الإجمالي. وفقًا لفيشباخ بحلول عام 1948 كان اليهود والشركات اليهودية يمتلكون 20% من إجمالي الأراضي الصالحة للزراعة في البلاد.
وفقًا لكليفورد أ. رايت بحلول نهاية فترة الانتداب البريطاني في عام 1948 كان المزارعون اليهود يزرعون 425,450 دونمًا من الأرض بينما كان لدى المزارعين الفلسطينيين 5,484,700 دونم من الأرض المزروعة. وتشير تقديرات الأمم المتحدة لعام 1945 إلى أن ملكية العرب للأراضي الصالحة للزراعة بلغت في المتوسط 68% من منطقة ما وتتراوح بين 15% ملكية في منطقة بئر السبع و99% ملكية في منطقة رام الله. لا يمكن فهم هذه البيانات بشكل كامل دون مقارنتها ببيانات البلدان المجاورة : ففي العراق على سبيل المثال لم يكن هناك في عام 1951 سوى 0.3% من الأراضي المسجلة (أو 50% من إجمالي المساحة) مصنفة على أنها "ملكية خاصة".

### ملكية الأراضي حسب المنطقة
الجدول التالي يبين ملكية الأراضي في فلسطين الانتدابية حسب المنطقة عام 1945 :
| حيفا                            | حيفا      | 42% | 35% | 23% |
| الجليل                          | فئة الفئة | 87% | 3%  | 10% |
| الجليل                          | البيزان   | 44% | 34% | 22% |
| الجليل                          | ناصرت     | 52% | 28% | 20% |
| الجليل                          | سافاد     | 68% | 18% | 14% |
| الجليل                          | تيبيرياس  | 51% | 38% | 11% |
| ليددا                           | (جافا)    | 47% | 39% | 14% |
| ليددا                           | رامل      | 77% | 14% | 9%  |
| سامريا                          | جينين     | 84% | <1% | 16% |
| سامريا                          | نبلس      | 87% | <1% | 13% |
| سامريا                          | تولكارم   | 78% | 17% | 5%  |
| القدس                           | خليل      | 96% | <1% | 4%  |
| القدس                           | القدس     | 84% | 2%  | 14% |
| القدس                           | رام الله  | 99% | <1% | 1%  |
| غزة                             | بيريشبا   | 15% | <1% | 85% |
| غزة                             | غزة       | 75% | 4%  | 21% |
| بيانات من ملكية الأرض في فلسطين |           |     |     |     |

### ملكية الأراضي من قبل الشركات
ويبين الجدول أدناه ملكية الأراضي في فلسطين من قبل الشركات اليهودية الكبرى (بالكيلومترات المربعة) في 31 كانون الأول/ديسمبر 1945.
ملكية الأراضي في فلسطين من قبل الشركات اليهودية الكبرى (بالكيلومترات المربعة) في 31 ديسمبر 1945
| الصندوق القومي اليهودي                             | 660.1 |
| بيكا                                               | 193.7 |
| شركة تطوير أراضي فلسطين المحدودة                   | 9.7   |
| شركة هيمنوتا المحدودة                              | 16.5  |
| شركة افريقيا فلسطين للاستثمار المحدودة             | 9.9   |
| شركة بايسايد لاند المحدودة                         | 8.5   |
| فلسطين كوبات أم. بنك المحدودة                      | 8.4   |
| المجموع                                            | 906.8 |
| البيانات من مسح فلسطين (المجلد الأول، ص 10). 245). |       |

### ملكية الأراضي حسب النوع
كانت الأرض مملوكة إما بشكل خاص أو جماعي لليهود والعرب وغيرهم أو كانت تابعة للمجال الحكومي الذي يشمل ما يقرب من نصف إجمالي أراضي فلسطين الانتدابية.:257وقد تم تصنيفها إلى حضرية وريفية مبنية وزراعية وغير زراعية في مسح فلسطين (1946).
ملكية الأراضي في فلسطين (بالكيلومترات المربعة) في الأول من نيسان/أبريل 1943
| حضري | 76.66    | 70.11   | 146.77   |
| بناء ريفي | 36.85    | 42.33   | 79.18    |
| الحبوب (الخاضعة للضريبة) | 5503.18  | 814.1   | 6317.29  |
| الحبوب (غير خاضعة للضريبة) | 900.29   | 51.05   | 951.34   |
| مزرعة | 1079.79  | 95.51   | 1175.3   |
| الحمضيات | 145.57   | 141.19  | 286.76   |
| موز | 2.3      | 1.43    | 3.73     |
| غير قابلة للزراعة | 16925.81 | 298.52  | 17224.33 |
| المجموع | 24670.46 | 1514.25 | 26184.7  |
| البيانات من مسح فلسطين (المجلد الثاني، ص 10). 566). وبحلول نهاية عام 1946 زادت الملكية اليهودية إلى 1624 كم 2. تشمل الملكية العربية / غير اليهودية الأراضي المملوكة للحكومة. |          |         |          |

### قائمة قوانين الأراضي الإلزامية
- مرسوم نقل ملكية الأراضي لعام 1920

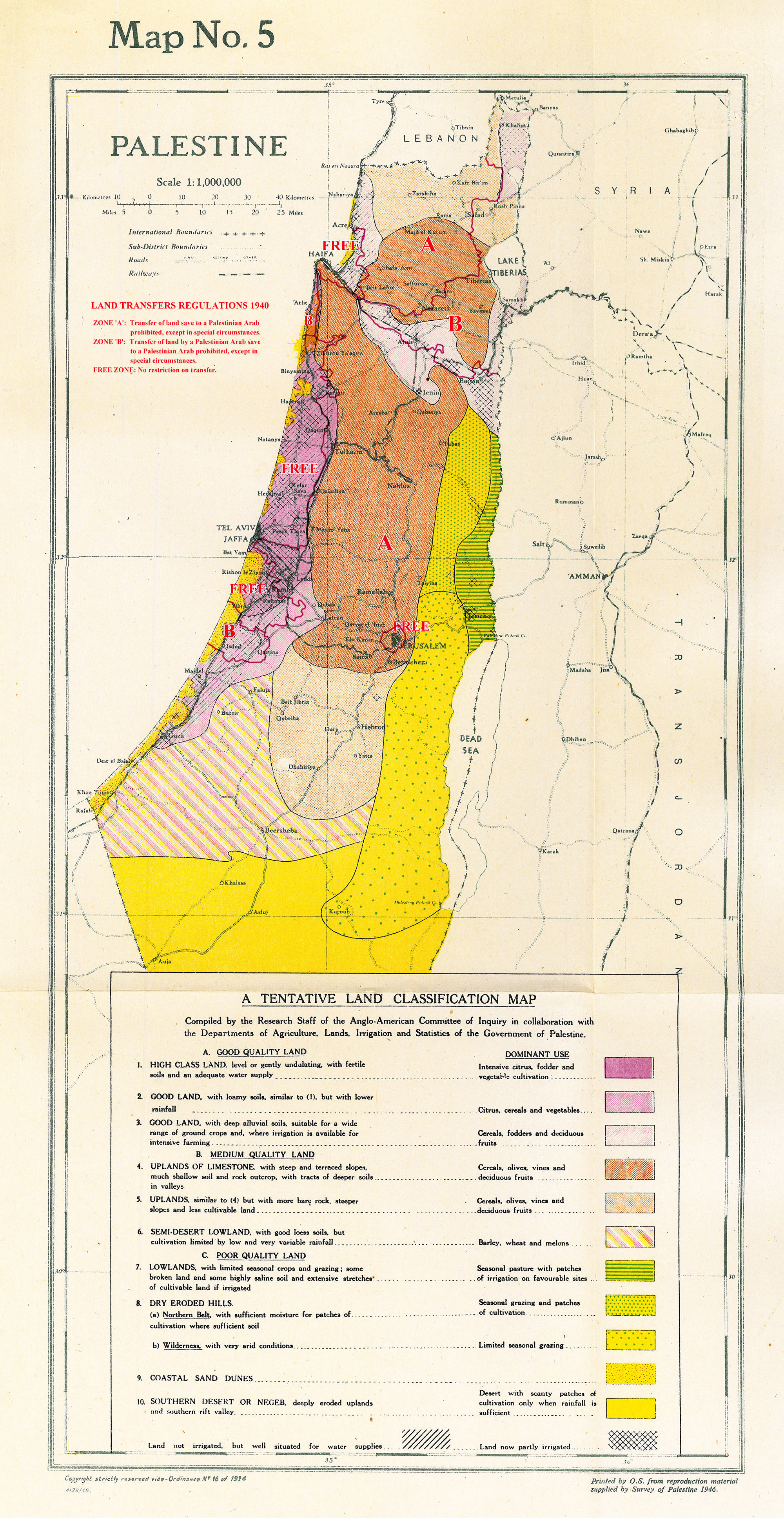
تصنيف الأراضي كما هو منصوص عليه في عام 1940

- مرسوم تصحيح سجلات الأراضي لعام 1926
- مرسوم تسوية الأراضي لعام 1928
- لوائح نقل ملكية الأراضي لعام 1940

في فبراير/شباط 1940 أصدرت الحكومة البريطانية في فلسطين أنظمة نقل الأراضي التي قسمت فلسطين إلى ثلاث مناطق مع فرض قيود مختلفة على مبيعات الأراضي على كل منها. وفي المنطقة "أ" التي كانت تشمل منطقة جبال يهودا بأكملها وبعض المناطق في قضاء يافا وفي قضاء غزة والجزء الشمالي من قضاء بئر السبع كانت الاتفاقيات الجديدة لبيع الأراضي لغير العرب الفلسطينيين محظورة من دون إذن المفوض السامي. وفي المنطقة "ب" التي شملت وادي يزرعيل والجليل الشرقي وقطعة من السهل الساحلي جنوب حيفا ومنطقة شمال شرق قضاء غزة والجزء الجنوبي من قضاء بئر السبع كان بيع الأراضي من قبل العرب الفلسطينيين محظوراً إلا للعرب الفلسطينيين مع استثناءات مماثلة. وفي "المنطقة الحرة" التي كانت تتألف من خليج حيفا والسهل الساحلي من زخرون يعقوب إلى يبنة وحي القدس لم تكن هناك أي قيود. كان السبب المقدم للوائح هو أن الانتداب كان مطلوبًا منه "ضمان عدم المساس بحقوق ومواقف قطاعات أخرى من السكان" والتأكيد على أن "مثل هذه التحويلات للأراضي يجب تقييدها إذا كان المزارعون العرب يريدون الحفاظ على مستوى معيشتهم الحالي وألا يتم إنشاء عدد كبير من السكان العرب بلا أرض قريبًا"

## السكان

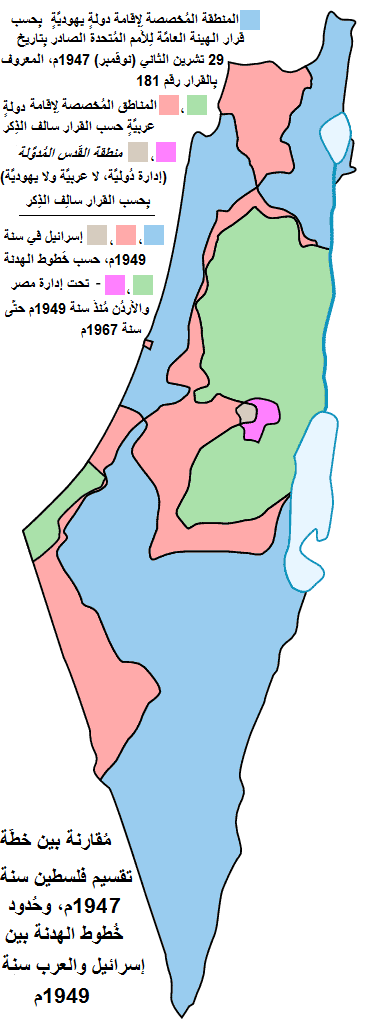
خارطة تقسيم فلسطين عام 1947 في الأمم المتحدة، بالإضافة لحدود الأرض التي احتلتها إسرائيل واقامت عليها الدولة عام 1948

الجدول الآتي يُبين تركيبة السكان في كل من الأقضية ال 16 المكونة لفلسطين زمن الانتداب:
| سكان فلسطين عام 1945              |           |        |              |        |         |        |           |
| القضاء                            | مسلمون    | بالمئة | يهود         | بالمئة | مسيحيون | بالمئة | المجموع   |
| قضاء عكا                          | 51,130    | 69%    | 3,030        | 4%     | 11,800  | 16%    | 73,600    |
| قضاء بئر السبع                    | 6,270     | 90%    | 510          | 7%     | 210     | 3%     | 7,000     |
| قضاء بيسان                        | 16,660    | 67%    | 7,590        | 30%    | 680     | 3%     | 24,950    |
| قضاء غزة                          | 145,700   | 97%    | 3,540        | 2%     | 1,300   | 1%     | 150,540   |
| قضاء حيفا                         | 95,970    | 38%    | 119,020      | 47%    | 33,710  | 13%    | 253,450   |
| قضاء الخليل                       | 92,640    | 99%    | 300          | <1%    | 170     | <1%    | 93,120    |
| قضاء يافا                         | 95,980    | 24%    | 295,160      | 72%    | 17,790  | 4%     | 409,290   |
| قضاء جنين                         | 60,000    | 98%    | عدد قليل جدا | <1%    | 1,210   | 2%     | 61,210    |
| قضاء القدس                        | 104,460   | 42%    | 102,520      | 40%    | 46,130  | 18%    | 253,270   |
| قضاء نابلس                        | 92,810    | 98%    | عدد قليل جدا | <1%    | 1,560   | 2%     | 94,600    |
| قضاء الناصرة                      | 30,160    | 60%    | 7,980        | 16%    | 11,770  | 24%    | 49,910    |
| قضاء رام الله                     | 40,520    | 83%    | عدد قليل جدا | <1%    | 8,410   | 17%    | 48,930    |
| قضاء الرملة                       | 95,590    | 71%    | 31,590       | 24%    | 5,840   | 4%     | 134,030   |
| قضاء صفد                          | 47,310    | 83%    | 7,170        | 13%    | 1,630   | 3%     | 56,970    |
| قضاء طبريا                        | 23,940    | 58%    | 13,640       | 33%    | 2,470   | 6%     | 41,470    |
| قضاء طولكرم                       | 76,460    | 82%    | 16,180       | 17%    | 380     | 1%     | 93,220    |
| المجموع                           | 1,076,780 | 58%    | 608,230      | 33%    | 145,060 | 9%     | 1,845,560 |
| Data from the Survey of Palestine |           |        |              |        |         |        |           |

- انظر الخارطة الرسمية لأقضية فلسطين.[164]
- ملاحظة: في بعض الخرائط شبه الرسمية، يضاف قضاءان آخران لأقضية فلسطين الستة عشر - هما: قضاء بيت لحم وقضاء اريحا.

## التركيبة السكانية

### التعدادات والتقديرات البريطانية

شارع في السلط في عشرينيات القرن الماضي

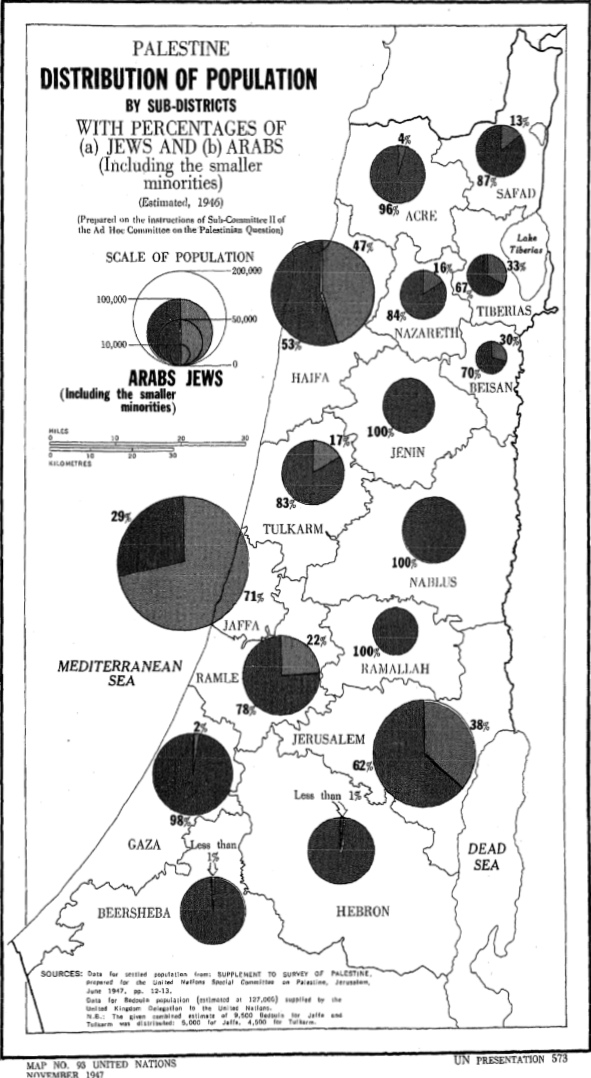
توزيع السكان قرب نهاية الانتداب

في عام 1920 كانت أغلبية سكان هذه المنطقة المتعددة الأعراق والذين بلغ عددهم حوالي 750,000 نسمة من المسلمين الناطقين بالعربية بما في ذلك السكان البدو (الذين قدر عددهم بنحو 103,331 وقت تعداد عام 1922 ويتركزون في منطقة بئر السبع والمنطقة الواقعة جنوبها وشرقها) وكذلك اليهود (الذين شكلوا حوالي 11% من الإجمالي) ومجموعات أصغر من الدروز والسوريين والسودانيين والصوماليين والشركس والمصريين والأقباط واليونانيين والعرب الحجاز.
- وأظهر التعداد السكاني الأول الذي أجري عام 1922 أن عدد السكان بلغ 757,182 منهم 78% مسلمون و11% يهود و10% مسيحيون.
- وأظهر التعداد السكاني الثاني عام 1931 أن إجمالي عدد السكان بلغ 1,035,154 نسمة منهم 73.4% مسلمون و16.9% يهود و8.6% مسيحيون.

أدى التناقض بين التعدادين وسجلات المواليد والوفيات والهجرة إلى دفع مؤلفي التعداد الثاني إلى افتراض الهجرة غير الشرعية لنحو 9000 يهودي و4000 عربي خلال السنوات الفاصلة.

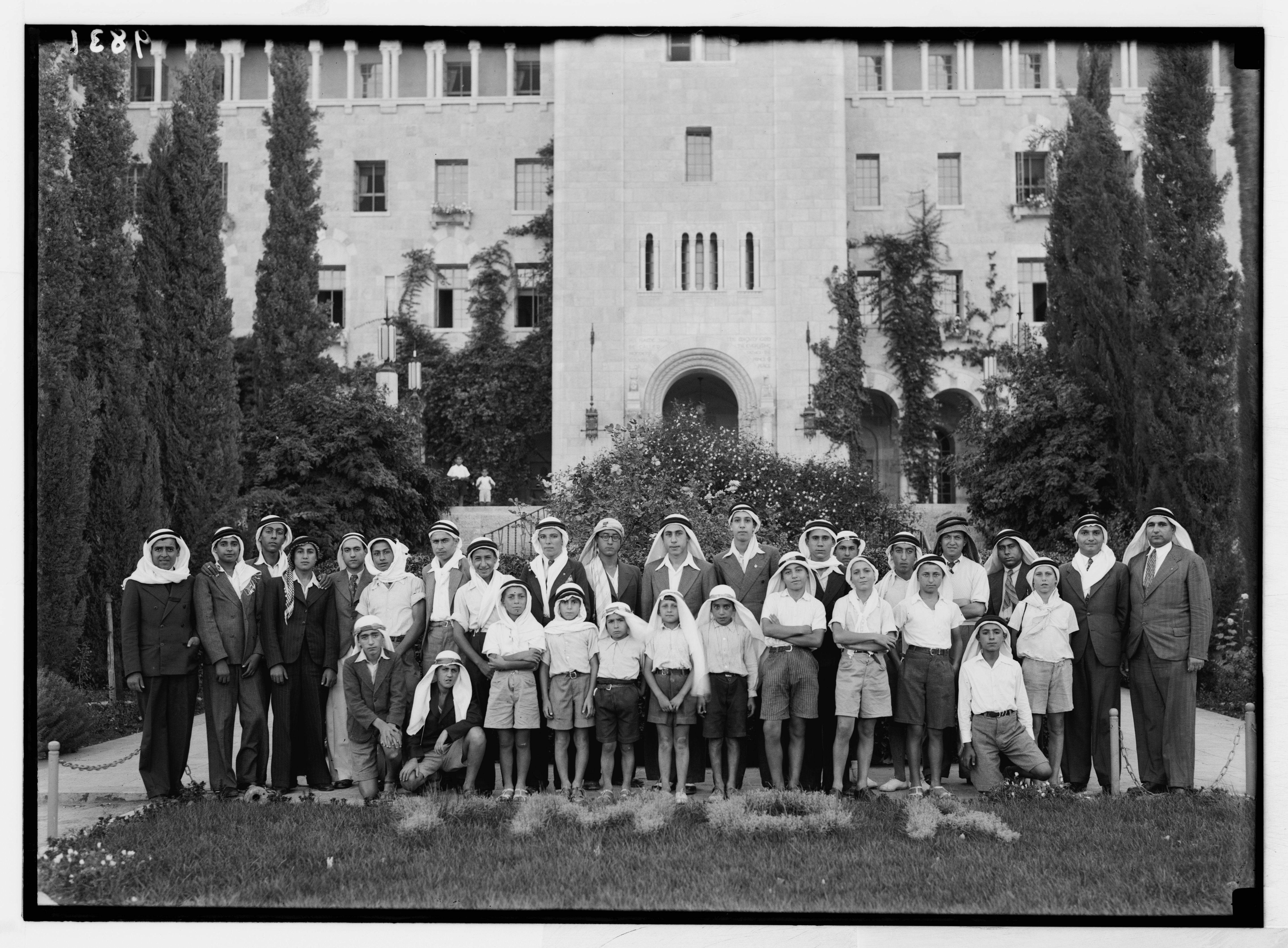
فتيان مسيحيون عرب فلسطينيون في جمعية الشبان المسيحية في القدس 1938

ولم تكن هناك إحصاءات أخرى ولكن حفظ على الإحصاءات من خلال إحصاء المواليد والوفيات والهجرة. وبحلول نهاية عام 1936 بلغ إجمالي عدد السكان نحو 1.300.000 نسمة وقُدِّر عدد اليهود بنحو 384.000 نسمة. كما زاد العرب أعدادهم بسرعة ويرجع ذلك أساساً إلى وقف التجنيد العسكري الذي فرضته الدولة العثمانية على البلاد والحملة ضد الملاريا والتحسن العام في الخدمات الصحية. وبالأرقام المطلقة تجاوزت زيادتهم زيادة عدد السكان اليهود ولكن بشكل متناسب ارتفعت هذه النسبة من 13% من إجمالي السكان في تعداد عام 1922 إلى ما يقرب من 30% في نهاية عام 1936.
ولا يمكن تقدير بعض المكونات مثل الهجرة غير الشرعية إلا بشكل تقريبي. الكتاب الأبيض لعام 1939 الذي فرض قيودًا على الهجرة لليهود ذكر أن عدد السكان اليهود "ارتفع إلى نحو 450,000 " وكان "يقترب من ثلث إجمالي سكان البلاد". وفي عام 1945 أظهرت دراسة ديموغرافية أن عدد السكان قد ارتفع إلى 1,764,520 منهم 1,061,270 مسلماً و 553,600 يهودي و 135,550 مسيحياً و 14,100 شخص من مجموعات أخرى.
| سنة                                                  | المجموع   | مسلم            | يهودي         | مسيحي        | آخر         |
| ---------------------------------------------------- | --------- | --------------- | ------------- | ------------ | ----------- |
| 1922                                                 | 752,048   | 589,177 (78%)   | 83,790 (11%)  | 71,464 (10%) | 7,617 (1%)  |
| 1931                                                 | 1,036,339 | 761,922 (74%)   | 175,138 (17%) | 89,134 (9%)  | 10,145 (1%) |
| 1945                                                 | 1,764,520 | 1,061,270 (60%) | 553,600 (31%) | 135,550 (8%) | 14,100 (1%) |
| متوسط عدد السكان المركب معدل النمو السنوي، 1922-1945 | 3.8%      | 2.6%            | 8.6%          | 2.8%         | 2.7%        |

### حسب المنطقة

خريطة البلديات في فلسطين الانتدابية حسب عدد السكان (1945)

ويبين الجدول التالي التركيبة السكانية الدينية لكل من مقاطعات الانتداب الستة عشر في عام 1945.
| ديموغرافيا فلسطين في عام 1945 حسب المناطق | ديموغرافيا فلسطين في عام 1945 حسب المناطق | ديموغرافيا فلسطين في عام 1945 حسب المناطق | ديموغرافيا فلسطين في عام 1945 حسب المناطق | ديموغرافيا فلسطين في عام 1945 حسب المناطق | ديموغرافيا فلسطين في عام 1945 حسب المناطق | ديموغرافيا فلسطين في عام 1945 حسب المناطق | ديموغرافيا فلسطين في عام 1945 حسب المناطق | ديموغرافيا فلسطين في عام 1945 حسب المناطق |
| المقاطعة                                  | الإقليم الفرعي                            | المسلمون                                  | المسلمون                                  | اليهود                                    | اليهود                                    | كريستيان                                  | كريستيان                                  | إجمالي                                    |
| المقاطعة                                  | الإقليم الفرعي                            | رقم                                       | %                                         | رقم                                       | %                                         | رقم                                       | %                                         | إجمالي                                    |
| ----------------------------------------- | ----------------------------------------- | ----------------------------------------- | ----------------------------------------- | ----------------------------------------- | ----------------------------------------- | ----------------------------------------- | ----------------------------------------- | ----------------------------------------- |
| حيفا                                      | حيفا                                      | 95,970                                    | 38%                                       | 119,020                                   | 47%                                       | 33,710                                    | 13%                                       | 253,450                                   |
| الجليل                                    | فئة الفئة                                 | 51,130                                    | 69%                                       | 3,030                                     | 4%                                        | 11,800                                    | 16%                                       | 73,600                                    |
| الجليل                                    | البيزان                                   | 16,660                                    | 67%                                       | 7,590                                     | 30%                                       | 680                                       | 3%                                        | 24,950                                    |
| الجليل                                    | ناصرت                                     | 30,160                                    | 60%                                       | 7,980                                     | 16%                                       | 11,770                                    | 24%                                       | 49,910                                    |
| الجليل                                    | سافاد                                     | 47,310                                    | 83%                                       | 7,170                                     | 13%                                       | 1,630                                     | 3%                                        | 56,970                                    |
| الجليل                                    | تيبيرياس                                  | 23,940                                    | 58%                                       | 13,640                                    | 33%                                       | 2,470                                     | 6%                                        | 41,470                                    |
| ليددا                                     | (جافا)                                    | 95,980                                    | 24%                                       | 295,160                                   | 72%                                       | 17,790                                    | 4%                                        | 409,290                                   |
| ليددا                                     | رامل                                      | 95,590                                    | 71%                                       | 31,590                                    | 24%                                       | 5,840                                     | 4%                                        | 134,030                                   |
| سامريا                                    | جينين                                     | 60,000                                    | 98%                                       | غير مهمة                                  | <1%                                       | 1,210                                     | 2%                                        | 61,210                                    |
| سامريا                                    | نبلس                                      | 92,810                                    | 98%                                       | غير مهمة                                  | <1%                                       | 1,560                                     | 2%                                        | 94,600                                    |
| سامريا                                    | تولكارم                                   | 76,460                                    | 82%                                       | 16,180                                    | 17%                                       | 380                                       | 1%                                        | 93,220                                    |
| القدس                                     | خليل                                      | 92,640                                    | 99%                                       | 300                                       | <1%                                       | 170                                       | <1%                                       | 93,120                                    |
| القدس                                     | القدس                                     | 104,460                                   | 41%                                       | 102,520                                   | 40%                                       | 46,130                                    | 18%                                       | 253,270                                   |
| القدس                                     | رام الله                                  | 40,520                                    | 83%                                       | غير مهمة                                  | <1%                                       | 8,410                                     | 17%                                       | 48,930                                    |
| غزة                                       | بيريشبا                                   | 6,270                                     | 90%                                       | 510                                       | 7%                                        | 210                                       | 3%                                        | 7,000                                     |
| غزة                                       | غزة                                       | 145,700                                   | 97%                                       | 3,540                                     | 2%                                        | 1,300                                     | 1%                                        | 150,540                                   |
| إجمالي                                    | إجمالي                                    | 1,076,780                                 | 58%                                       | 608,230                                   | 33%                                       | 145,060                                   | 9%                                        | 1,845,560                                 |

### المناطق الحضرية
يوضح الجدول أدناه عدد سكان المناطق البلدية في فلسطين في عام 1922 في بداية فترة الانتداب وفقًا لتعداد فلسطين لعام 1922.
| البلدية   | المسلمون | اليهود | المسيحيون | الدروز | السامريين | البهائيين | المواد المعدنية | الهندوس | السيخ | إجمالي |
| --------- | -------- | ------ | --------- | ------ | --------- | --------- | --------------- | ------- | ----- | ------ |
| القدس     | 13413    | 33971  | 14699     | 6      | 0         | 0         | 0               | 484     | 5     | 62578  |
| (جافا)    | 20699    | 20152  | 6850      | 0      | 8         | 0         | 0               | 0       | 0     | 47709  |
| حيفا      | 9377     | 6230   | 8863      | 12     | 0         | 152       | 0               | 0       | 0     | 24634  |
| غزة       | 16722    | 54     | 701       | 0      | 0         | 0         | 3               | 0       | 0     | 17480  |
| خليل      | 16074    | 430    | 73        | 0      | 0         | 0         | 0               | 0       | 0     | 16577  |
| نبلس      | 15238    | 16     | 544       | 2      | 147       | 0         | 0               | 0       | 0     | 15947  |
| سافاد     | 5431     | 2986   | 343       | 1      | 0         | 0         | 0               | 0       | 0     | 8761   |
| ليددا     | 7166     | 11     | 926       | 0      | 0         | 0         | 0               | 0       | 0     | 8103   |
| ناصرت     | 2486     | 53     | 4885      | 0      | 0         | 0         | 0               | 0       | 0     | 7424   |
| رامليه    | 5837     | 35     | 1440      | 0      | 0         | 0         | 0               | 0       | 0     | 7312   |
| تيبيرياس  | 2096     | 4427   | 422       | 1      | 0         | 4         | 0               | 0       | 0     | 6950   |
| بيت لحم   | 818      | 2      | 5838      | 0      | 0         | 0         | 0               | 0       | 0     | 6658   |
| فئة الفئة | 4883     | 78     | 1344      | 13     | 0         | 102       | 0               | 0       | 0     | 6420   |
| (ماجدال)  | 5064     | 0      | 33        | 0      | 0         | 0         | 0               | 0       | 0     | 5097   |
| خان يونيس | 3866     | 1      | 23        | 0      | 0         | 0         | 0               | 0       | 0     | 3890   |
| تولكارم   | 3109     | 23     | 208       | 1      | 8         | 1         | 0               | 0       | 0     | 3350   |
| رام الله  | 125      | 7      | 2972      | 0      | 0         | 0         | 0               | 0       | 0     | 3104   |
| بيت جالا  | 41       | 0      | 3060      | 0      | 0         | 0         | 0               | 0       | 0     | 3101   |
| جينين     | 2307     | 7      | 108       | 0      | 0         | 0         | 0               | 212     | 3     | 2637   |
| بيريشبا   | 2012     | 98     | 235       | 11     | 0         | 0         | 0               | 0       | 0     | 2356   |
| شيفا أمر  | 623      | 0      | 1263      | 402    | 0         | 0         | 0               | 0       | 0     | 2288   |
| البيزان   | 1687     | 41     | 213       | 0      | 0         | 0         | 0               | 0       | 0     | 1941   |
| إجمالي    | 139074   | 68622  | 55043     | 449    | 163       | 259       | 3               | 696     | 8     | 264317 |

### الحكومة والمؤسسات

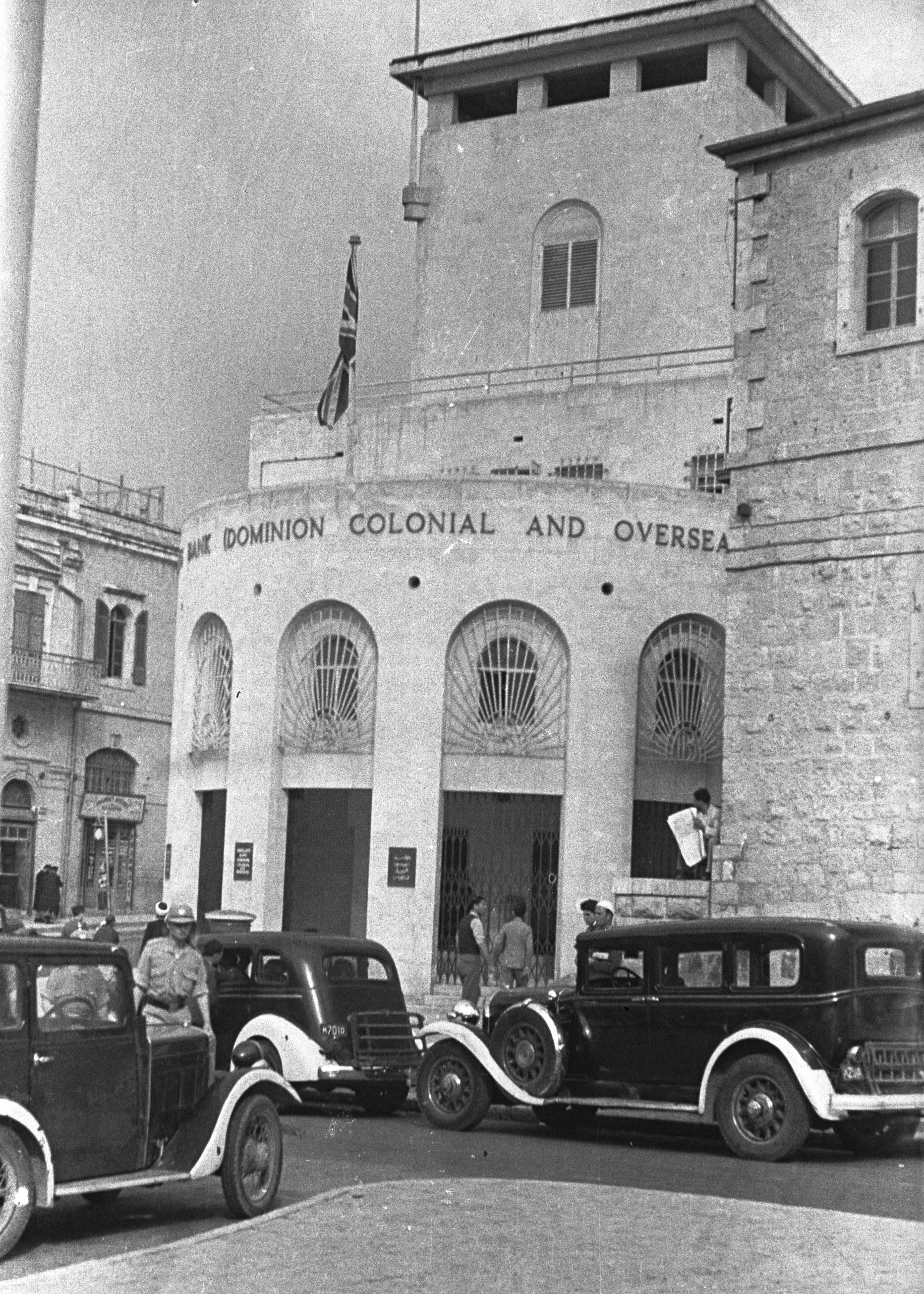
مبنى بلدية القدس 1939

وبموجب شروط أمر فلسطين الصادر في أغسطس 1922 قسمت أراضي الانتداب إلى مناطق إدارية تعرف باسم المقاطعات وكانت تُدار من قبل مكتب المفوض السامي البريطاني لفلسطين.
استمرت بريطانيا في تطبيق نظام الملل الذي اتبعته الإمبراطورية العثمانية حيث كانت جميع المسائل ذات الطبيعة الدينية والأحوال الشخصية ضمن اختصاص المحاكم الإسلامية ومحاكم الديانات الأخرى المعترف بها والتي تسمى المجتمعات الطائفية. أنشأ المفوض السامي الحاخامية الأرثوذكسية واحتفظ بنظام الملل المعدل الذي اعترف فقط بإحدى عشر طائفة دينية : المسلمون واليهود وتسع طوائف مسيحية (لم تكن أي منها كنائس مسيحية بروتستانتية). قاموا باستبعاد جميع أولئك الذين لم يكونوا أعضاء في هذه المجتمعات المعترف بها من ترتيب الملل. ونتيجة لذلك لم تعد هناك إمكانية على سبيل المثال للزواج بين الطوائف الدينية ولم تعد هناك زيجات مدنية. وكانت الاتصالات الشخصية بين المجتمعات اسمية.
وبعيداً عن المحاكم الدينية كان النظام القضائي على غرار النظام البريطاني حيث كانت هناك محكمة عليا تتمتع بسلطة الاستئناف وسلطة المراجعة على المحكمة المركزية والمحكمة الجنائية المركزية. وكان رؤساء القضاة الخمسة المتتاليون هم :
- السير توماس هايكرافت (1921–1927)[170]
- السير مايكل ماكدونيل (1927–1936)[170]
- السير هاري ترستد[171] (1936–1941؛ حصل على لقب فارس في عام 1938) (بعد ذلك أصبح رئيس قضاة الولايات الملايوية الفيدرالية 1941)
- فريدريك جوردون سميث (1941-1944)[172]
- السير ويليام فيتزجيرالد (1944-1948)[173]

تأسست صحيفة "فلسطين بوست" المحلية في عام 1932 على يد جيرشون أغرون. في عام 1950 تغير اسمها إلى صحيفة جيروزالم بوست. في عام 1923 أسس بنحاس روتنبرغ شركة الكهرباء الفلسطينية (التي أصبحت شركة الكهرباء الإسرائيلية في عام 1961).

## الإقتصاد
في الفترة ما بين 1922 و1947 بلغ معدل النمو السنوي للقطاع اليهودي من الاقتصاد 13.2% ويرجع ذلك أساساً إلى الهجرة ورأس المال الأجنبي في حين بلغ معدل النمو العربي 6.5%. وبالنسبة للفرد بلغت هذه الأرقام 4,8% و3,6% على التوالي. بحلول عام 1936 كان دخل اليهود أعلى بمقدار 2.6 مرة من دخل العرب. وبالمقارنة بالعرب في البلدان الأخرى فإن العرب الفلسطينيين يكسبون أكثر قليلاً.
تأسست شركة يافا للكهرباء في عام 1923 على يد بنحاس روتنبرغ ثم دمج فيما بعد في شركة فلسطين للكهرباء التي قاموا بإنشاؤها حديثًا وأفتتح أول محطة للطاقة الكهرومائية في الأردن في عام 1933. تأسست شركة الخطوط الجوية الفلسطينية في عام 1934 ومخابز أنجيل في عام 1927 وشركة تنوفا للألبان في عام 1926. وكان التيار الكهربائي يتدفق بشكل رئيسي إلى الصناعة اليهودية ويتبعها إلى مواقعها المتمركزة في تل أبيب وحيفا. مع أن تل أبيب كانت بها ورش ومصانع أكثر بكثير إلا أن الطلب على الطاقة الكهربائية للصناعة كان متماثلاً تقريبًا في كلتا المدينتين بحلول أوائل الثلاثينيات.
كانت أكبر منطقة صناعية في البلاد تقع في حيفا حيث قاموا ببناء العديد من مشاريع الإسكان للموظفين.
وعلى مقياس مؤشر التنمية البشرية للأمم المتحدة الذي حدد حوالي عام 1939 من بين 36 دولة، وضع اليهود الفلسطينيين في المرتبة 15 والعرب الفلسطينيين في المرتبة 30 ومصر في المرتبة 33 وتركيا في المرتبة 35. كان اليهود في فلسطين في الغالب من سكان الحضر 76.2% في عام 1942 في حين كان العرب في الغالب من سكان الريف، 68.3% في عام 1942. وبشكل عام يخلص الخالدي إلى أن المجتمع العربي الفلسطيني مع أن تفوقه على الييشوف كان متقدماً مثل أي مجتمع عربي آخر في المنطقة بل وأكثر تقدماً من العديد من المجتمعات العربية الأخرى.

## التعليم
في ظل الانتداب البريطاني تطورت البلاد اقتصاديا وثقافيا. في عام 1919 أسس المجتمع اليهودي نظامًا مركزيًا للمدارس العبرية وفي العام التالي أسس مجلس النواب والمجلس الوطني اليهودي واتحاد عمال الهستدروت. تأسست جامعة التخنيون في عام 1924 والجامعة العبرية في القدس في عام 1925.
وكانت هناك محاولات عديدة من قبل الفلسطينيين العرب لإنشاء مؤسسة للتعليم العالي العربي ابتداء من عشرينيات القرن العشرين إلا أن ذلك لم يتحقق. عزا المؤرخ الإسرائيلي إيلان بابيه هذا إلى "الضغط الصهيوني والعنصرية البريطانية المعادية للعرب ونقص الموارد". وأضاف أن "العقلية الاستعمارية للسلطات البريطانية التي اعتبرت الفلسطينيين شعبًا مستعمرًا آخر يجب قمعه بينما اعتبرت المستوطنين الصهاينة زملاءً لها في الاستعمار خشيت أن تعزز هذه الجامعة الحركة الوطنية الفلسطينية".
بلغت معدلات الإلمام بالقراءة والكتابة في عام 1932 نسبة 86% بين اليهود مقارنة بـ 22% بين العرب الفلسطينيين ولكن معدلات الإلمام بالقراءة والكتابة بين العرب ارتفعت بشكل مطرد بعد ذلك. وبالمقارنة كانت معدلات الإلمام بالقراءة والكتابة بين العرب الفلسطينيين أعلى من تلك الموجودة في مصر وتركيا ولكنها أقل من تلك الموجودة في لبنان.

## معرض الصور

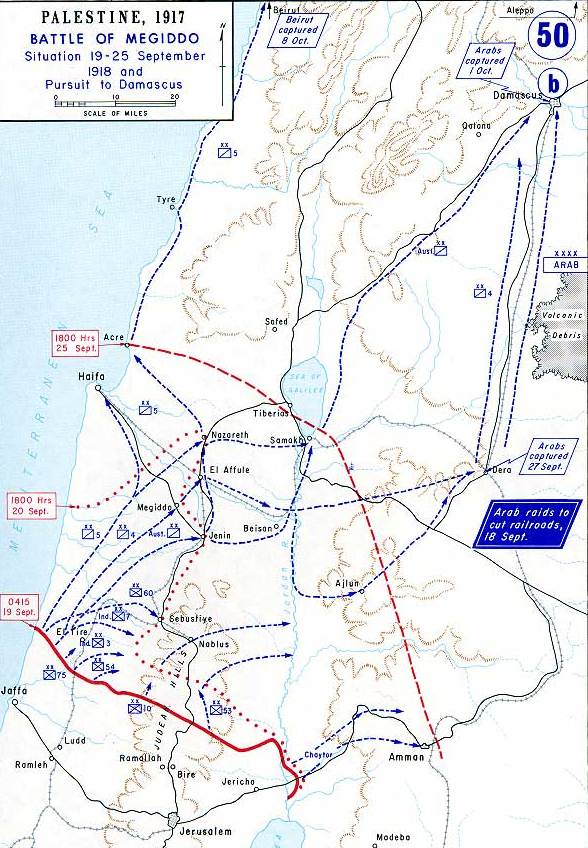
أدت الهجمات الأخيرة التي شنها الجنرال السير إدموند اللنبي في حملة فلسطين إلى تمكين بريطانيا من السيطرة على المنطقة.
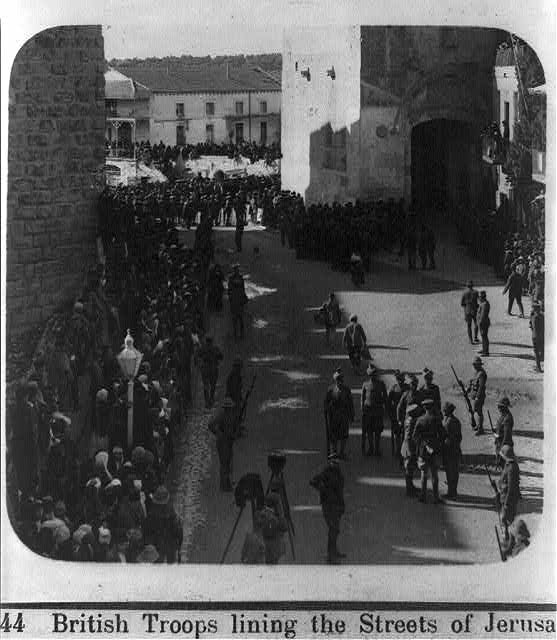
الجنرال ألنبي يدخل القدس مع القوات البريطانية في 11 ديسمبر 1917 (تم تعيين ألنبي لاحقًا مشيرًا ميدانيًا في أبريل 1919)
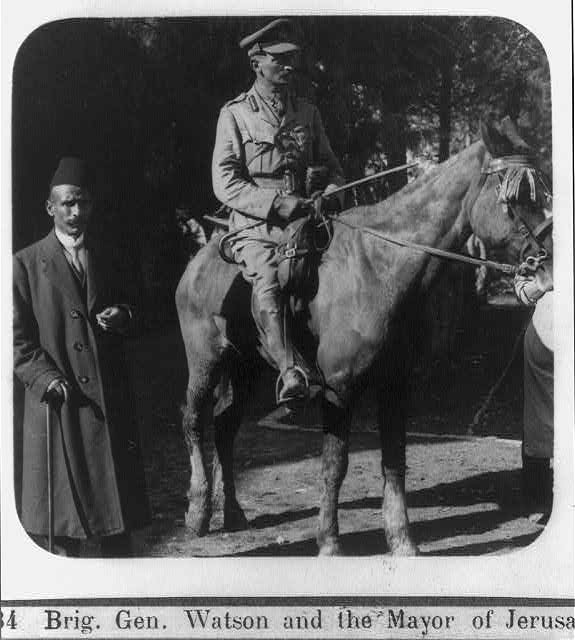
العميد واتسون يلتقي حسين الحسيني رئيس بلدية القدس في ديسمبر 1917
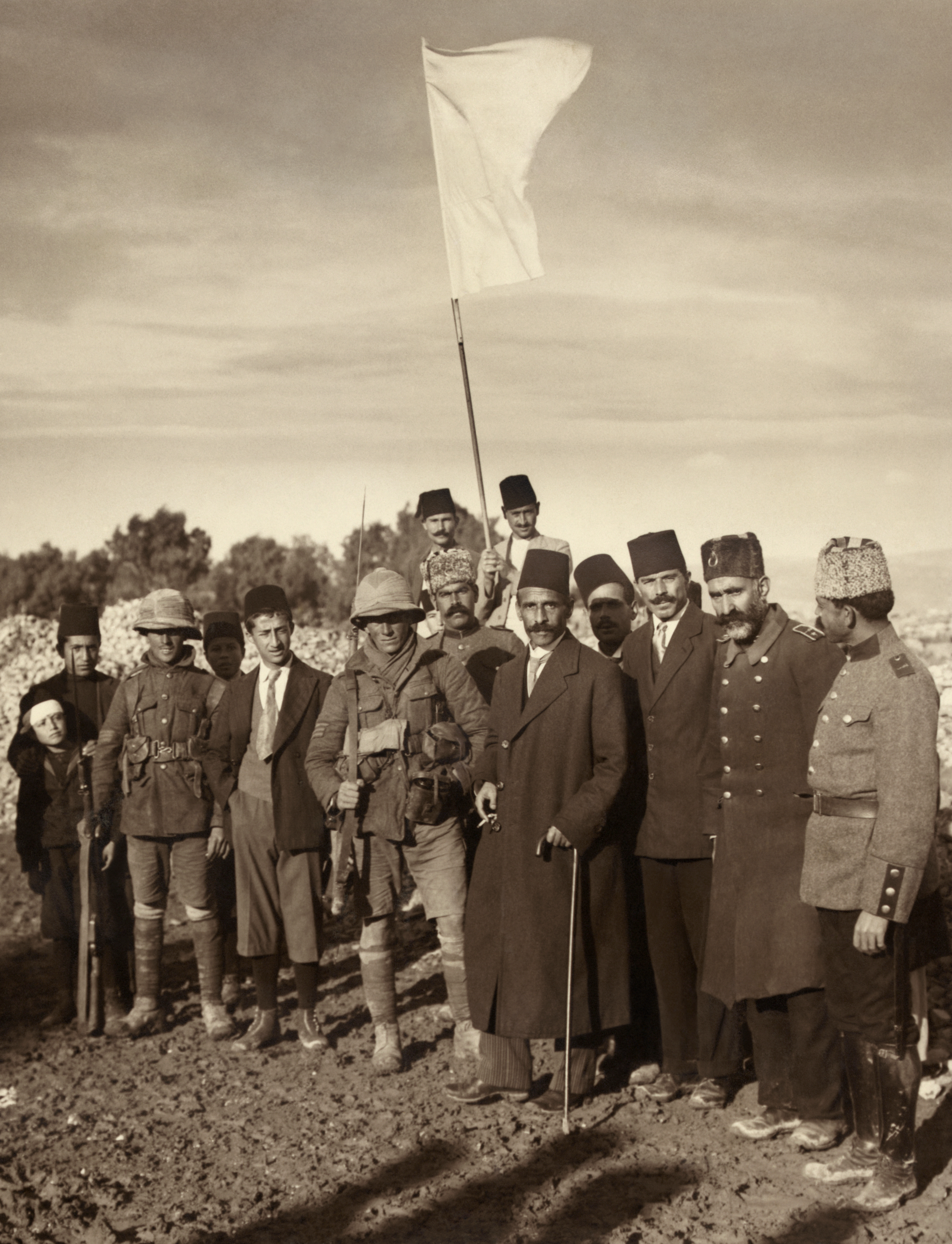
استسلام القدس من قبل العثمانيين للبريطانيين في 9 ديسمبر 1917 بعد معركة القدس
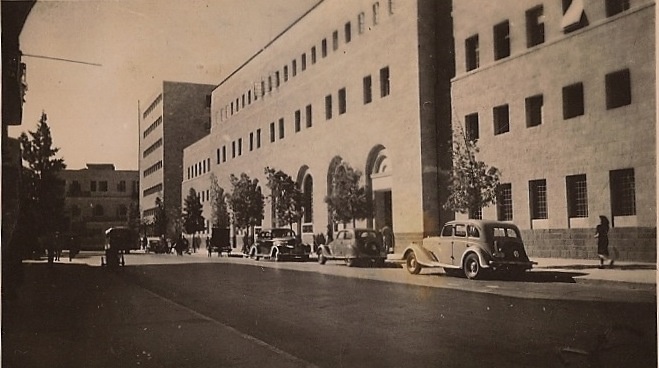
مكتب البريد الرئيسي طريق يافا القدس
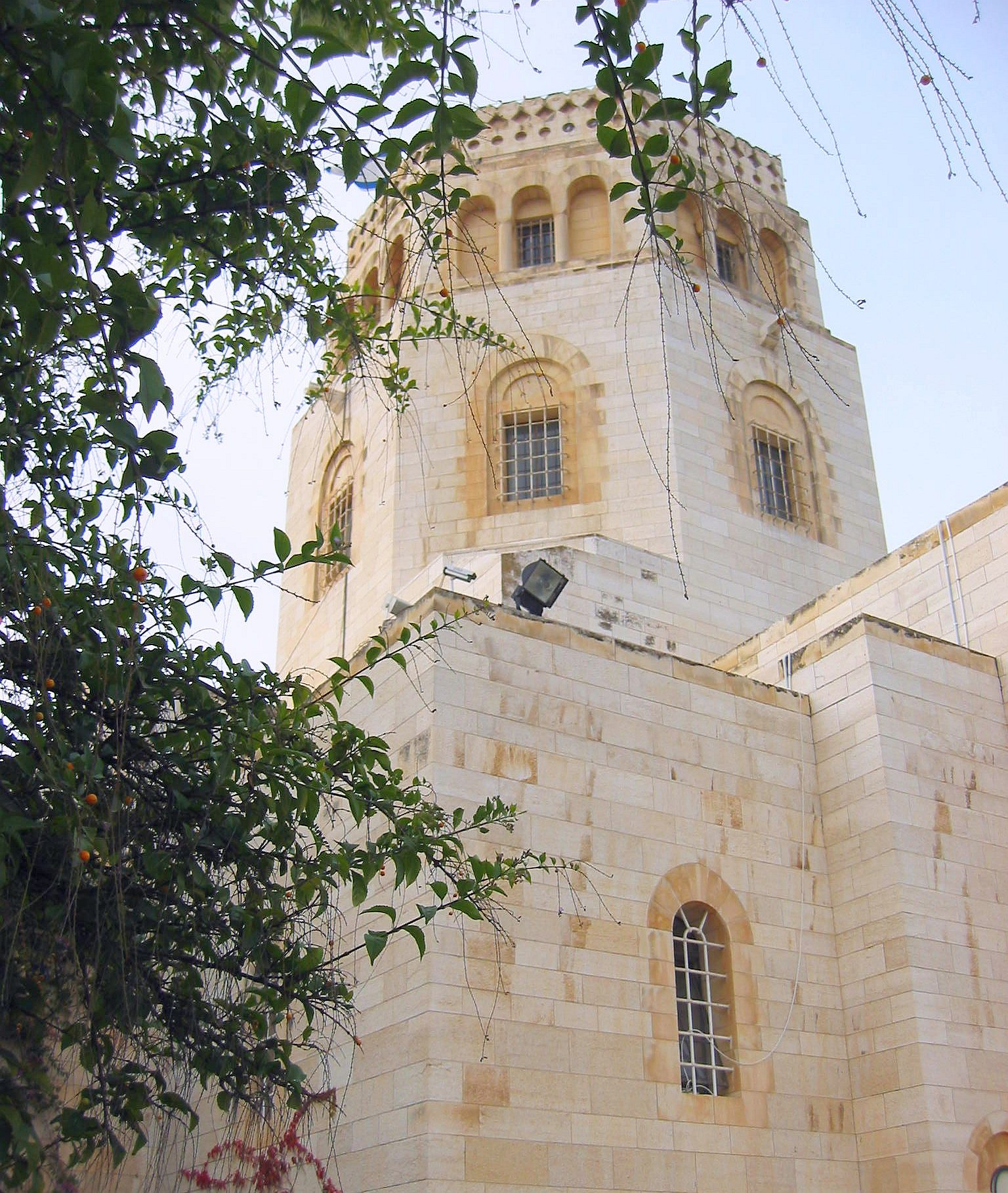
متحف فلسطين للآثار (PAM؛ المعروف منذ عام 1967 باسم متحف روكفلر للآثار ) الذي بني في القدس أثناء الانتداب البريطاني
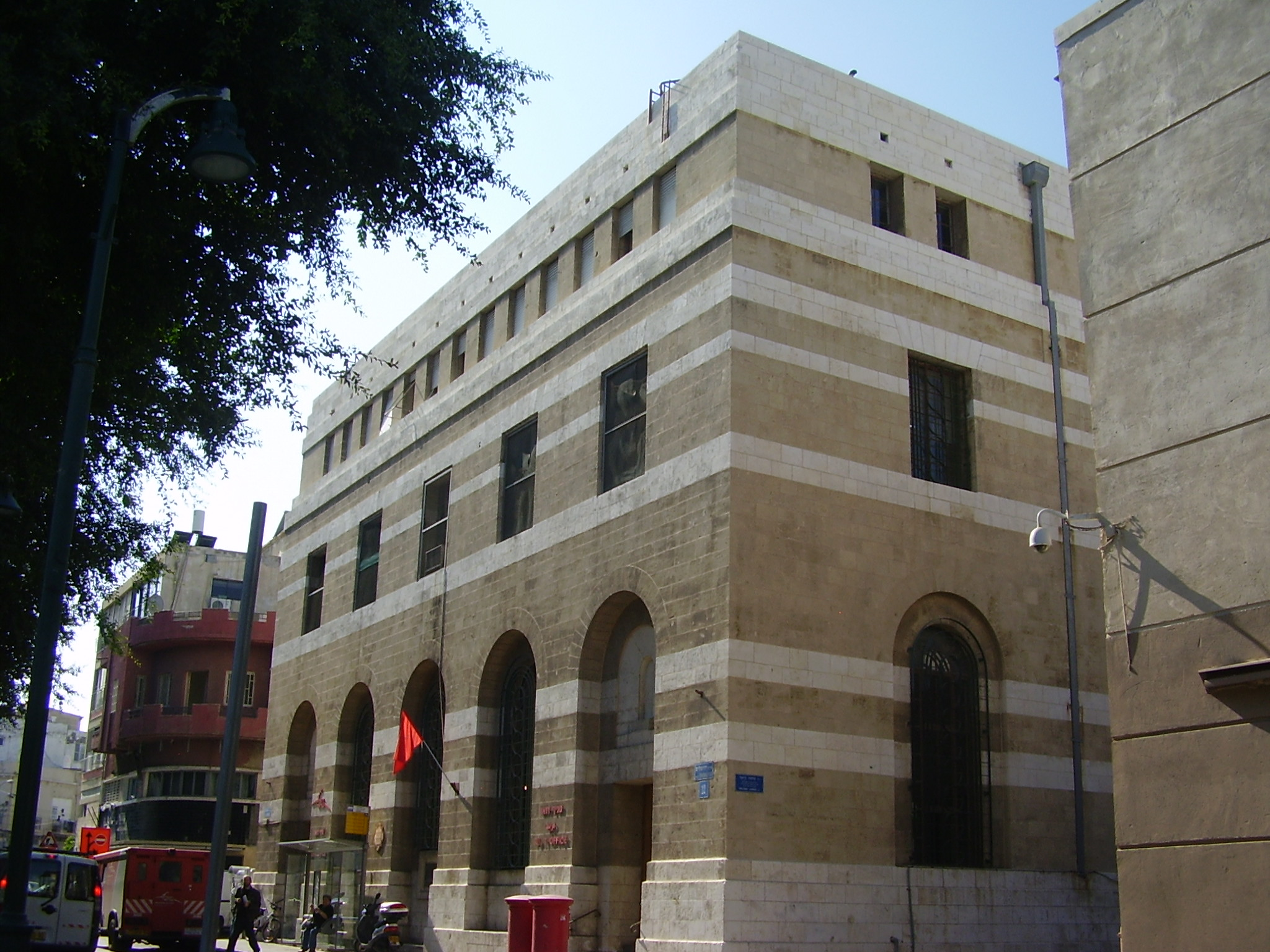
مكتب البريد الرئيسي، يافا
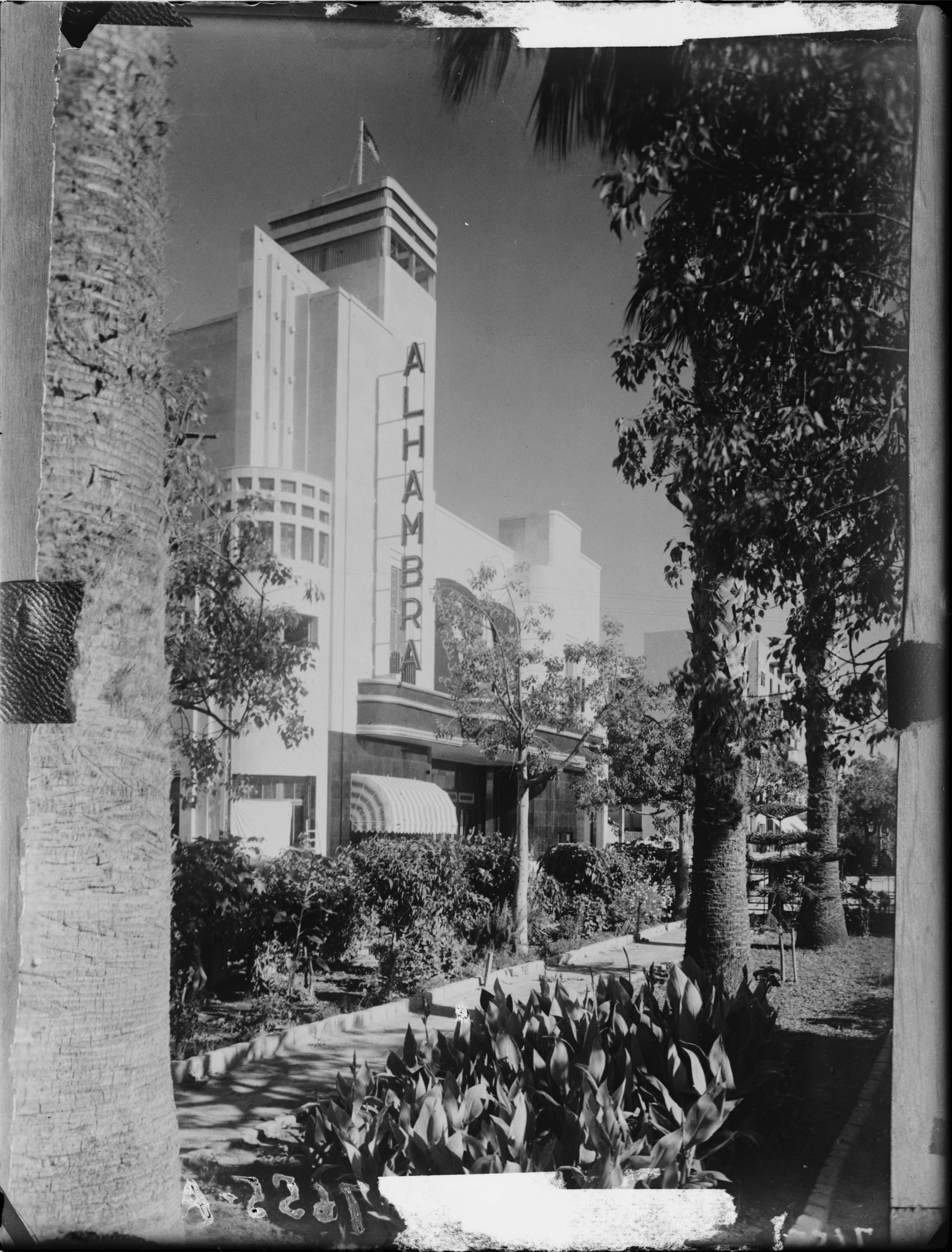
سينما الحمراء، يافا
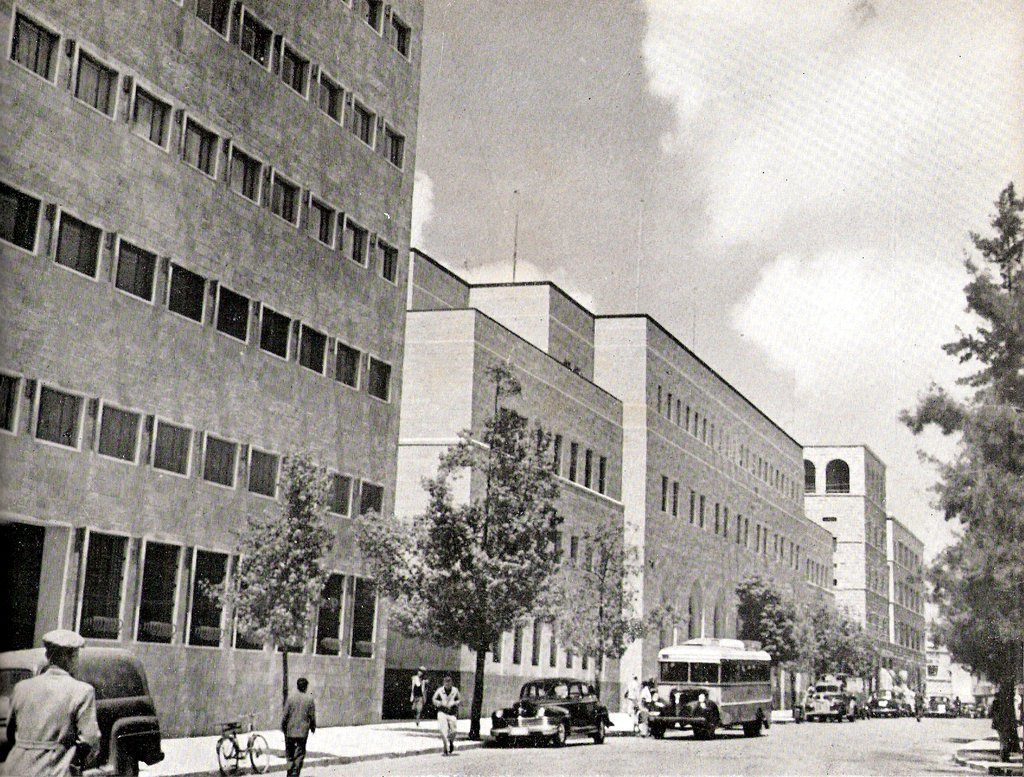
بنك أنجلو فلسطين
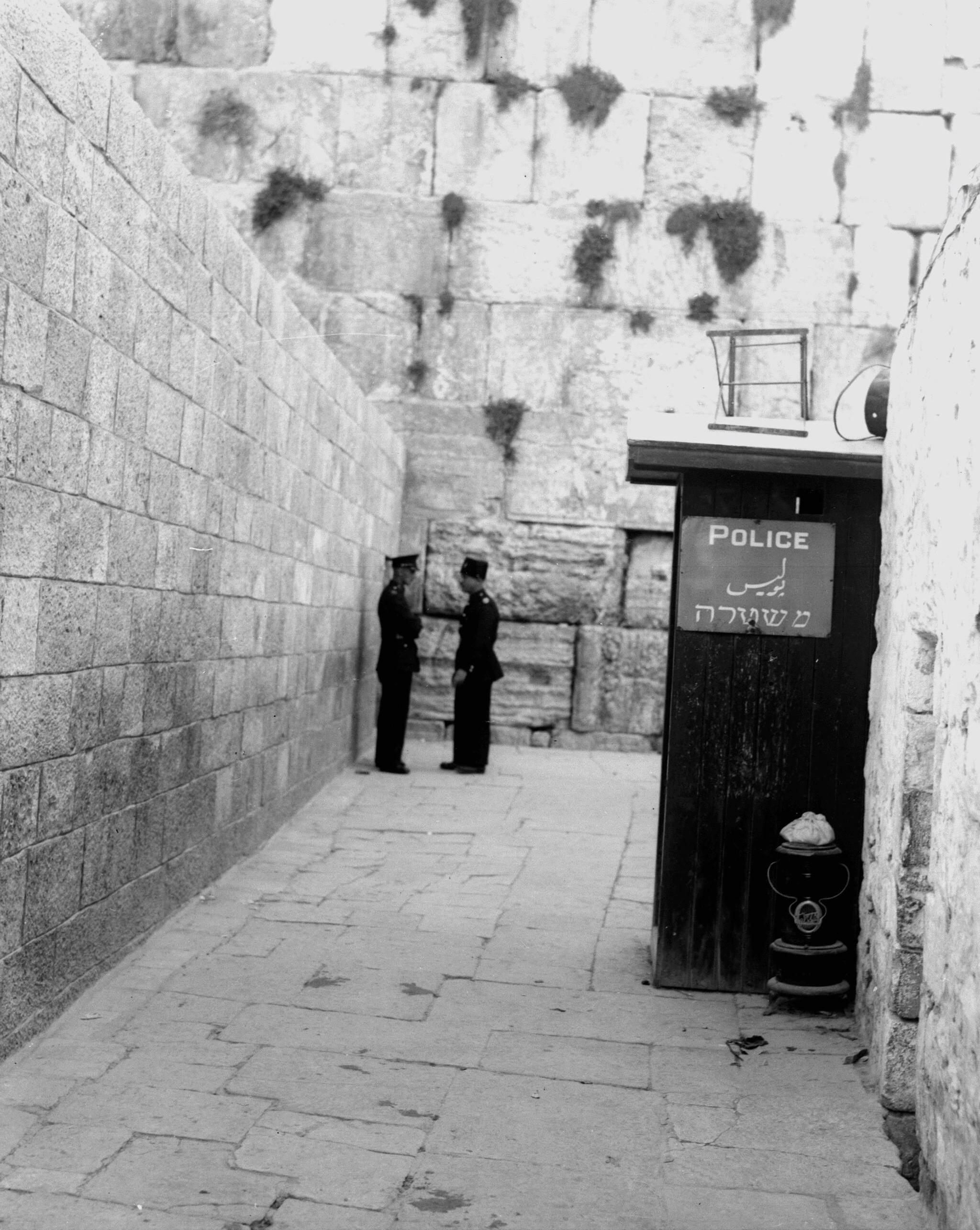
الحائط الغربي ، 1933
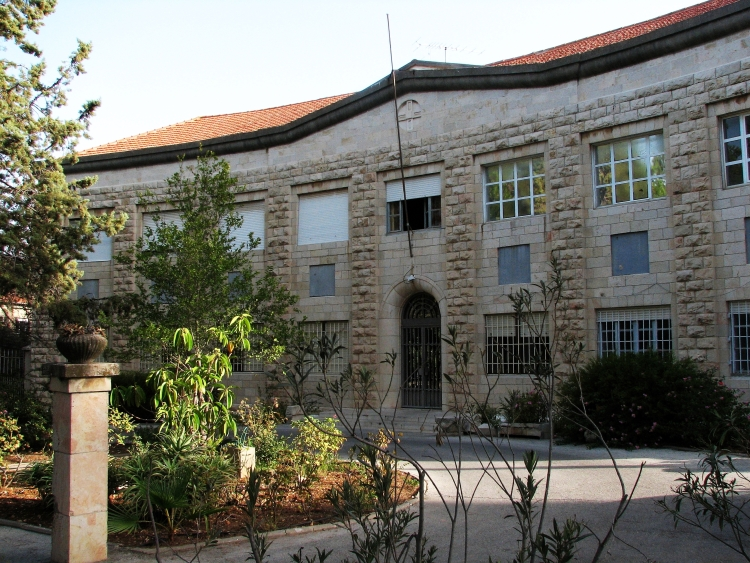
المحكمة العسكرية العليا للانتداب البريطاني كريات شموئيل القدس
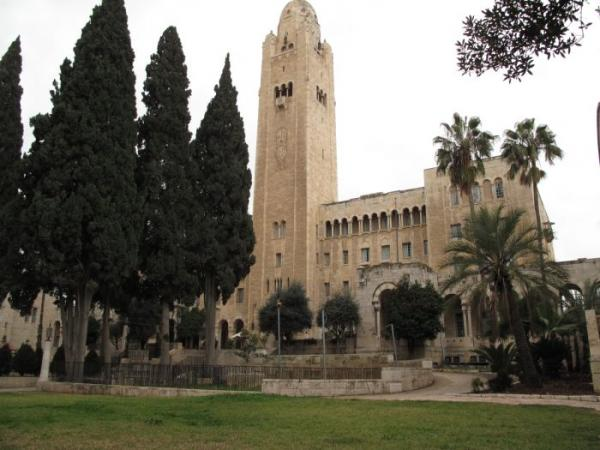
جمعية الشبان المسيحية في القدس التي بُنيت في عهد الانتداب البريطاني
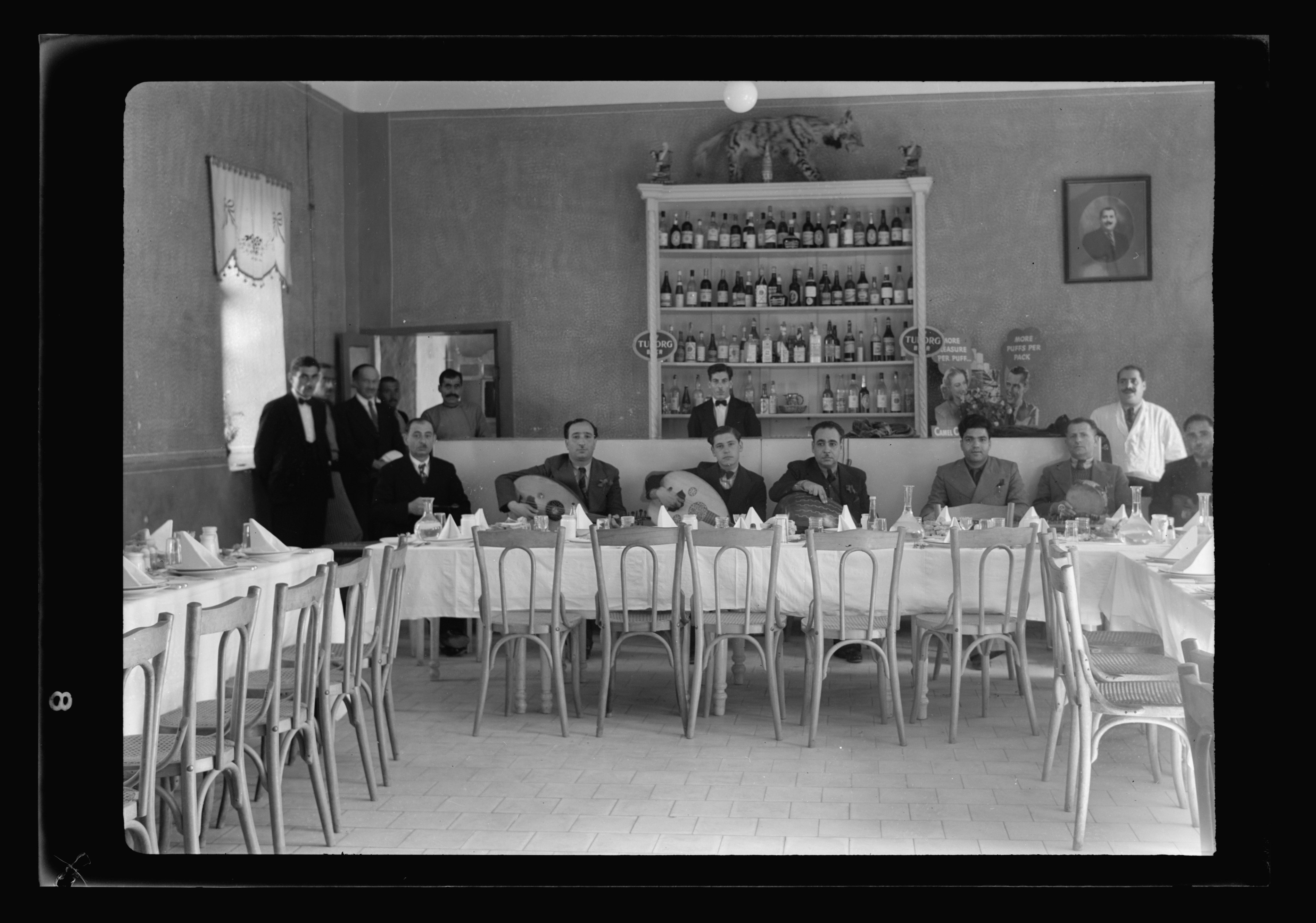
برنامج ترفيهي في أريحا من إنتاج هيئة الإذاعة الفلسطينية التي أنتجت برامجها باللغات العربية والعبرية والإنجليزية
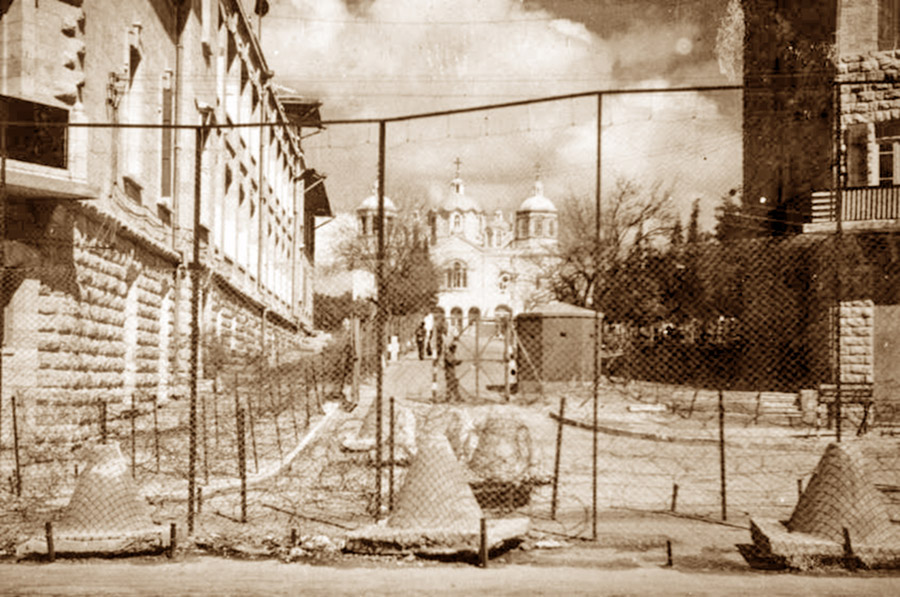
"بيفينغراد" في القدسالمجمع الروسي خلف الأسلاك الشائكة
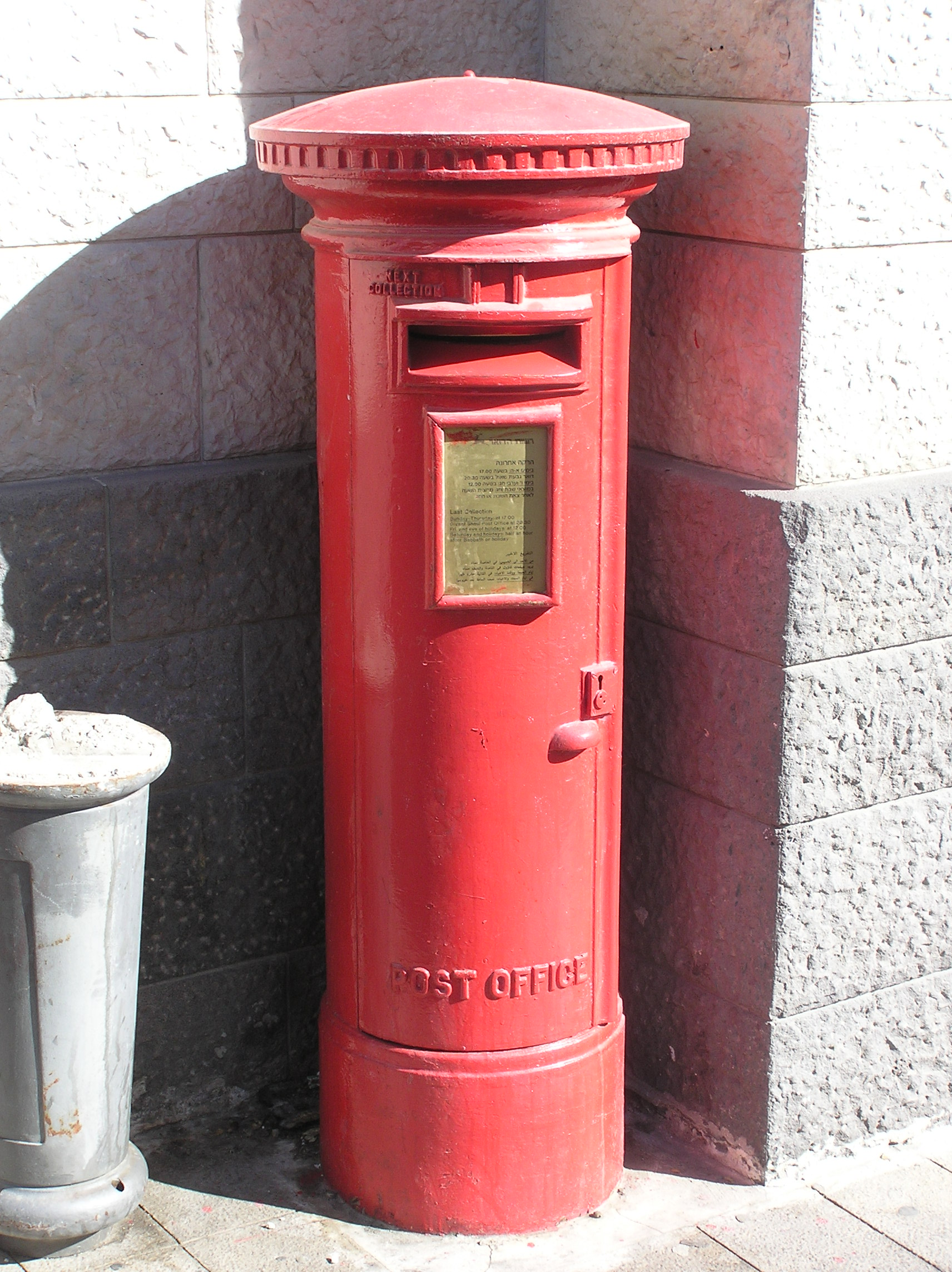
صندوق عمود من عصر الانتداب القدس
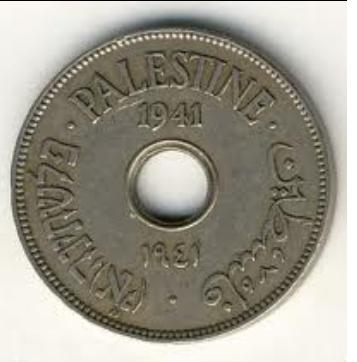
عملة معدنية من عام 1941
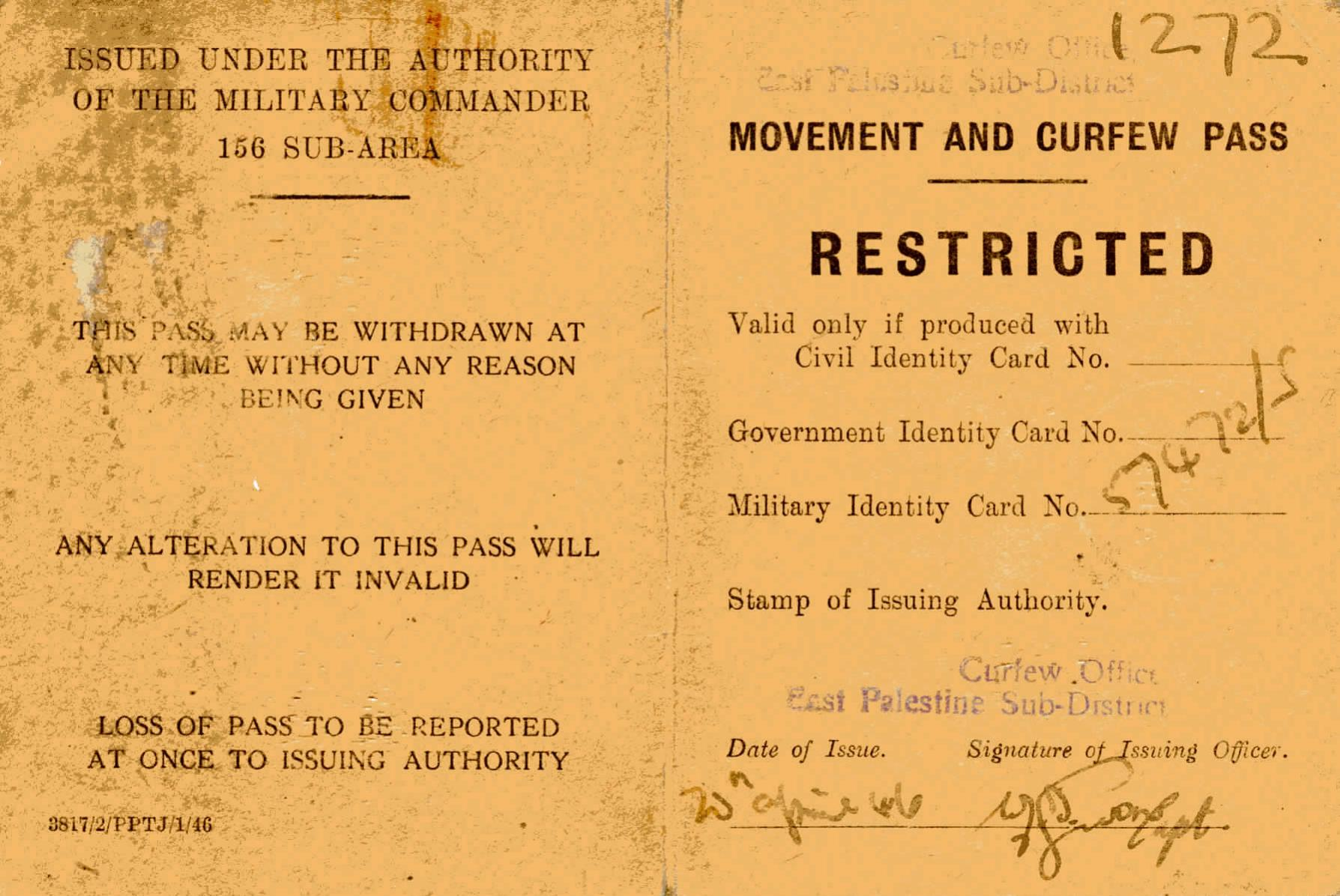
تصريح الحركة وحظر التجوال صادر بموجب سلطة القائد العسكري البريطاني شرق فلسطين 1946
علم فلسطين البحري
لواء الجمارك والخدمات البريدية الفلسطينية
علم المفوض السامي

## الهجرة

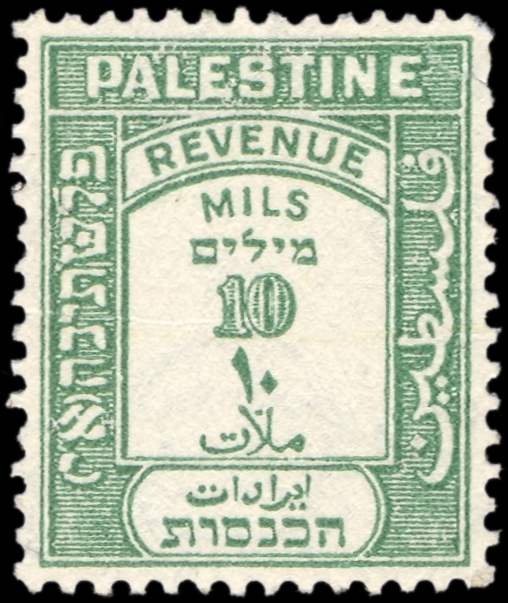
طابع بريد من فترة الانتداب

حسب الإحصائيات الرسمية، هاجر 367,845 شخصا (من اليهود وغير اليهود) إلى فلسطين منذ نهاية القرن ال19، منهم 33,304 هاجروا من الناحية القانونية بنظرهم بين 1920 و1945. كذلك هاجر حوالي 50,000-60,000 من اليهود، وعدد قليل من غير اليهود، بطريقة غير قانونية خلال هذه الفترة. أدت الهجرة لمعظم الزيادة في عدد السكان اليهود، في حين ان غير اليهود اتت الزيادة إلى حد كبير الزيادة السكانيه الطبيعية. لا توجد معطيات وثيقة بشأن الهجرة إلى فلسطين من البلدان العربية.
بدأت بريطانيا بالتعامل بحذر مع الطرفين العربي واليهودي ولكن بحجة معاداه الساميه في أوروبا التي نمت خلال أواخر القرن التاسع عشر ومطلع العشرين قرون، كان نتيجتها ان الهجرة اليهودية (ومعظمها من أوروبا) إلى فلسطين بدأت على زيادة ملحوظه، مما خلق الكثير من الاستياء العربي. مما أدى لوضع الحكومة البريطانية قيود على الهجرة اليهودية إلى فلسطين حيث اصدرت الكتاب الأبيض لوقف وتنظيم هجرة اليهود لفلسطين. هذه الحصص مثيرة للجدل، ولا سيما في السنوات الأخيرة من الحكم البريطاني. وقد تنامى الشعور في العديد من الدول العربية لمقاتلة البريطانيين وبعض المنظمات اليهودية التي هاجمت السكان العرب. اعتمد اليهود من ناحية عسكرية على منظمة «الهجناه» التي كانت ميليشيا شبه سرية تعاونت مع السلطات البريطانية خلال الحرب العالمية الثانية، ثم قاتلت البريطانيين والعرب عشية إلغاء الانتداب. في تلك الفترة نشطت أيضا منظمات يهودية أكثر تطرفا مثل «إرجون» ومجموعة شتيرن (ليحي) التي قامت بعمليات إرهابية وشنت حملة عنيفة ضد الأهداف العربية والبريطانية.

## الثورة والإضراب 1936 - 1939

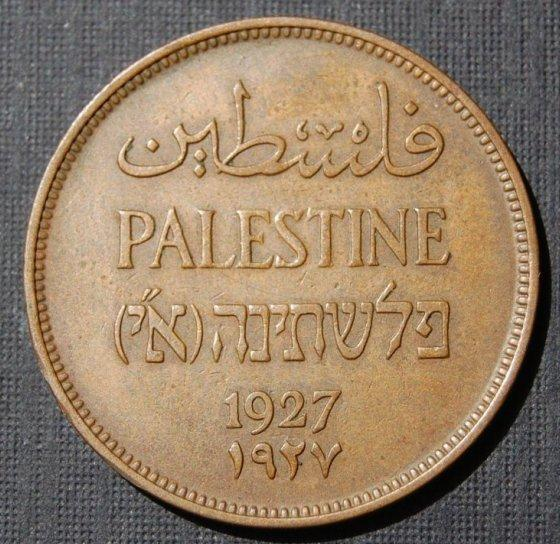
عملة فلسطينية قديمة تعود إلى عام 1927

علم إمارة شرق الأردن تحت الانتداب البريطاني، بين 1928 - 1946

أدت وفاة الشيخ عز الدين القسام على أيدي الشرطة البريطانية بالقرب من جنين في تشرين الثاني / نوفمبر 1935 إلى غضب الجماهير الفلسطينية على نطاق واسع، وقد رافقت الحشود الضخمة جثمان القسام حتى قبره في حيفا. وبعد أشهر قليلة، في نيسان / أبريل 1936، دعت اللجنة القومية العربية إلى الإضراب العام الذي استمر حتى تشرين الأول / أكتوبر 1936 ولازمته موجة من أعمال مقاومة المستعمر.
في عام 1937، اقترحت بريطانيا تشكيل لجنة سميت بلجنة بيل الملكية، هدفها تقسيم فلسطين إلى دولة يهودية (في جزء من الأراضي كان السكان العرب فيها يشكلون الأغلبية)، ودولة عربية على أن ترفق بالأردن. تم رفض الاقتراح من قبل العرب. أما المؤتمر الصهيوني فقد رفضه أيضا (300 صوتا مقابل 158) ولكن قَبِلَ أن يكون أساسا للمفاوضات بين السلطة التنفيذية والحكومة البريطانية[بحاجة لمصدر].

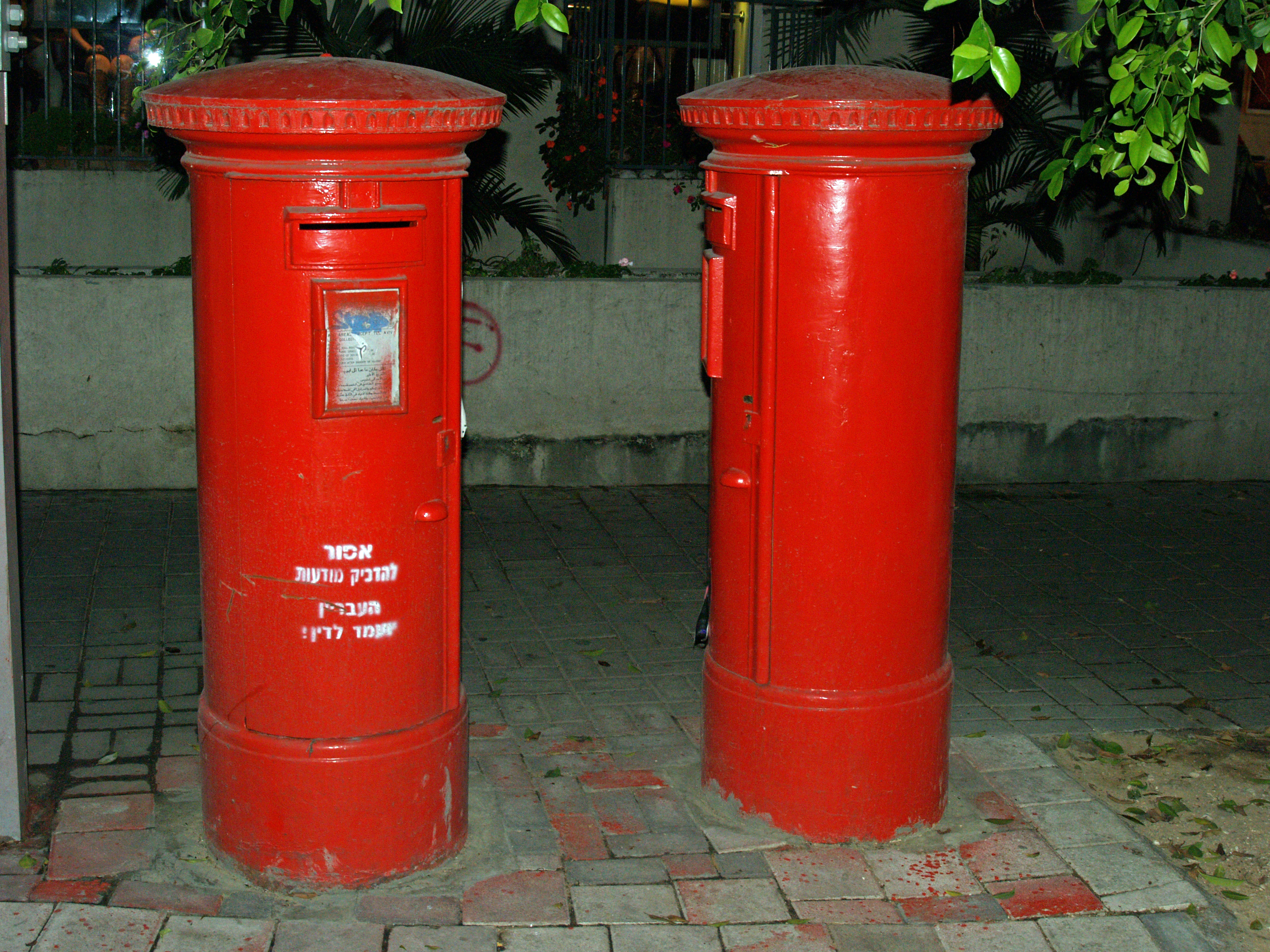
صندوقا بريد بريطانيان من أيام الانتداب بقيا في مدينة تل أبيب

في أعقاب اقتراح اللجنة للتقسيم اندلعت المقاومة المسلحة على نطاق واسع. خلال الأشهر ال 18 التالية فَقَدَ البريطانيون السيطرة على القدس ونابلس والخليل. قمعت القوات البريطانية (وبدعم من 6000 شرطي صهيوني) أعمال المجاهدين. أوصى الضابط البريطاني تشارلز أورد وينغيت بدعم المناطق اليهودية لأسباب دينية. نظمت فرق ليلية بريطانية خاصة مؤلفة من جنود بريطانيين ومتطوعين صهاينة (مثل ايغآل ألون) غارات على قرى عربية في الجليل الأدنى وفي مرج بن عامر.
المقاومة أسفرت عن استشهاد 5000 فلسطيني وجرح 10000، مقتل 262 جندي بريطاني وجرح 550، مقتل 300 صهيوني.
بين عام 1947 مرورًا بحرب 1948 نزح حوالي 750,000 عربي فلسطيني عن بلداتهم. بعد نهاية الحرب تقسمت منطقة الانتداب بين إسرائيل والأردن ومصر حيث منحت إسرائيل الجنسية الإسرائيلية لليهود (وبعد أربعة أعوام لغير اليهود ممن بقي داخل حدودها) ورفضت عودة النازحين الفلسطينيين من خارج هذه الحدود. أما الأردن فمنحت جنسيتها لسكان الضفة الغربية بما في ذلك اللاجئين إليها. أما سكان قطاع غزة واللاجئين إليها فبقوا دون مواطنة إذ رفضت مصر منحهم الجنسية المصرية.